# Bourgoin-Jallieu
Pour les articles homonymes, voir Bourgoin.
Bourgoin-Jallieu est une commune du département de l'Isère, située dans la région Auvergne-Rhône-Alpes, en France.
La commune est le centre de l'unité urbaine de Bourgoin-Jallieu, agglomération de plus de 56 000 habitants, la troisième du département, après celles de Grenoble et de Vienne. La commune et son agglomération font partie de l'aire urbaine de Lyon. La ville s'établit à 254 mètres d'altitude au niveau de sa gare ferroviaire.
Historiquement, la cité fut rattachée à la seigneurie de La Tour-du-Pin, qui sera ensuite intégrée au Dauphiné. Située sur une voie routière importante qui relie Lyon à l'Italie, Bourgoin hébergera un important relais de poste entre Grenoble et Lyon. À l'époque industrielle, Bourgoin deviendra l'une des principales villes du Nord-Isère et son développement sera lié à ses activités textiles. Son association sportive la plus connue dans le monde sportif reste son club de rugby, qui est membre du Top 14 jusqu'à 2011. Les habitants de la commune sont dénommés les Berjalliens,.

## Géographie

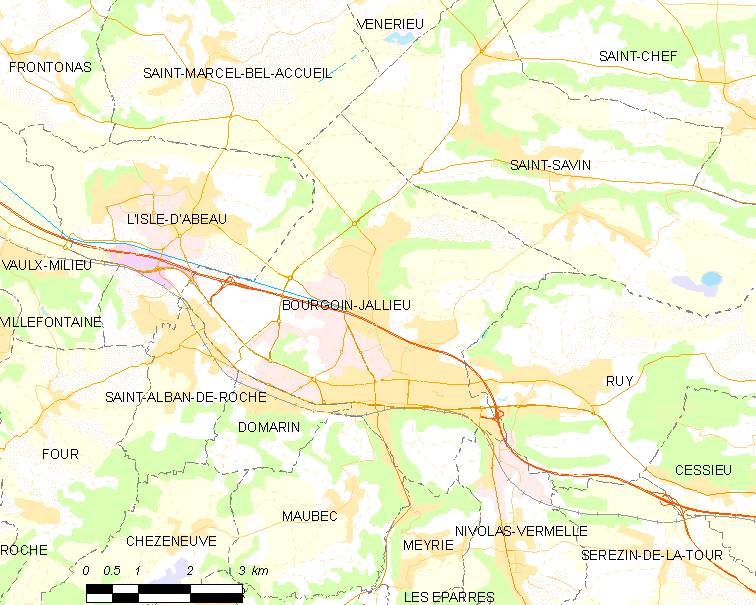
Plan de Bourgoin-Jallieu et des communes limitrophes

### Situation
Située dans la partie septentrionale du département de l'Isère et dans la plaine de la Bourbre et du Catelan, elle fait partie de la région désignée au niveau local sous le nom de Bas-Dauphiné ou de Nord-Isère, au nord de la petite région naturelle des Terres froides. Historiquement, l'ensemble de cette région fut également dénommée le Viennois.
La commune est un bassin d'emploi historique pour son secteur géographique, en plus de faire partie désormais de la zone d'attraction de Lyon ; le redécoupage des aires urbaines de l'Insee en 2010 l'inclut dans sa propre zone d'emploi composée de cent une communes, ainsi que dans l'aire urbaine de Lyon.
Son centre-ville se situe à 42 km du centre de Lyon, préfecture de la région Auvergne-Rhône-Alpes et à 70 km de Grenoble, préfecture du département de l'Isère. La ville se positionne à proximité de l'ancienne ville nouvelle de L'Isle-d'Abeau, ainsi que de La Verpillière.
L'aéroport Lyon-Saint-Exupéry est à environ 25 km et l'Aéroport de Grenoble-Alpes-Isère est situé à 35 kilomètres de la ville.

### Description
La commune se présente sous la forme d'une agglomération très urbanisée, située au cœur de la partie septentrionale du département au peuplement assez dense, du fait de son développement industriel et de sa proximité avec l'agglomération lyonnaise. Son territoire connaît un relief assez peu marqué. La ville est traversée par la rivière la Bourbre et quelques ruisseaux.

### Géologie et relief

Situation du Nord-Isère.

Le relief est ici commandé par l’histoire géologique des terres du Bas-Dauphiné. Celles-ci sont taillées dans la masse des sédiments molassiques déposés dans la mer au milieu de l’ère tertiaire. Ces sédiments ont d’abord été exondés et portés à une altitude de quelques centaines de mètres par le soulèvement des Alpes. Au Quaternaire, les glaciers descendus de la montagne ont creusé de larges couloirs d’orientation est-ouest ne laissant subsister entre eux que des plateaux de molasse en forme de lanières. Après la fonte des glaces, le large couloir particulièrement bien marqué entre la Tour-du-Pin et Bourgoin-Jallieu sur une quinzaine de kilomètres a été emprunté par la Bourbre qui y a déposé ses alluvions. Les deux lanières de plateaux (la partie sud étant connue sous l'appellation de Terres froides) qui l’encadrent au nord et au sud sont, elles, à une altitude qui peut atteindre les 400 mètres. Le paysage est nettement marqué par cet encaissement.
Le site de Bourgoin-Jallieu est positionné au débouché occidental de ce couloir : plus à l’ouest, on échappe à l'étreinte de ce monde en lanières et on entre véritablement dans ce qu’on appelle commodément la plaine de Lyon. Depuis les temps historiques, le trafic a été tout naturellement canalisé vers ce couloir de la Bourbre, le territoire berjallien faisant office de porte d’entrée et donc de premier grand relais pour qui vient de Lyon. Cette vocation devait se confirmer dans la suite des temps avec le tracé de la route transalpine par le col du Montcenis puis celui de la voie ferrée. La fonction de carrefour est plus récente et date de la création en 1740 de la route de Grenoble qui escalade la lanière de plateau au sud. Pour le tracé de l’autoroute A48 on a exploité un peu plus à l’est la commodité du val du Hien, affluent de rive gauche de la Bourbre.

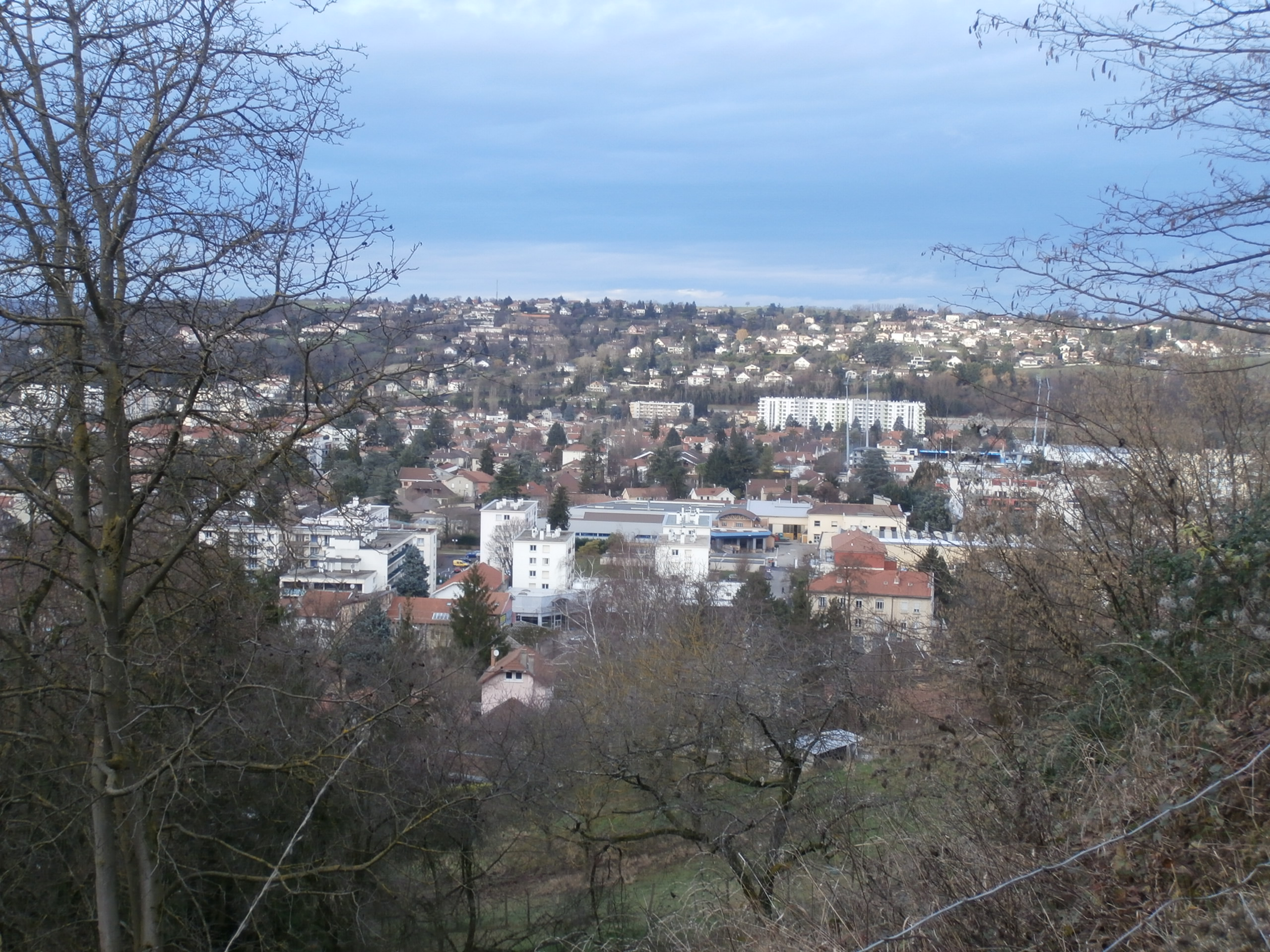
Vue de Bourgoin depuis le plateau sud (dit des « Terres froides »).

Aux avantages de cette situation il faut ajouter ceux du site : un fond plat relativement bien drainé, un cours d’eau assurant l’alimentation de la population et pouvant dispenser une modeste force motrice pour les anciens artifices. Si l’axe est-ouest du couloir a commandé le développement préférentiel de l’urbanisation, les premières pentes du plateau au nord ont eu valeur d’adret pour le développement d’un habitat pavillonnaire privilégié à l’inverse du rebord de la lanière sud en position d’ubac.
L'altitude du centre-ville de Bourgoin est estimée entre 240 et 250 mètres, selon les chiffres affichés par la carte du site Géoportail de l'Institut géographique national.

### Climat
Pour des articles plus généraux, voir Climat d'Auvergne-Rhône-Alpes et Climat de l'Isère.
En 2010, le climat de la commune est de type climat océanique altéré, selon une étude du Centre national de la recherche scientifique s'appuyant sur une série de données couvrant la période 1971-2000. En 2020, Météo-France publie une typologie des climats de la France métropolitaine dans laquelle la commune est exposée à un climat de montagne ou de marges de montagne et est dans une zone de transition entre les régions climatiques « Moyenne vallée du Rhône » et « Alpes du nord ».
Pour la période 1971-2000, la température annuelle moyenne est de 11,7 °C, avec une amplitude thermique annuelle de 17,8 °C. Le cumul annuel moyen de précipitations est de 1 056 mm, avec 9,7 jours de précipitations en janvier et 6,6 jours en juillet. Pour la période 1991-2020, la température moyenne annuelle observée sur la station météorologique installée sur la commune est de 12,4 °C et le cumul annuel moyen de précipitations est de 844,0 mm,. Pour l'avenir, les paramètres climatiques de la commune estimés pour 2050 selon différents scénarios d'émission de gaz à effet de serre sont consultables sur un site dédié publié par Météo-France en novembre 2022.
| Mois                                  | jan.           | fév.           | mars           | avril         | mai           | juin          | jui.        | août         | sep.          | oct.          | nov.          | déc.           | année      |
| ------------------------------------- | -------------- | -------------- | -------------- | ------------- | ------------- | ------------- | ----------- | ------------ | ------------- | ------------- | ------------- | -------------- | ---------- |
| Température minimale moyenne (°C)     | 0,8            | 0,9            | 3,8            | 7,3           | 10,4          | 14,1          | 16          | 15,7         | 12,4          | 9,3           | 4,8           | 1,4            | 8,1        |
| Température moyenne (°C)              | 3,6            | 4,4            | 8,1            | 12,3          | 15,4          | 19,5          | 21,8        | 21,3         | 17,5          | 13,2          | 8             | 4,2            | 12,4       |
| Température maximale moyenne (°C)     | 6,3            | 7,8            | 12,4           | 17,2          | 20,4          | 24,9          | 27,6        | 26,9         | 22,6          | 17,1          | 11,1          | 7              | 16,8       |
| Record de froid (°C) date du record   | −10,3 30.01.05 | −14,2 05.02.12 | −10,6 01.03.05 | −1,8 08.04.21 | 1,5 06.05.19  | 4,5 03.06.06  | 9 22.07.08  | 8,3 31.08.06 | 3,9 27.09.10  | −3 25.10.03   | −6 24.11.05   | −13,3 30.12.05 | −14,2 2012 |
| Record de chaleur (°C) date du record | 20 10.01.15    | 21,1 22.02.21  | 24,7 30.03.21  | 28,4 23.04.07 | 32,6 24.05.09 | 36,5 28.06.05 | 39 24.07.19 | 40 13.08.03  | 33,8 04.09.23 | 29,8 09.10.23 | 22,6 07.11.15 | 18,1 05.12.06  | 40 2003    |
| Précipitations (mm)                   | 61,1           | 48,7           | 57,6           | 61,1          | 81,8          | 68,8          | 73,5        | 78,4         | 64            | 97,1          | 86,8          | 65,1           | 844        |

#### Températures minimales et maximales enregistrées en 2012, 2014 et 2016
- 2012

| Mois                              | jan. | fév. | mars | avril | mai  | juin | jui. | août | sep. | oct. | nov. | déc. |
| --------------------------------- | ---- | ---- | ---- | ----- | ---- | ---- | ---- | ---- | ---- | ---- | ---- | ---- |
| Température minimale moyenne (°C) | 0    | −4,7 | 2,3  | 7     | 9,9  | 14,6 | 15,1 | 15,6 | 11,5 | 8,5  | 3,6  | 0,1  |
| Température maximale moyenne (°C) | 7,2  | 4,2  | 18,4 | 17,6  | 23,4 | 26,9 | 27,7 | 29,5 | 23,1 | 18,2 | 12   | 6,6  |

- 2014

| Mois                              | jan. | fév. | mars | avril | mai  | juin | jui. | août | sep. | oct. | nov. | déc. |
| --------------------------------- | ---- | ---- | ---- | ----- | ---- | ---- | ---- | ---- | ---- | ---- | ---- | ---- |
| Température minimale moyenne (°C) | 1,1  | 2    | 2,7  | 7,2   | 9,2  | 13,9 | 14,8 | 14,3 | 12,6 | 9,5  | 5    | −1,4 |
| Température maximale moyenne (°C) | 8,9  | 11,3 | 16,4 | 19,9  | 21,5 | 27,6 | 24,8 | 25,4 | 23,6 | 21,3 | 13,9 | 7,9  |

- 2016

| Mois                              | jan. | fév. | mars | avril | mai  | juin | jui. | août | sep. | oct. | nov. | déc. |
| --------------------------------- | ---- | ---- | ---- | ----- | ---- | ---- | ---- | ---- | ---- | ---- | ---- | ---- |
| Température minimale moyenne (°C) | 1,6  | 3    | 3,3  | 7,1   | 9,5  | 14,5 | 15,7 | 14,6 | 12,9 | 6,5  | 3,9  | −3,8 |
| Température maximale moyenne (°C) | 9,3  | 11,3 | 13,4 | 17,1  | 21,3 | 25,8 | 29,1 | 29,5 | 26,6 | 16,3 | 11,3 | 6,6  |

### Hydrographie

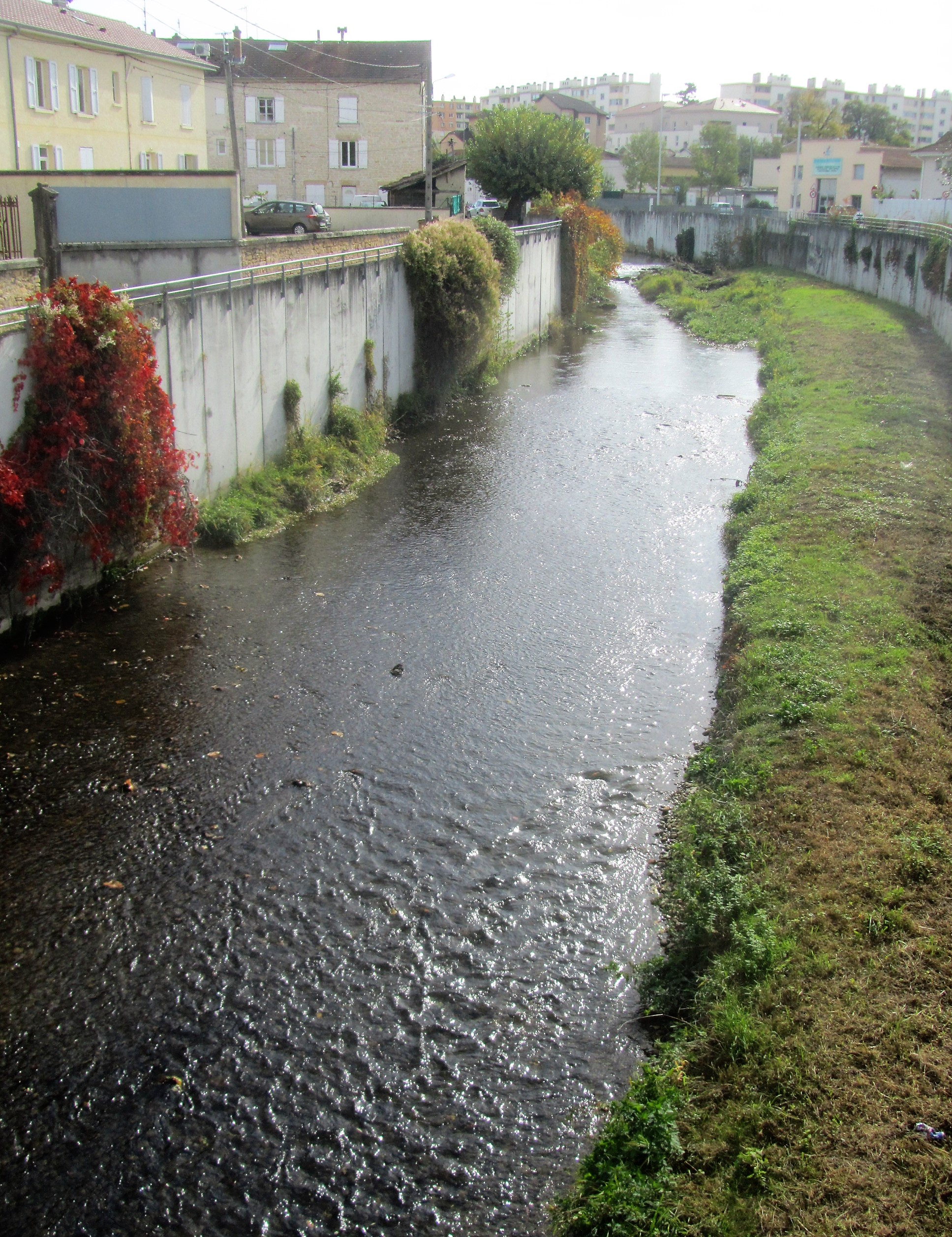
La Bourbre dans Bourgoin-Jallieu.

Le territoire de la commune de Bourgoin-Jallieu est traversé par un affluent direct en rive gauche du Rhône, la Bourbre, ainsi que par quelques ruisseaux, tous affluents ou sous-affluents de ce cours d'eau qui s'écoule dans un axe est-ouest.
- La Bourbre est une rivière d'une longueur de 72,2 km[13] qui traverse la commune selon un axe est-ouest. Il s'agit d'une rivière de piémont d'un débit assez abondant et alimentée par des précipitations. La lame d'eau écoulée dans son bassin versant est de 344 millimètres annuellement, ce qui est légèrement supérieur à la moyenne d'ensemble de la France (320 millimètres), mais nettement inférieure à la moyenne de la totalité du bassin du Rhône (680 millimètres à Valence). Le Syndicat Mixte d'Aménagement du Bassin de la Bourbre, regroupant 75 communes, est la structure de gestion du bassin[14].

Le territoire est également sillonné également par de nombreux cours d'eau d'importance secondaire dont, notamment :
- le ruisseau de l'Agny, d'une longueur de 17 km, affluent de la Bourbre[15] ;
- le Bion, d'une longueur de 2 km, affluent de la Bourbre ;
- le ruisseau du Loudon, d'une longueur de 6,3 km, affluent de la Bourbre[16] ;
- le ruisseau de l'Enfer, d'une longueur de 8,7 km, affluent de la Bourbre[17].

Il existe également un petit canal, dit de « dessèchement de Catelan », d'une longueur de 21 km et qui rejoint la Boubre à la limite du territoire berjallien.

### Voies de communication

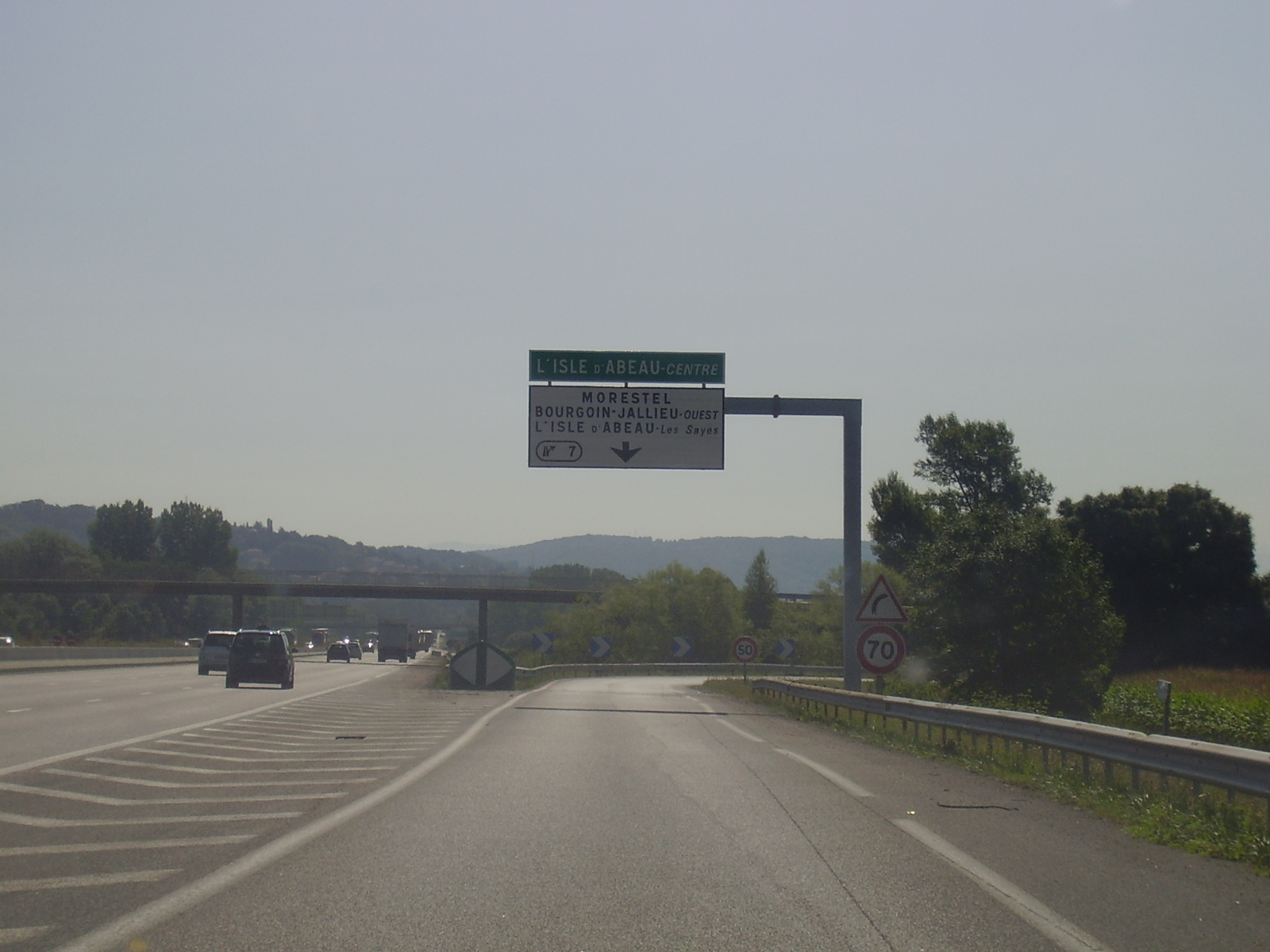
Sortie n°7 de l'A43.

#### Autoroute
L'A43 relie la commune à Lyon et à Chambéry et l'A48 la relie à Grenoble. Deux bretelles autoroutières desservent la commune à chaque extrémité de son territoire (section à péage) :
 7 à 31 km : L'Isle-d'Abeau-centre, Morestel, Bourgoin-Jallieu-Ouest, Crémieu, L'Isle-d'Abeau-Les Sayes
 8 à 37 km : Bourgoin-Jallieu-centre, Nivolas-Vermelle, Ruy-Montceau

#### Routes
Plusieurs routes à grande circulation traversent le territoire berjallien :
- La route départementale 1006 (RD 1006) qui correspond à l'ancienne RN 6, reclassée en route départementale qui relie la commune avec les communes de La Tour-du-Pin et Pont-de-Beauvoisin.
- La route départementale 1085 (RD 1085) qui correspond à l'ancienne RN 85, reclassée en route départementale, et qui commençait autrefois à Bourgoin-Jallieu, en se détachant de la RN 6 (route de Chambéry), pour se terminer sur la Côte d'Azur, d'abord à Cagnes-sur-Mer, puis à Golfe-Juan. Elle constitue une partie de la Route Napoléon.
- La route départementale 522 (RD 522) relie la commune de Saint-Jean-de-Bournay à la commune de Courtenay en passant par Bourgoin-Jallieu.
- La route départementale 18 (RD 18) relie la commune de Bourgoin-Jallieu au Pont de Loyettes, commune de Saint-Romain-de-Jalionas.

### Transports publics

#### Lignes d'autobus

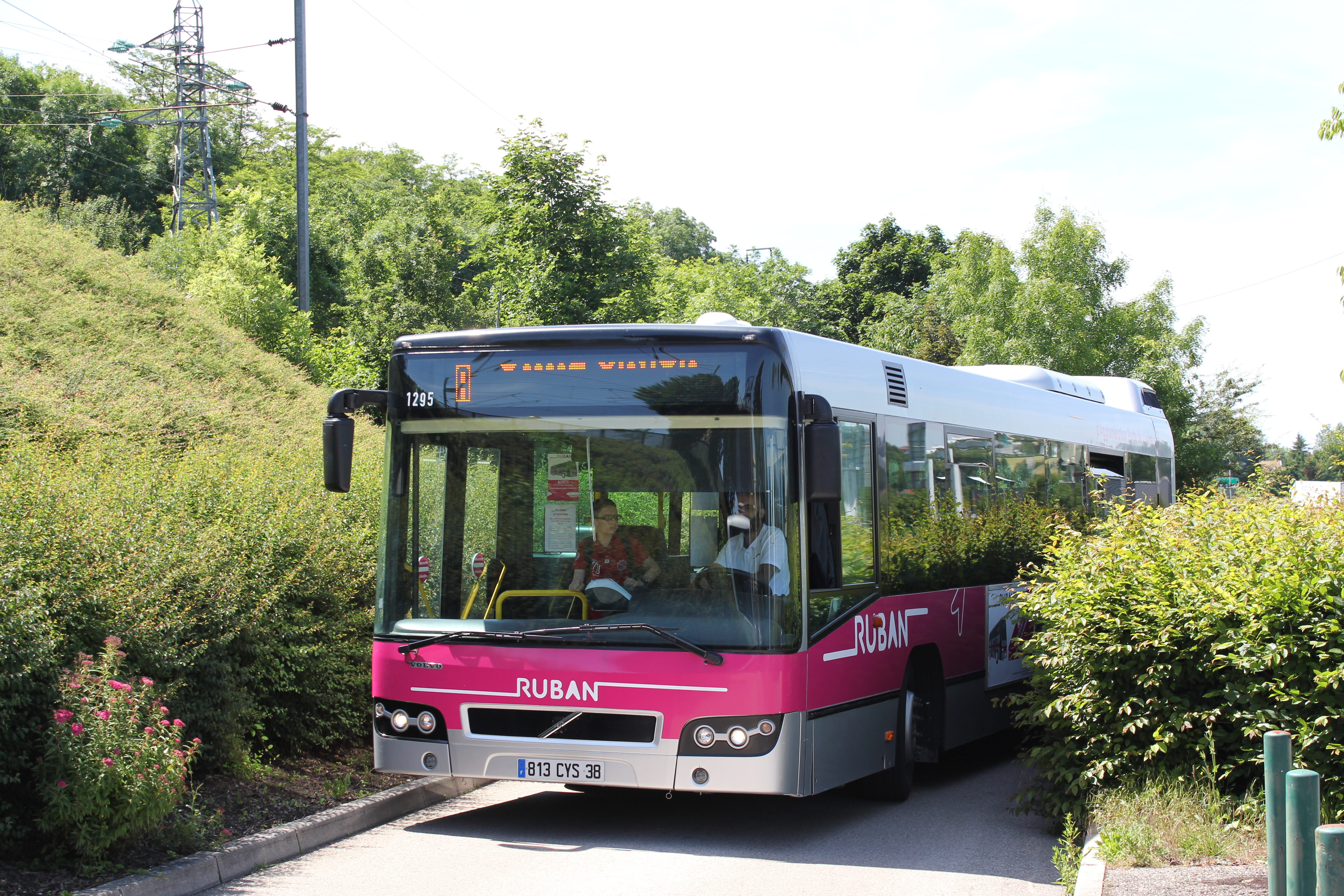
Autobus berjallien.

Au niveau local, la commune et son agglomération sont desservies par le réseau de bus de l'agglomération dénommé « Ruban », réparti en neuf lignes urbaines régulières durant la semaine ainsi qu'un nombre plus restreint de lignes urbaines fonctionnant le dimanche et les jours fériés (dites « Ruban Dimanche »). Il existe également, sur ce même réseau, cinq lignes périurbaines (dites « Péri »), dont quatre desservent la commune.
La commune bénéficie également d'un service de transport à la demande, destinés aux personnes à mobilité réduite : la ligne Mobi'bus.

#### Lignes d'autocars
La commune est également desservie par le réseau régional Cars Région. Deux lignes express relient directement différents points de la ville avec le centre de Lyon.
| Lignes                      | Dessertes                                                                                   | Transporteurs                   |
| --------------------------- | ------------------------------------------------------------------------------------------- | ------------------------------- |
| Lignes d'autocar X05 et X07 | Bourgoin-Jallieu (Pont Saint-Michel) ↔ Lyon (Grange Blanche) via Villefontaine pour la X05. | Voies Ferrées du Dauphiné (VFD) |

#### Gare ferroviaire

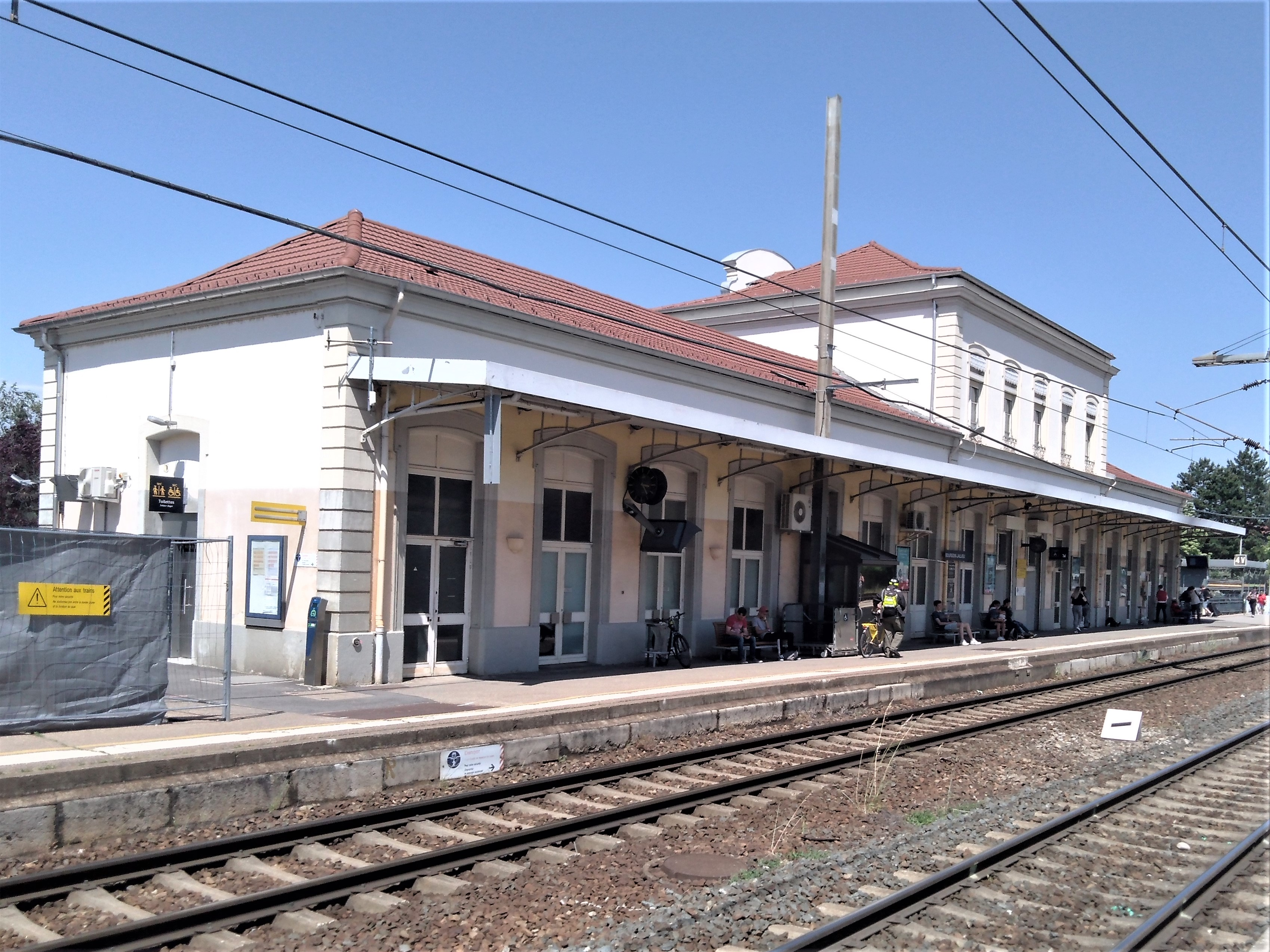
Le bâtiment voyageurs de la gare SNCF, côté voies.

La gare ferroviaire de Bourgoin-Jallieu est desservie par la ligne TER Lyon - Grenoble ou Lyon - Chambéry Challes-les-Eaux. La gare dispose d'un bâtiment voyageurs, avec guichet et salle d'attente, ouverte tous les jours. En 2017, elle est, sur le plan de la fréquentation, la onzième gare de la région Auvergne-Rhône-Alpes. Ses allers-retours vers Lyon représentent également le quatrième trajet TER à l'échelle régionale.
La gare est fermée au service de fret depuis le 15 mai 2009.

#### Autres transports
La commune se situe à proximité de l'aéroport international Lyon-Saint-Exupéry qui dessert l'agglomération lyonnaise. Cette infrastructure est positionnée à 27 km à l'ouest de la commune, sur le territoire de la commune de Colombier-Saugnieu.
Un autre aéroport, à vocation plus régionale, celui de Grenoble-Isère est positionné plus au sud sur le territoire de la commune de Saint-Étienne-de-Saint-Geoirs à environ 35 km de Bourgoin-Jallieu.

## Urbanisme

### Typologie
Au 1er janvier 2024, Bourgoin-Jallieu est catégorisée centre urbain intermédiaire, selon la nouvelle grille communale de densité à sept niveaux définie par l'Insee en 2022.
Elle appartient à l'unité urbaine de Bourgoin-Jallieu, une agglomération intra-départementale regroupant neuf  communes, dont elle est ville-centre,,. Par ailleurs la commune fait partie de l'aire d'attraction de Lyon, dont elle est une commune de la couronne,. Cette aire, qui regroupe 397 communes, est catégorisée dans les aires de 700 000 habitants ou plus (hors Paris),.

### Occupation des sols
L'occupation des sols de la commune, telle qu'elle ressort de la base de données européenne d’occupation biophysique des sols Corine Land Cover (CLC), est marquée par l'importance des territoires agricoles (47,8 % en 2018), en diminution par rapport à 1990 (58,3 %). La répartition détaillée en 2018 est la suivante : 
terres arables (27 %), zones urbanisées (25,4 %), zones agricoles hétérogènes (16,1 %), zones industrielles ou commerciales et réseaux de communication (15,4 %), forêts (9,1 %), prairies (4,8 %), milieux à végétation arbustive et/ou herbacée (2,3 %).
L'IGN met par ailleurs à disposition un outil en ligne permettant de comparer l’évolution dans le temps de l’occupation des sols de la commune (ou de territoires à des échelles différentes). Plusieurs époques sont accessibles sous forme de cartes ou photos aériennes : la carte de Cassini (XVIIIe siècle), la carte d'état-major (1820-1866) et la période actuelle (1950 à aujourd'hui).

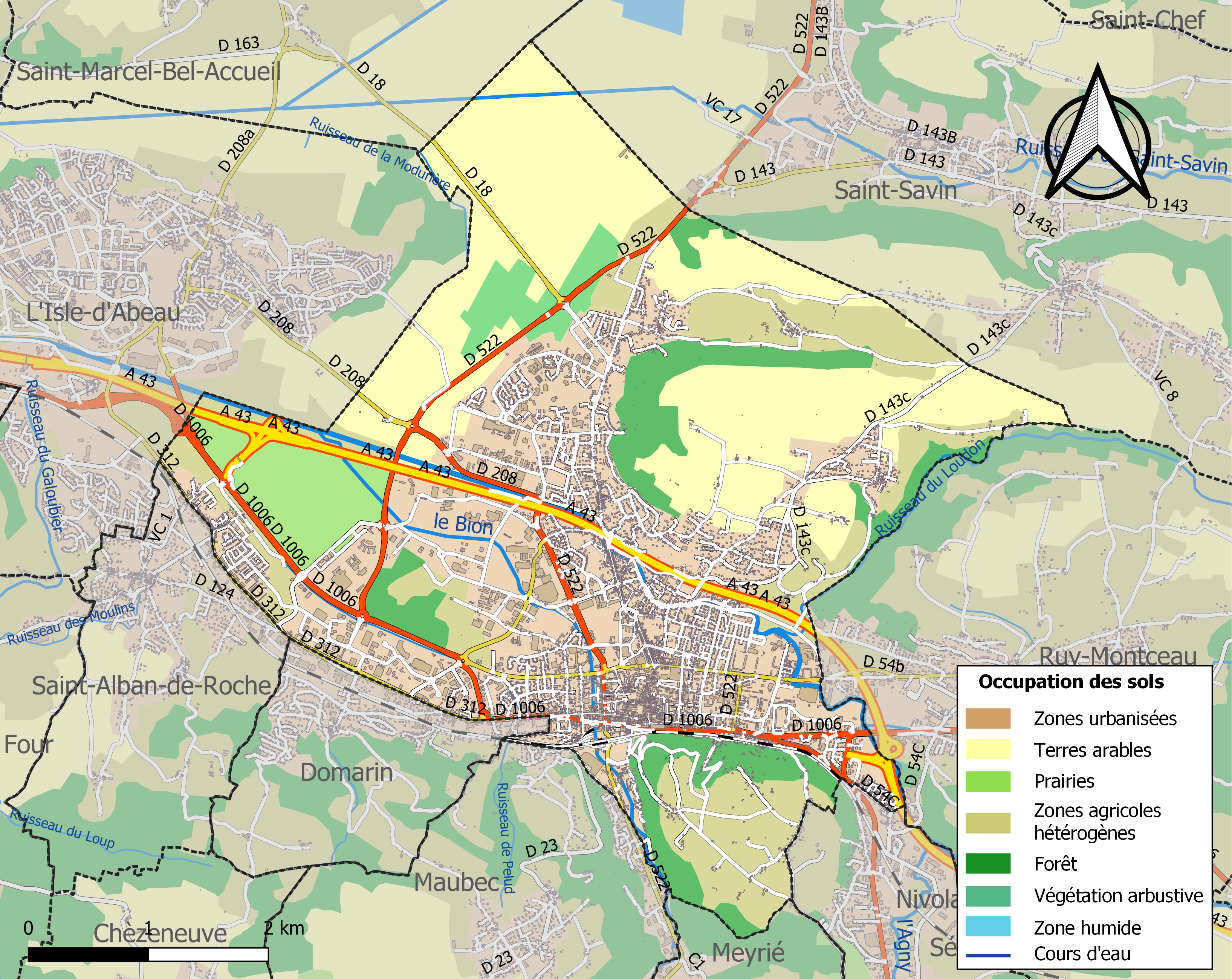
Carte des infrastructures et de l'occupation des sols de la commune en 2018 (CLC).
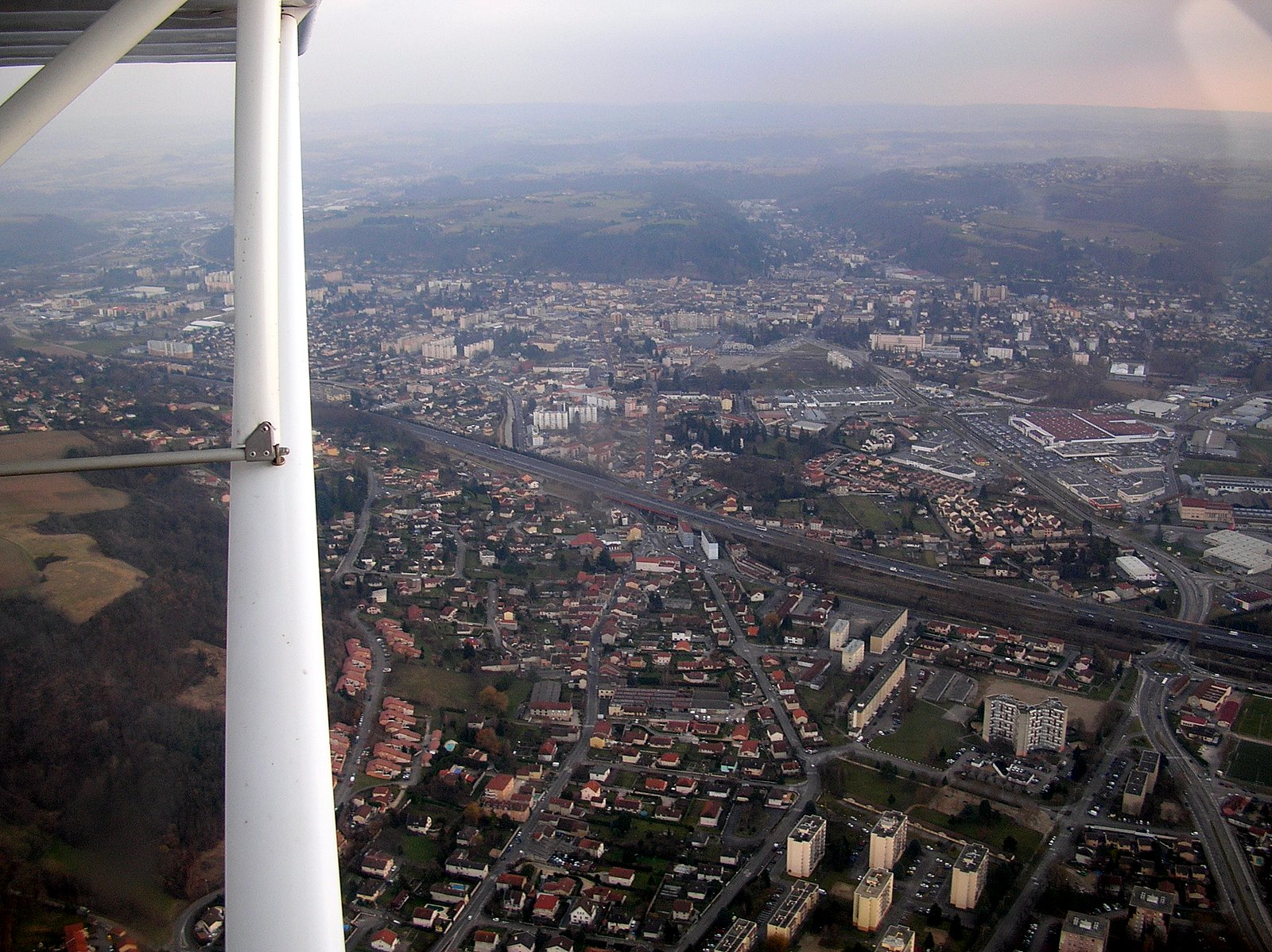
Vue aérienne de Bourgoin-Jallieu.

### Morphologie urbaine
La ville est entourée par deux reliefs modestes, le premier au nord-est et le second au sud, ce qui explique la raison de son développement urbain en triangle, quand on l'observe du ciel ou depuis une carte routière. Le bâti situé au centre est largement composé d'habitats individuels et d'immeubles peu élevés, avec quelques exceptions telles que la cité Saint-Michel, îlot de logements collectifs sur dalle construit en plein centre-ville.
Les principales zones de grands immeubles se situent à l'est, avec Pré-Bénit au nord-est et Champaret au sud-est, et au nord avec le quartier Champfleuri. Les deux derniers sont des quartiers prioritaires regroupant 3 200 habitants en 2018. L'ouest de la ville est occupé par les zones industrielles de la Maladière et de Chantereine, ou encore l'espace commercial Barbusse, situé à proximité du lycée L'Oiselet.
Les plateaux situés autour de la ville, Planbourgoin au sud et Montbernier au nord-est, sont à dominante rurale. On peut aussi citer les hameaux de La Grive, ancienne cité ouvrière, à cheval sur la commune de Saint-Alban-de-Roche, à l'ouest, de Mozas au nord, ou de Boussieu au sud-est, à la limite avec Nivolas-Vermelle.

### Hameaux, lieux-dits et écarts
Voici, ci-dessous, la liste la plus complète possible des divers hameaux, quartiers et lieux-dits résidentiels urbains comme ruraux qui composent le territoire de la commune de Bourgoin-Jallieu, présentés selon les références toponymiques fournies par le site Géoportail de l'Institut géographique national. Les principaux hameaux et lieux-dits sont indiqués en caractères gras.
| - Ferme de Villieu - le marais des Charbonnières - le Grand Lot - le Grand Marais - Dansey - le Sablon - le marais de Jallieu - le Mollard - Creuse - les Brosses - Mozas - Saint-Honoré - Charbonnières - Château de Champfort - Maladière | - Balousse - la Bernache - les écherottes - Montbernier - les Baties - Montauban et Robines - Grande Terre - Funas - le marais des Mûres - les ormes - Chantereine - la Croix blanche - la Grive - Les Buissières | - les Sétives - la Ladrière - les Maines - le Vergnioux - l'Oiselet - Champaret - Champfleuri - le Rivet - Boussieu - Chalet rouge - Combe Radix - Plan Bourgoin - Beauregard - Charges |

### Eau et assainissement
La gestion du service du réseau d'eau potable et assainissement de la ville ainsi que celle de sa communauté de communes a été concédée par la municipalité à un concessionnaire privé dénommé S.D.E.I.

#### Zones de captage
Les zones résidentielles de la ville sont alimentées en eau potable par les captages du secteur du Vernay.
Deux captages gravitaires situés dans le secteur de Malavent et le secteur des Trappes, complètent l'alimentation de la commune. Depuis 1999, les sources des Trappes ne sont plus utilisées qu'en tant que zone d'alimentation de secours.

#### Polémique
Une étude d'UFC-Que Choisir de mars 2012 se basant sur des données du ministère de la Santé a montré que l'eau potable était trop chargée en pesticides.
Ce dépassement, fréquemment constaté pour les petites communes rurales (environ 500 habitants), est plus notable pour une commune de plus de 20 000 habitants ; dans cette catégorie, seules trois autres communes sont en effet concernées. L'étude y voit la conséquence de contrôles trop peu fréquents.
Cette étude a cependant été critiquée puisque ces résultats ne concernaient qu'un seul des deux réseaux d'eau potable, le réseau de Plambourgoin. Ce réseau n'alimente qu'une toute petite minorité des foyers de la ville, notamment du quartier de Plambourgoin, quartier rural où l'agriculture très présente est à l'origine, du fait de l'utilisation de pesticides et notamment de l'atrazine jusqu'au début des années 2000, de la contamination de la nappe phréatique.
Le deuxième réseau d'eau potable, qui alimente la très grande majorité des foyers berjalliens, n'indiquait pas de taux de pesticides supérieurs à la normale.
Une nouvelle étude publiée le 26 février 2014 par UFC-Que Choisir indique que toutes les analyses des eaux issues du secteur de Plambourgoin sont désormais bonnes.

### Énergie
Les foyers de Bourgoin-Jallieu se composent à 72% d'appartements et 27% de maisons. Le type de chauffage est lui plus varié, avec 52% des ménages qui se chauffent au gaz, 27% à l'électricité et 7% au fioul, tandis que les 12% restants ont recours à des chauffages d'autres catégories.
Comme 95% du réseau national, la gestion et l'aménagement du réseau électrique de Bourgoin-Jallieu sont réalisés par Enedis. La pose des nouveaux compteurs Linky a d'ailleurs déjà été faite sur l'ensemble de la commune.
Enfin, les fournisseurs d'énergie qui proposent leur service à Bourgoin-Jallieu sont quant à eux au nombre de quatre; EDF reste le fournisseur principal, tandis que Total Direct Énergie, Planète OUI et ekWateur se partagent le reste des foyers berjalliens.

### Risques naturels et technologiques

#### Risques sismiques
L'ensemble du territoire de la commune de Bourgoin-Jallieu est situé en zone de sismicité n°3 (sur une échelle de 1 à 5), comme la plupart des communes de son secteur géographique.
| Type de zone | Niveau            | Définitions (bâtiment à risque normal) |
| ------------ | ----------------- | -------------------------------------- |
| Zone 3       | Sismicité modérée | accélération = 1,1 m/s2                |

#### Autres risques
Une partie du territoire communal est soumis à un risque d'inondation. En octobre 1993, environ 50 cm d'eau sont mesurés au niveau de nombreux quartiers et plus d'un mètre sur les quais de la Bourbre.

## Toponymie
Le nom de la commune correspond à deux paroisses de l'Ancien régime, devenues deux communes distinctes qui furent ensuite réunies sous un seul nom avec l'ajout d'un trait d'union, créant le gentilé « Berjallien » (auparavant les « Bergusiens » pour la cité de Bourgoin).

### Origine du toponyme Bourgoin
Le nom de la cité est attesté sous les formes Bergousia au IIe siècle, Bergusia aux IIIe et IVe siècles, puis Bergusinna au IVe siècle, Birgusia et Bergusium au VIe siècle, Bergucium, forme trouvée jusqu'au Xe siècle, puis , Bergon et Bergun ou encore Burgundium (1183) au XIIe siècle, Bourgoin, Bergoin et Bergundum au XIIIe siècle, Bourgoingt au XIVe siècle.
Plusieurs hypothèses ont été avancées pour expliquer l'étymologie de ce toponyme :
1. Nicolas Chorier propose dès le XVIIe une origine celtique.
2. Auguste Prudhomme, historien du Dauphiné (1850-1816), l'explique au XIXe siècle par les radicaux germaniques Birg-Burg.
3. André Comte, auteur de Histoire de Bourgoin : des origines à la Révolution (Éditeur : Paillet, 1947) le fait dériver du gaulois Bergusia, suivant en cela la première explication.

Les toponymistes et les linguistes modernes reprennent cette explication par le gaulois, langue celtique mieux connue actuellement. Albert Dauzat et Charles Rostaing y voient un dérivé du gaulois berg- « hauteur ». Xavier Delamarre note un homonyme en Espagne chez Ptolémée et donne différentes formes dérivées bergusia, bergona, bergo- « mont » que l'on retrouve dans Bergonne (Pas-de-Calais), les monts Berg et Bergoise (Ardèche)
L'évolution phonétique aberrante Bergusia → Bourgoin s'explique par l'attraction du nom de personne germanique *BURGUNDIU « le Burgonde », hypothèse suggérée par Auguste Vincent.
André Plank, auteur de L'origine des noms des communes du département de l'Isère (1995), confirme que le terme berg dérive du mot « hauteur » ou « montagne » en ajoutant que la terminaison oin serait « ...//...dérivé de osio, terme d'ascendance méditerranéenne (os ou oris en latin) signifiant « bouche » ou « gueule », Bourgoin serait ainsi la « bouche des montagnes » dans le sens de « la région où l'on entre dans les Alpes »... ».

### Origine du toponyme Jallieu
Le nom de la localité est attesté sous les formes Jaliacum au XIIe siècle,, prieuré de Jaillieu au XIVe siècle, paroisse de Jayllief, Chapelle de Jayllieu.
Il s'agit du type toponymique gallo-roman *GALLIACUM que l'on retrouve dans Gaillac (Aveyron, Galliacus 838), Guilly (Loiret, Galliacum 900), Jailly (Nièvre, Jalliacum en 1233), Jailly-les-Moulins (Côte-d'Or, Jaliaco 992). L'évolution du [g] dur en [ʒ] est le résultat de la palatalisation qui a affecté la partie centrale du domaine gallo-roman (cf. latin gamba> jambe).
Le premier élément Gall(i)- représente le nom de personne gaulois ou latin Gallius,. Le second est le suffixe de localisation et de propriété (i)-acum, qui a pris dans le domaine franco-provençal la forme bien spécifique -(i)eu.
André Plank, dans son livre cité plus haut, confirme cette hypothèse.

## Histoire

### Préhistoire et Antiquité

#### Préhistoire
Des occupations datant du Néolithique ont été identifiées sur le territoire de communes voisines, telle que de Saint-Marcel-Bel-Accueil (grotte de Messenas), située à moins de 5 km de Bourgoin.
Dans les marais voisins, des sondages archéologiques réalisés sur le secteur de La Maladière indiquent une installation, près d'un lac d'origine glaciaire, aujourd'hui disparu, présentant les traces d'un village contemporain du site des Baigneurs du lac de Paladru.

#### Antiquité

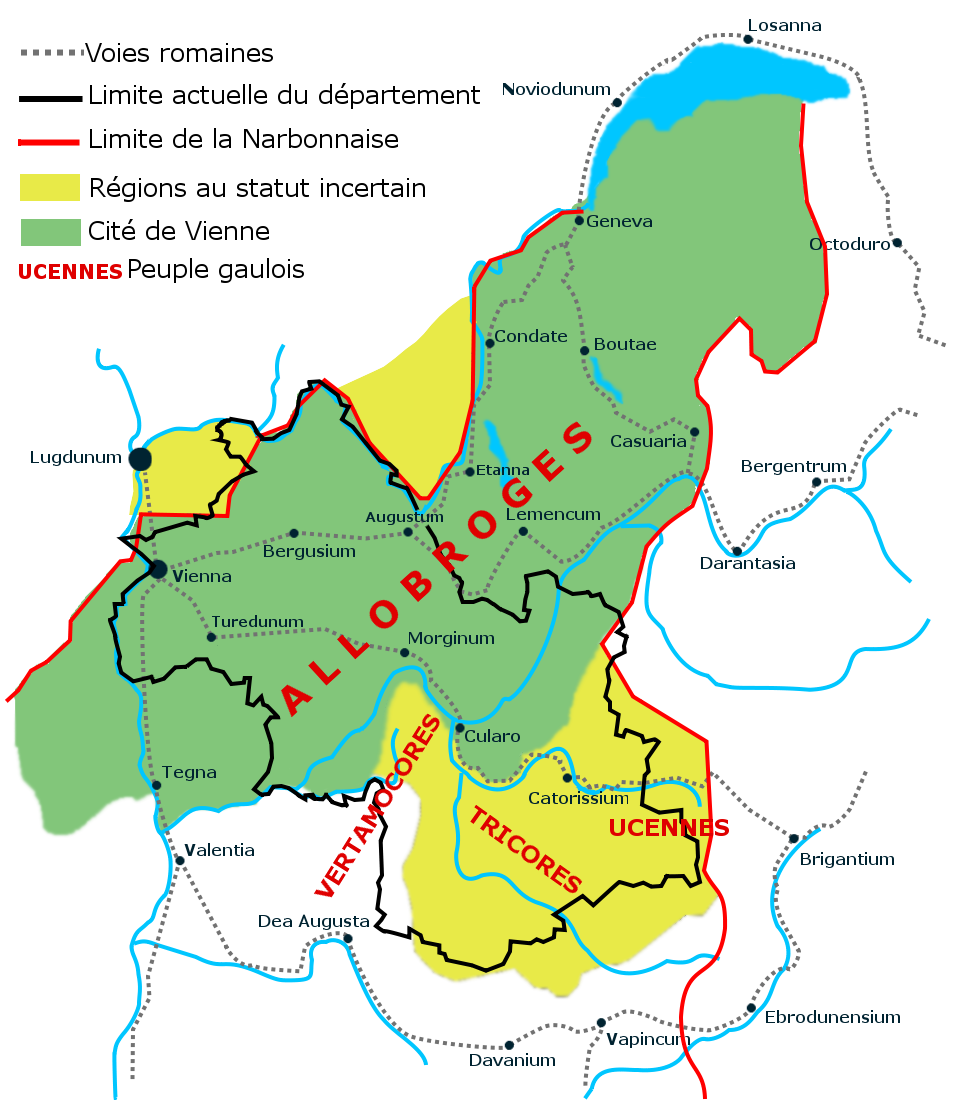
Territoire des Allobroges.

Le secteur actuel de Bourgoin-Jallieu se situe à l'ouest du territoire antique des Allobroges, ensemble de tribus gauloises occupant l'ancienne Savoie, ainsi que la partie du Dauphiné, située au nord de la rivière Isère.
Durant l'époque gallo-romaine, une voie détachée de la Via Agrippa joignait Vienne (Vienna) à Aoste ( Augusta Praetoria Salassorum) traversait la cité de Bourgoin (Bergusia).
La première mention historique de la ville de Bourgoin remonte à la table de Peutinger (Tabula Peutingeriana), copie du XIIIe siècle d'une ancienne carte romaine où figurent les routes et les villes principales de l'Empire romain qui constituaient le cursus publicus qui la désigne sous le nom de Bergusium. L'itinéraire d'Antonin (Itinerarium Antonini Augusti), manuscrit datant au plus tôt la fin du IIIe siècle, féminisera ce nom en Bergusia.
Des restes de villas gallo-romaines furent découverts à l'Est de la ville au lieu-dit Boussieu et au Nord de la ville au pied du coteau de la Rivoire. Ces vestiges, ainsi que la présence d'un long mur romain, mis au jour en 1981, dans le quartier de La Grive (lieu-dit de la Croix-Blanche) attestent d'une présence durable durant cette période antique.
Avant la chute de l'Empire romain, Bourgoin appartenait au Pagus Viennensis, qui plus tard devient en partie le comitatus Viennensis.

### Moyen Âge
Au cours du VIe siècle, Bourgoin et le Pagus Viennensis sont soumis par les envahisseurs burgondes qui se réapproprient l'administration gallo-romaine.
Après avoir subi leur domination, puis celle des Francs du Ve au VIIIe siècle, Bourgoin dépend du royaume de Bourgogne. En ce début de Moyen Âge, l'importance de Bourgoin est évoquée dans un acte du 18 novembre 927 : la cité est dénommée sous le vocable « villula » qui signifie petite ville.
À l’époque féodale, à partir du XIIe siècle, la châtellenie de Bourgoin, incluant Jallieu et Ruy, est rattachée à la seigneurie de La Tour-du-Pin, qui est intégrée en 1282 au Dauphiné. Elle fait face à Maubec, importante baronnie dans la mouvance de la famille de Savoie opposée au Dauphin. L’octroi d’une charte de franchises libérale par le dauphin Humbert Ier en 1298 permet de conforter le développement urbain de Bourgoin. La ville devient alors le siège du tribunal de bailliage du Viennois, le plus riche en revenus des sept bailliages du Dauphiné.
Durant deux siècles, la cité jouit des avantages que lui confère cette juridiction sur le Viennois. La transformation du chanvre, cultivé en milieu humide, est la première activité textile pratiquée à Bourgoin et à Jallieu, de nombreux "rotoirs à chanvre" (bassins pour le rouissage du chanvre) existaient en amont et aval de la ville. Dérivé de la Bourbre, le canal Mouturier permet d’aménager des chutes actionnant le « Moulin Delphinal » (seigneurial), première installation artisanale située à l’emplacement de l’immeuble « Le Gutemberg », à l'angle des rues de l’Escot et Dos-de-l'Ane.
Un rude coup est porté à la prospérité de la ville, en 1450, lorsque le Dauphin Louis II, le futur roi Louis XI, prend la décision de transférer le siège du bailliage à Vienne après la réunion de la cité viennoise au Dauphiné.

### Temps modernes
Selon le livre de Stéphanie Couriaud traitant de l'histoire de Bourgoin-Jallieu durant le XVIe siècle, les guerres de religion avec leur cohorte de troubles et de pillages sont particulièrement destructrices dans la région. Les pestes de 1628 et de 1643 anéantissent plus de la moitié de la population, et la ville subit d’importantes inondations en 1637, 1653, et 1673.

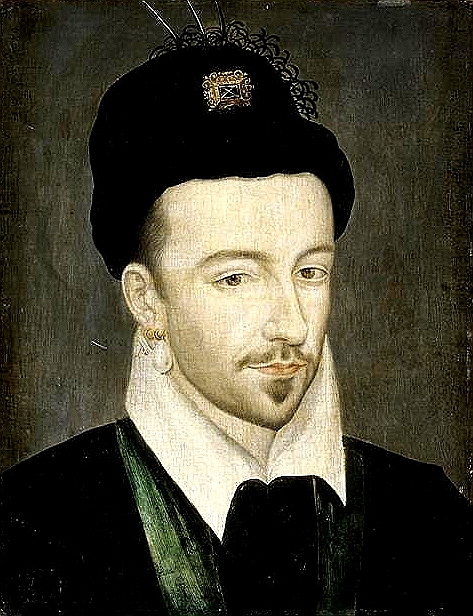
Henri III.

Au XVIe siècle, Henri III, élu roi de Pologne, de retour en France pour succéder à son frère, s’arrête à Bourgoin, ville située non loin de la frontière avec le duché de Savoie. Il est accueilli par sa mère Catherine de Médicis au lieu-dit Champaret, et institue en 1584, par lettres patentes, les deux grandes foires du 1er mai et du 29 septembre (Saint-Michel). Elles contribuent au retour de la prospérité et au développement du commerce local avec l’essor du transport routier.
En 1620, Bourgoin possède sa poste aux chevaux sur la route de Grenoble à Lyon. Le canal Mouturier, amélioré et élargi, alimente en énergie de nombreux moulins à farine et à papier, rotoirs et battoirs à chanvre. L’ouverture d’une première école de filles par les religieuses ursulines, dans l’ancienne commanderie des Antonins (actuel musée de Bourgoin-Jallieu), est attestée en 1646.
Au début du XVIIIe siècle, Bourgoin s’agrandit et construit ses faubourgs hors des murs d’enceinte. Dans les années 1740, la situation de carrefour entre Lyon, Chambéry et l’Italie se renforce avec la construction de la nouvelle route de Grenoble. La création de cette « grande route » est le prélude d’une série de travaux d’urbanisme : aménagement d’une place agrémentée d’une fontaine publique (actuelle place du 23-Août), et éclairage (installation de huit lampadaires à huile).
L’industrie textile exigeant la disponibilité en eau pure, dès 1322 la Bourbre avait été dérivée de son cours en rive gauche dans un canal sur une longueur de 4 kilomètres entre le Rivet et la Grive correspondant à trente mètres de dénivellation. L’objectif était alors d’entourer de douves le rempart nouvellement construit autour de Bourgoin. Mais le canal ne devait pas tarder à être équipé de chutes : on en comptera 16 alimentant 14 usines en 1876 sur l’ensemble de son parcours. Si, comme son nom de mouturier l’indique, ses moulins étaient particulièrement destinés à la mouture du grain, à Jallieu, il avait facilité le travail du chanvre en animant les battoirs après la mise à rouir les fibres dans des bassins : au début du XVIIIe siècle, sur l’ensemble du canal on comptait 25 rotoirs et 6 battoirs de chanvre. Cette fibre trouvait de nombreux usages par ses toiles et ses cordes et ficelles dans les foyers et même dans l’équipement des voiliers ! Ce développement restait toutefois encore bien modeste en comparaison de Voiron, grand centre spécialisé dans le travail du chanvre. En revanche, à Jallieu, la commercialisation des toiles était facilitée par la proximité du marché de Crémieu.

### Époque contemporaine

#### De la Révolution à 1914
À la suite des événements survenus à Paris, notamment la prise de la Bastille, un phénomène social dénommé la Grande peur s'étend dans la province royale du Dauphiné. Du 27 juillet au début août 1789, celle-ci prend de l'ampleur dans le milieu paysan de la région de Bourgoin. On estime que 80 châteaux furent attaqués, 43 pillés ou dévastés et 12 d'entre eux, totalement détruits.
À défaut d’être érigée en chef-lieu d’arrondissement bien qu’elle soit la ville la plus peuplée, Bourgoin obtient, en 1790, le siège de l’actuel Tribunal de Grande Instance (également Tribunal de Commerce). De son côté, la paroisse de Jallieu profite de la Révolution pour se séparer de Bourgoin. Cette nouvelle commune s’organise en faubourg industriel le long de l’actuelle rue de la Libération et comprend, jusqu'à la fusion de 1967, différents hameaux ruraux: Charbonnières, Montbernier, Mozas, Bourselas[réf. nécessaire].

##### Bourgoin

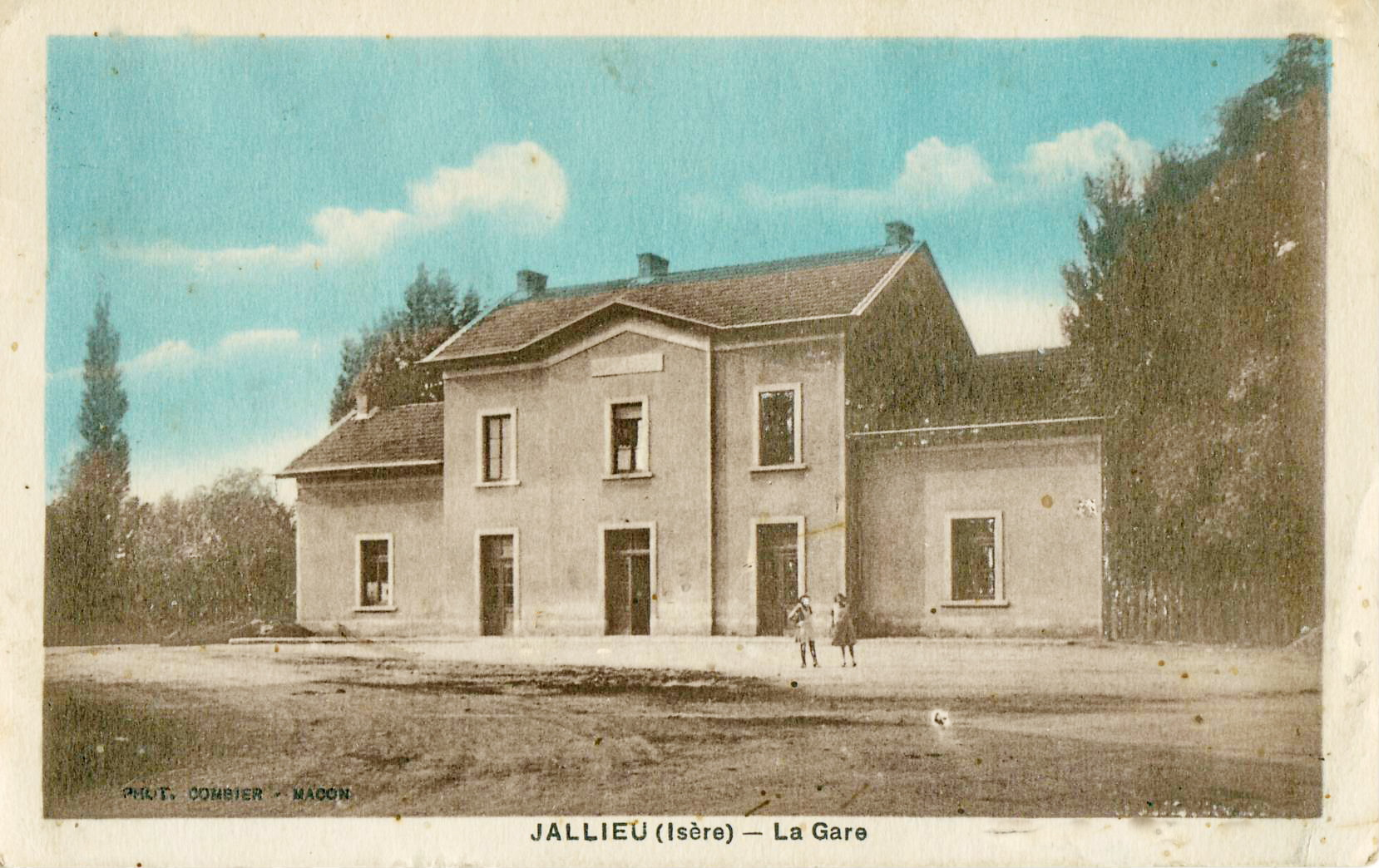
En 1899 s'ouvre la branche de Jallieu du Chemin de fer de l'Est de Lyon. Cette gare terminus, située à Jallieu, n'était pas connectée à la ligne Lyon - Grenoble.

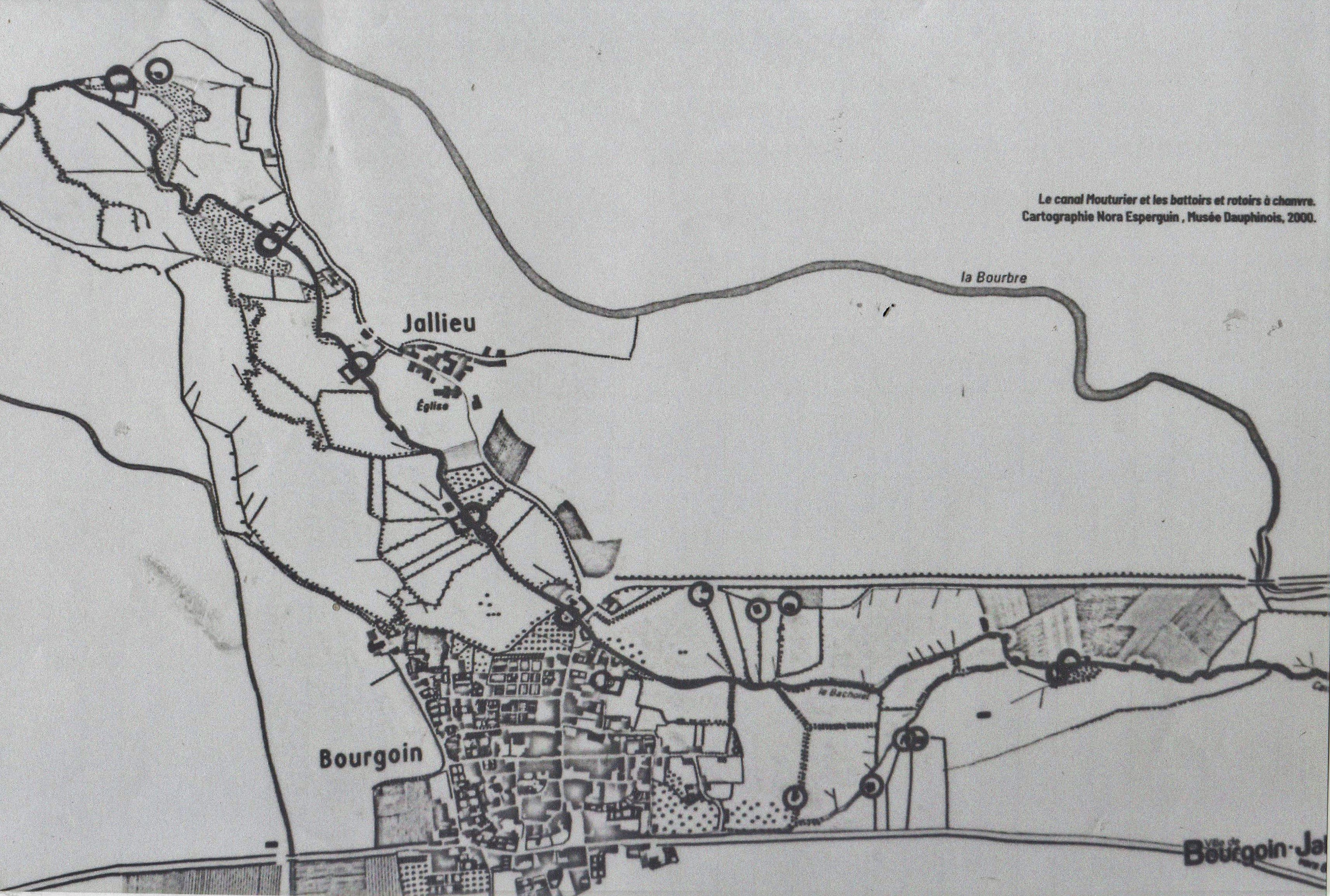
Canal mouturier à Bourgoin-Jallieu.

Comme l'indique le site de la mairie, au XIXe siècle, Bourgoin se transforme jusqu'à effacer ses origines médiévales. Le mur d’enceinte disparaît, un plan d'alignement est appliqué (élargissant les rues et faisant disparaître les façades médiévales) et de nouveaux bâtiments structurent la cité  : la halle du Moyen Âge, reconstruite à la même place en 1847-1848 (actuel espace Grenette), le tribunal (ancienne chapelle des Pénitents Blancs), l'église romane, détruite et remplacée par une autre en 1830 et par une troisième en 1874 (l'actuelle église Saint-Jean-Baptiste). À l'emplacement des deux premières églises démolies est créée l'actuelle place Carnot. L’hôpital de la rue Victor-Hugo (actuel musée) est transféré à l'angle des avenues Professeur-Tixier et Maréchal-Leclerc en 1895. L’asile des vieillards (actuel Centre de séjour Jean-Moulin), le collège, la Caisse d’Épargne (rue Dr Pollosson) sont successivement édifiés.

###### Jallieu
Après cette phase artisanale, on peut dater de 1787 le premier frémissement de l’activité proprement industrielle avec la création à Jallieu d’une fabrique d’indiennes. L’importation, la production la commercialisation et le « port et usage » de ces tissus de coton imprimés aux couleurs chatoyantes importés de l’Inde avaient été d’abord interdits en France par un arrêt du 26 octobre 1686 sous la pression des soyeux qui y voyaient une concurrence déloyale. Cet arrêté, d’une efficacité plus que douteuse, avait été annulé par celui du 5 septembre 1759 sous le règne de Louis XV. En 1787, le graveur sur cuivre Charles-Emmanuel Perrégaux installe un atelier à Jallieu à l’emplacement d’un ancien moulin à blé, non loin de l’église, à cheval sur le canal mouturier. En 1788, l’affaire connaît un grand développement grâce à Jean-Louis Pourtalès. Ce descendant de Huguenots émigré en Suisse dans le canton de Neuchâtel apporte les capitaux et la main-d’œuvre experte avec une centaine de familles protestantes. La manufacture prendra par la suite en charge l’édification d’un temple et la création d’un cimetière. Dès 1789, 280 personnes s’activent dans l’établissement. L’entreprise a su s’adapter à l’évolution. En 1834, « ses administrateurs ne se limitent plus à l’indienne et à la toile peinte, mais ils impriment fort bien sur les étoffes de laine, de soie et de laine et soie mélangée ». Ils ajoutent le tissage à l’impression. À la même époque, à proximité s’installe le tissage mécanique Caffarel qui devient rapidement une grosse affaire. Sous le Second Empire, est fondée toujours à proximité au pont Saint Michel la manufacture d’impression sur étoffes par Michel Brunet-Lecomte, un Normand de Bolbec, spécialiste de l’industrie cotonnière . Son père avait été directeur de la fameuse manufacture de toile peinte de Vizille. Quoique catholique, il avait si bien su s’adapter au contexte local qu’il devait être maire de la commune de 1860 à 1870 !
Depuis 1858, les industriels de Jallieu ont profité d’une desserte ferroviaire proche par la gare de Bourgoin avec l’ouverture de la ligne Lyon-Grenoble. Ce qui ne leur interdisait pas d’avoir une relation privilégiée vers le nord du département par raccordement depuis 1899 sur la ligne à écartement normale Lyon-Saint-Genix-sur-Guiers par un embranchement à Saint-Hilaire de Brens,,,.

###### Boussieu
Avec Jallieu, Boussieu est l’autre pôle historique du développement de l’industrie textile de l’agglomération de Bourgoin-Jallieu. Le couloir de la Bourbre s’élargit quelque peu quand on vient de La Tour-du-Pin avec la confluence de l’Agny, son affluent de rive gauche. Administrativement, Bourgoin, Ruy et Nivolas-Vermelle se partageaient ce territoire éloigné des trois chefs-lieux. Du fait de cette position à l’écart, les services de proximité à la population s’y sont organisés avec une certaine autonomie et le quartier s’est forgé une identité propre à partir de son développement industriel. C'est dans ce quartier que commence véritablement l'industrie de la soie.
Depuis le milieu du XVIIIe siècle, la plantation des mûriers et l'élevage du ver à soie étaient devenus une véritable mode dans l'ensemble des Terres Froides et le mouvement s'était encore accéléré dans la première moitié du XIXe siècle. Le moulinage avait même fait une timide apparition dans l'arrondissement de La-Tour-du-Pin au début de XIXe siècle. Mais la révolte des canuts de Lyon en 1831-34 a joué un rôle décisif dans le développement du tissage. Les soyeux lyonnais étaient assurés de trouver dans les campagnes dauphinoises une main-d'œuvre rurale acceptant de bas salaires et peu revendicative. Cette activité avait pris la double forme d'ateliers domestiques dispersés dans presque tous les villages mais aussi de véritables usines-pensionnats.
Un bon exemple est fourni à Boussieu avec l’usine-pensionnat fondée par Louis Gindre et qui va prendre le nom de son gendre et associé Victor Auger. Ils sont déjà au départ propriétaires d’une bonne partie du foncier à proximité du canal Mouturier, sur la commune de Ruy. Les bâtiments du moulinage et de la soierie ont été construits de 1853 à 1855. Lorsqu’ils se retirent des affaires, le premier repreneur finit par revendre les bâtiments à la maison Schwarzenbach. Son siège est à Thalwil, sur les bords du lac de Zurich. C’est donc de Suisse qu’arrive l’encadrement mais ces protestants vont s’adapter au contexte local. Le personnel se montera à 600 en 1896. Il est recruté parmi les jeunes filles dès l’âge de 13 ans. En 1892, sur 370 ouvrières, 150 demi-pensionnaires viennent quotidiennement des communes avoisinantes par des galères (désignation familière de ces charrettes attelées de chevaux) ; 170 résident sur place. 50, éloignées de leurs familles sont hébergées dans le pensionnat édifié par l’usine sous le contrôle des sœurs de Sainte Philomène. Les journées de travail sont de 10 heures. Une fois prélevés les frais de la pension, leurs salaires adressés aux familles sont mis en réserve pour leur future dot de mariage. La vie est rythmée par les prières et l’assistance aux offices religieux dans la chapelle. Elles occuperont leur temps libre à la confection de leur trousseau

Quelques photos de Boussieu
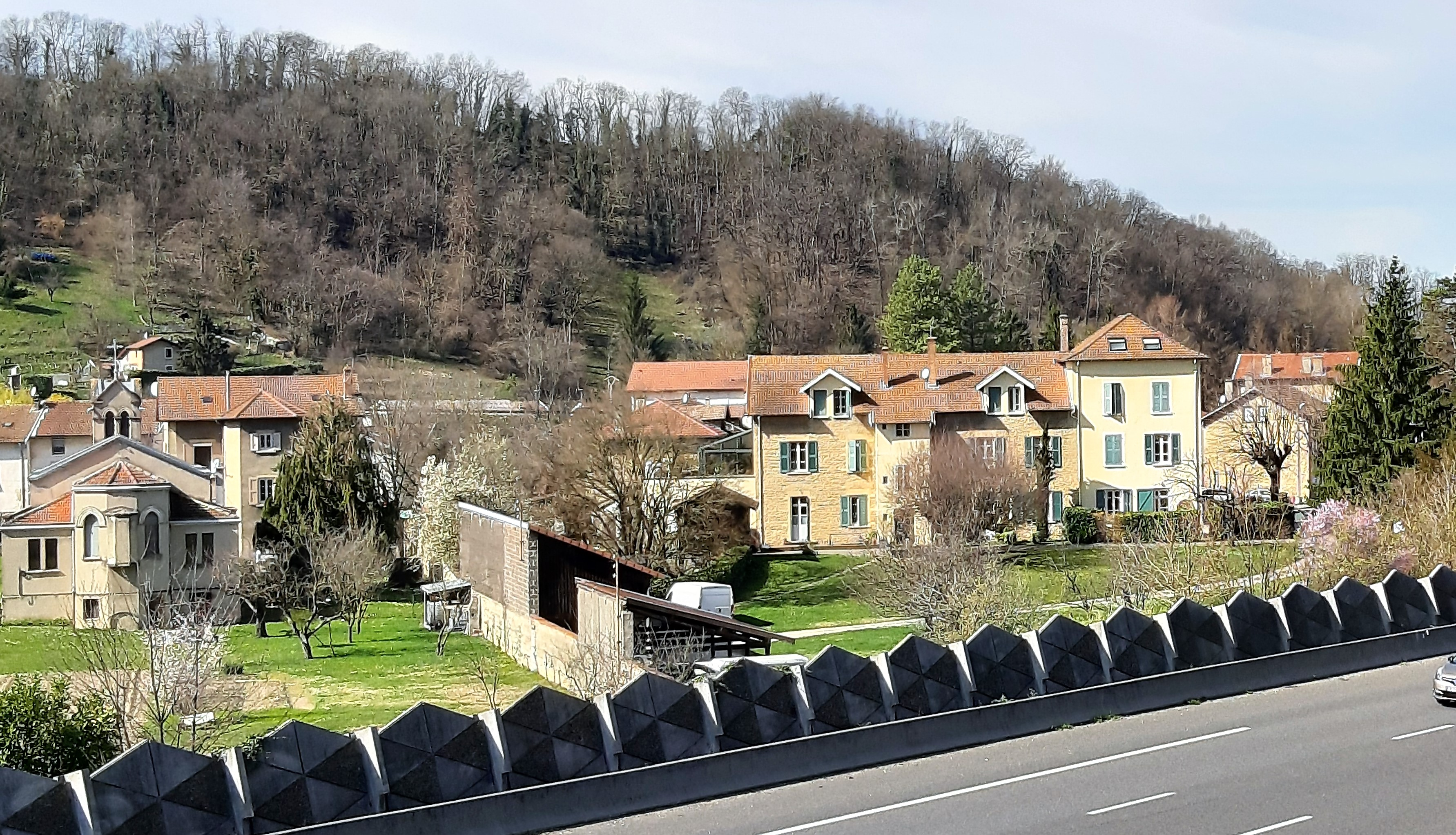
Quartier des Sourdes-muettes à Boussieu.
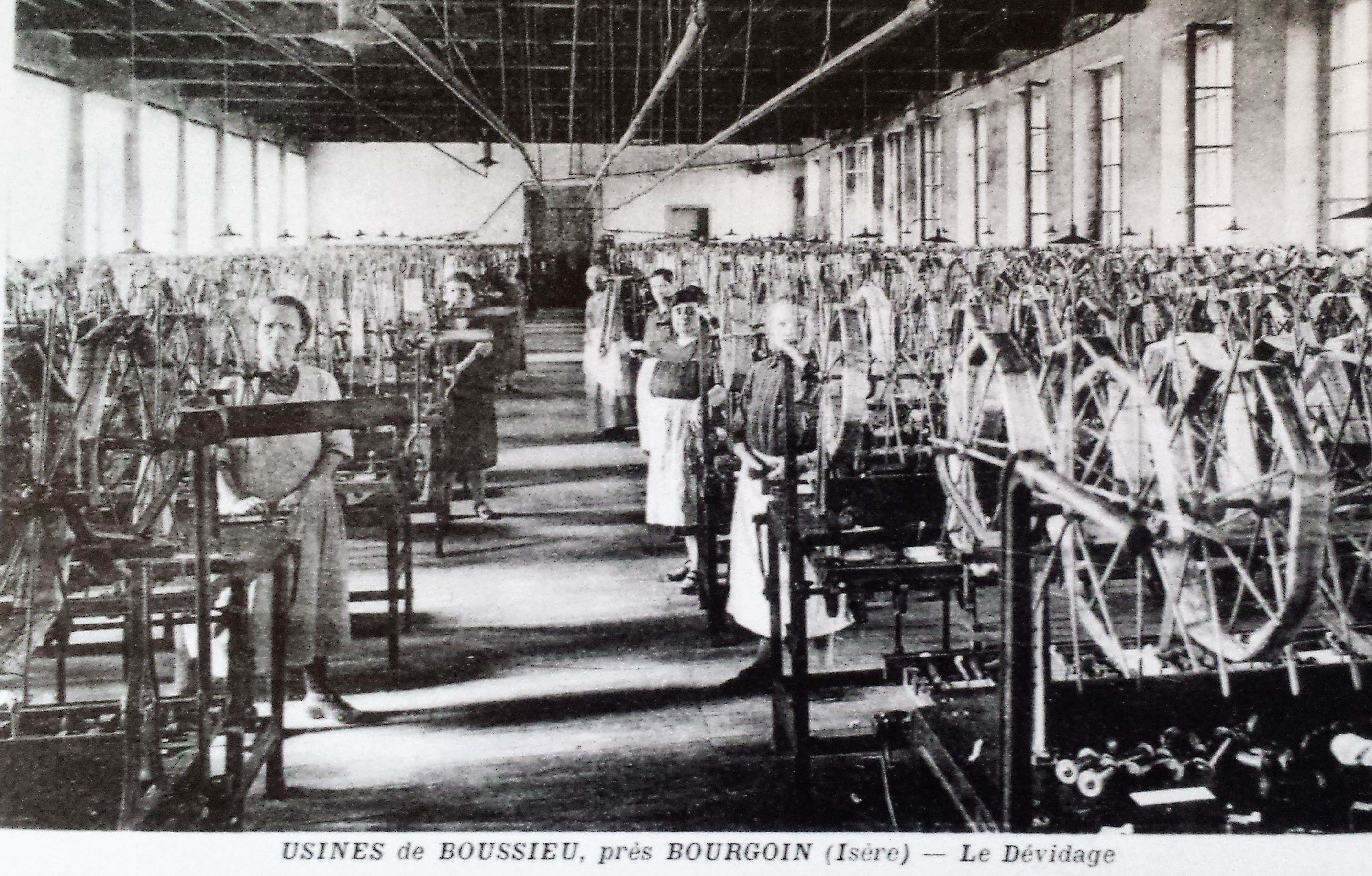
Atelier de dévidage.
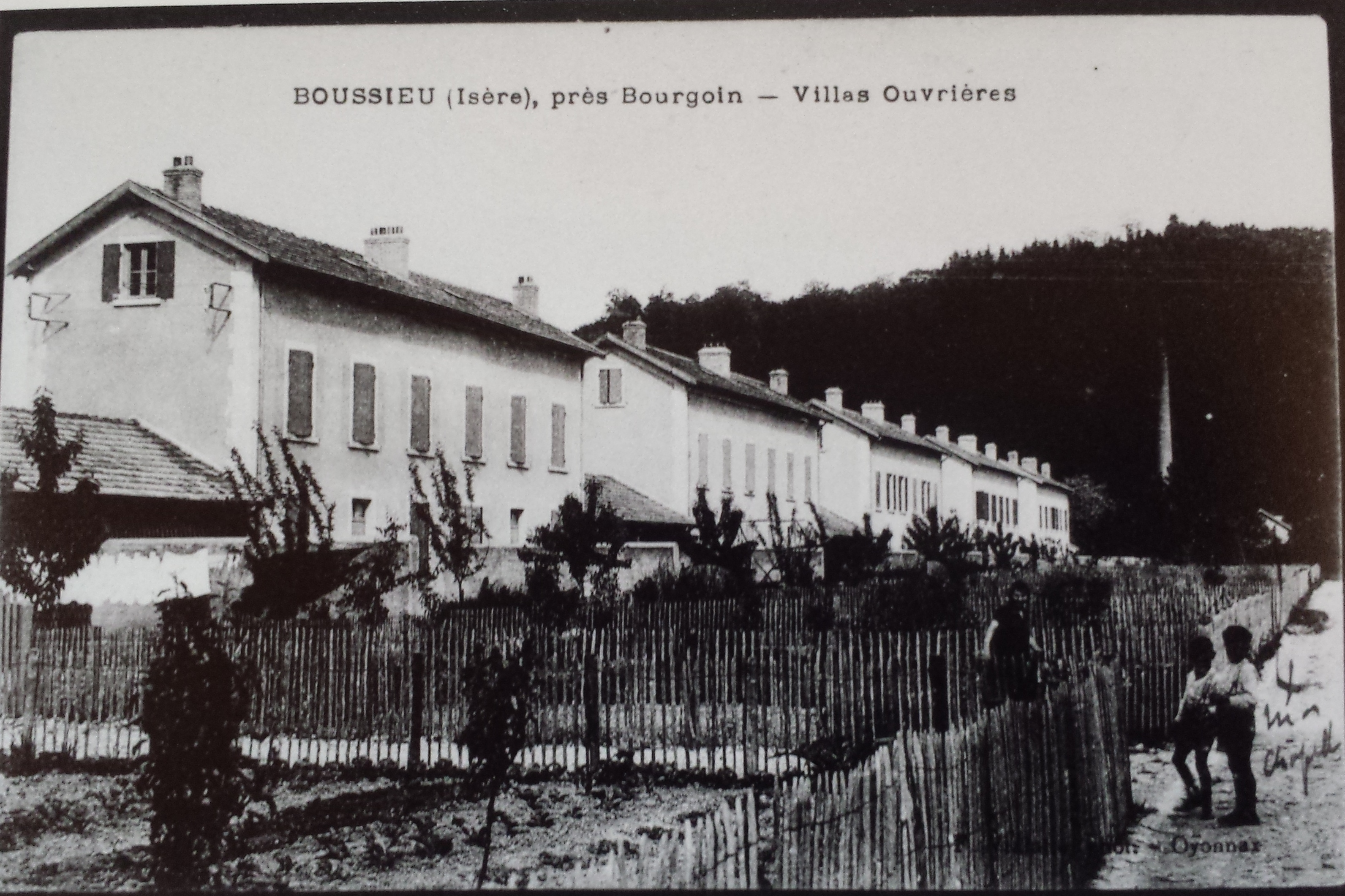
Maison des ouvrières.
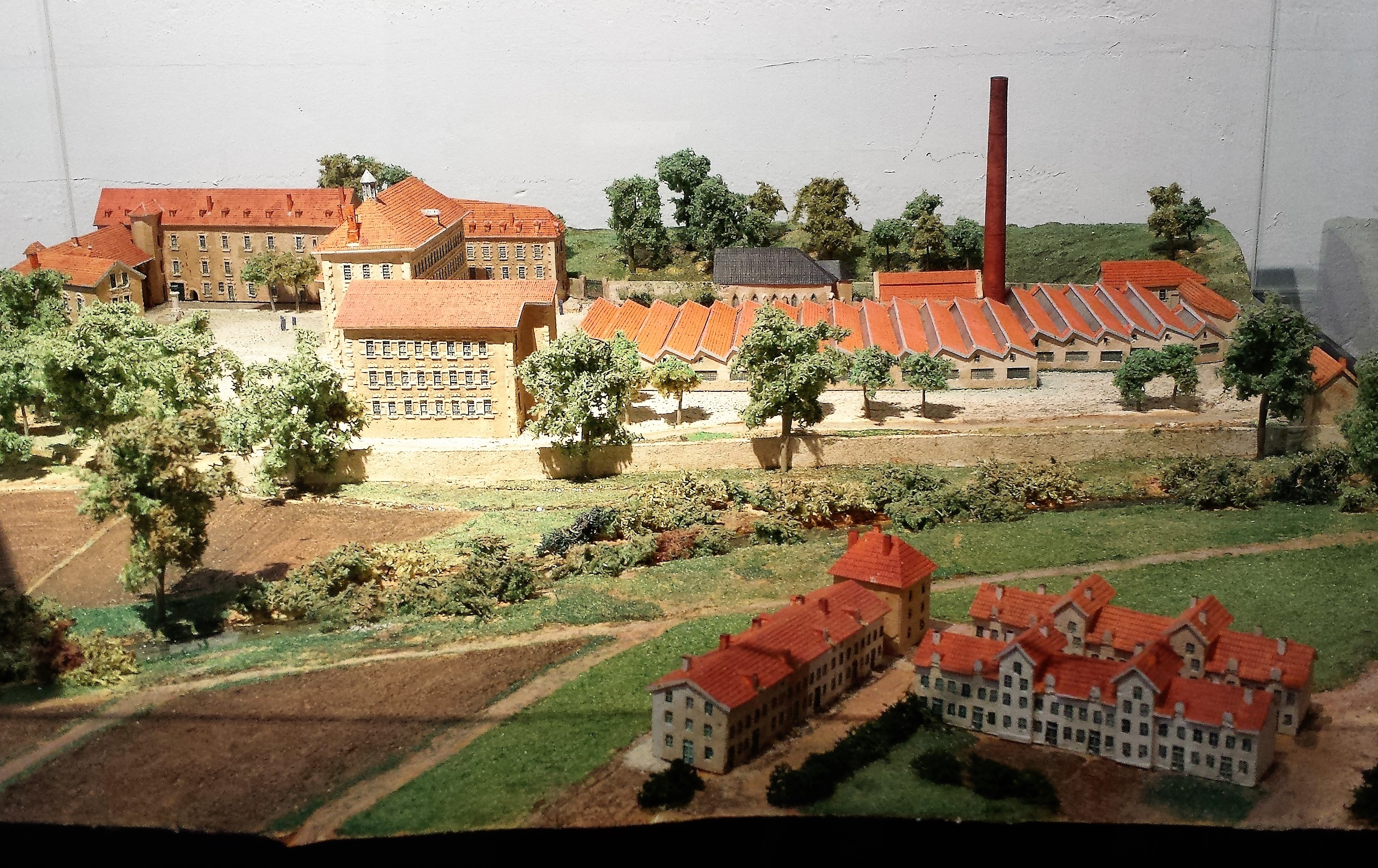
Anciens établissements Schwarzenbach.
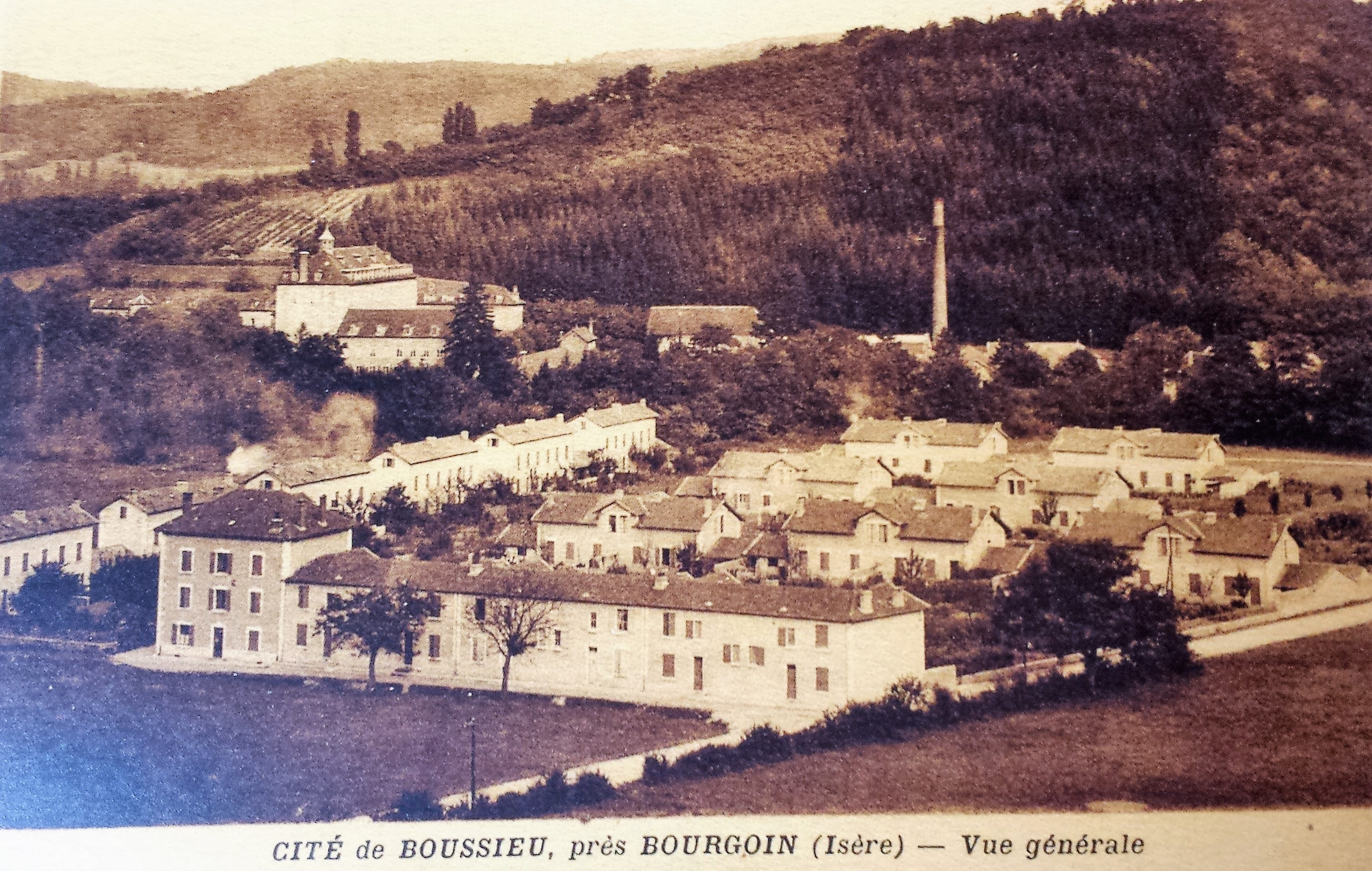
Cité ouvrière à Boussieu.

Si les usines-pensionnats  sont nombreuses à fonctionner selon ce schéma, une particularité caractérise celle de Boussieu. Sur l’initiative de l'abbé Rieffel, un prêtre alsacien, en 1898 une maison est construite à proximité sous le vocable de saint Antoine de Padoue pour accueillir des enfants sourdes-muettes encadrées elles aussi par des sœurs. Elles seront ensuite employées par l’usine. A leur retraite, une association créée en 1905 veillera sur leurs vieux jours. Le nombre initial de ces 20 pensionnaires si particulières passera à 63 en 1905 et plus de soixante de 1910 à 1936.

##### Du textile à la mécanique
Le développement de l’industrie textile a induit celui d’activités qui lui sont directement liées. Le cas le plus  remarquable nous est offert par les établissements Diederichs. C’est à Jallieu que s’illustre Théophile Diederichs (1832-1901) où il fonde son entreprise en 1871. Ce fils d’un maître de forges protestant était devenu directeur des établissements Perrégaux. S’il s’agit au départ d’un classique atelier de tissage de soie de 400 métiers, ce mécanicien de formation va progressivement diversifier l’activité en développant la construction de métiers à tisser. Avec 1 500 ouvriers l'entreprise Diederichs devient rapidement le plus gros employeur de la ville. Elle devait s’assurer une grande notoriété grâce au constant perfectionnement de ses machines. Le métier 7 700 va connaître un succès mondial. « Il est léger, simple, facile à entretenir, modulable (jusqu’à 11 navettes à changement automatique et une mécanique Jacquard)  et s’adapte à toutes les transformations techniques du siècle ». Il sera vendu à des millions d’exemplaires jusqu’à l’arrêt de sa production en 1968. La fermeture interviendra en 1992 au terme de 121 ans d’activité),.

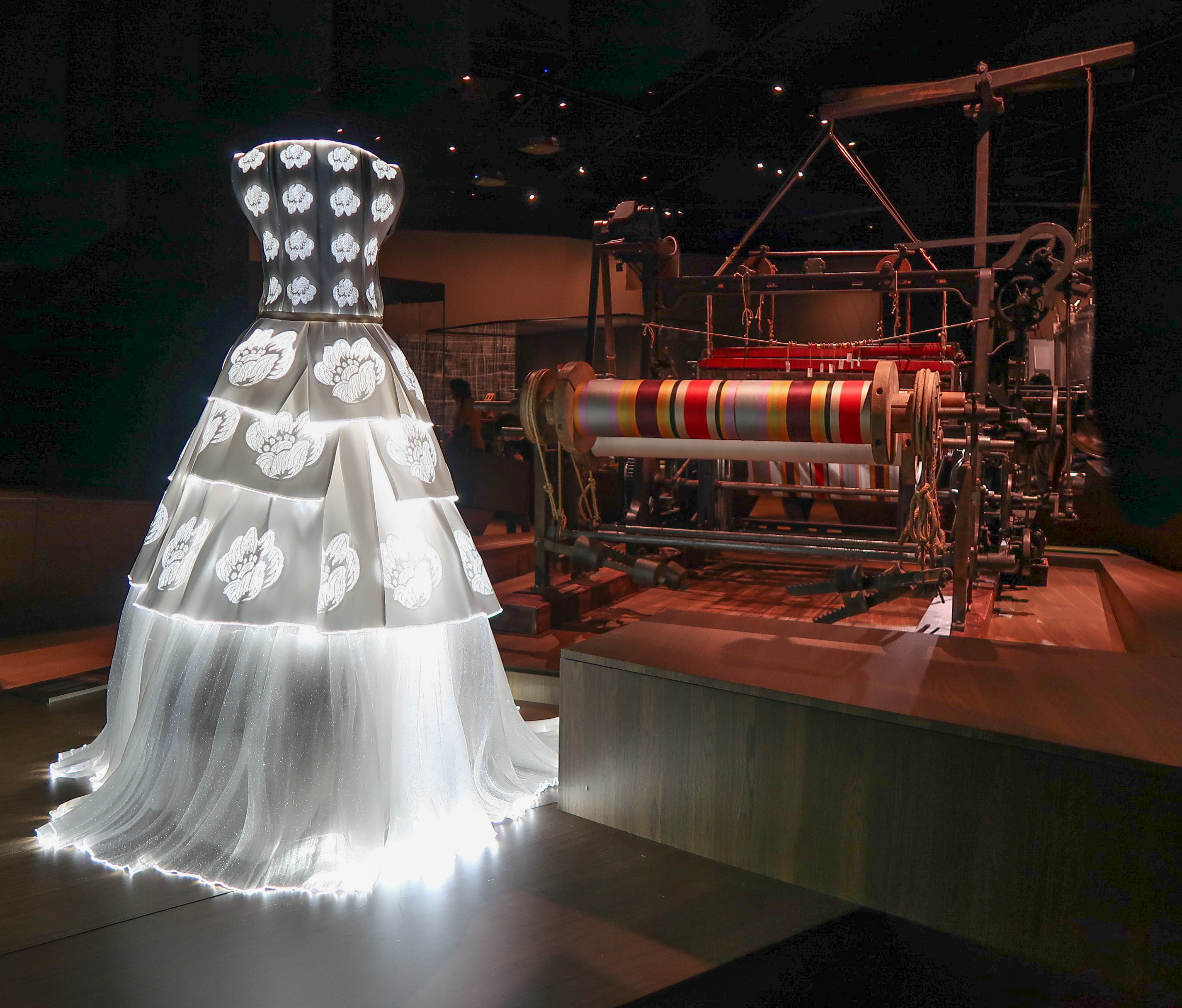
Métier à tisser Diederichs 7 700 au musée des Confluences.

#### De 1914 à aujourd'hui

##### LeXXesiècle
En 1965, lors de la campagne des municipales, la réunification de Bourgoin et de Jallieu est dans tous les esprits. Le 25 juin 1965, les nouveaux conseils municipaux de Bourgoin et de Jallieu votent le projet de fusion de leurs deux communes au 1er janvier 1967. À minuit une, dans la nuit du samedi 31 décembre 1966 au dimanche 1er janvier 1967, sonnent les cloches de Bourgoin et de Jallieu : après 176 années de séparation, les deux communes sont de nouveau réunies.
De nombreuses réalisations suivirent, dans tous les domaines de l’action publique : social, santé, urbanisme, sports, jusqu'à établir Bourgoin-Jallieu dans le rôle de ville-phare du Nord-Isère.

##### LeXXIesiècle
L'année 2010 connait l'ouverture de la ZAC de la Maladière et du Médipôle qui regroupe le centre hospitalier Pierre Oudot, qui compte 374 lits, la clinique Saint-Vincent-de-Paul et ses 144 lits, le centre psychothérapique Nord-Dauphiné qui comprend 170 lits. L'ancien hôpital de Bourgoin-Jallieu ainsi que l'ancienne clinique Saint-Vincent-de-Paul sont démolis quelques années plus tard.

## Politique et administration

### Administration municipale
En 2020, le conseil municipal est composé de trente cinq élus (seize femmes et quinze hommes) dont un maire, dix adjoints au maire, quatorze conseillers délégués de la majorité municipale et dix conseillers d'opposition répartis en deux groupes.

### Tendances politiques et résultats

#### Élections locales

##### Élections municipales de 2014
Lors du premier tour, aucune des quatre listes présentes n'obtient la majorité, mais toutes peuvent prétendre à se maintenir au second tour, ce qui sera le cas. Lors du second tour, durant lequel les deux principaux concurrents (UMP et PS) gagnent en voix et en pourcentage. La liste de Vincent Chriqui l'emporte à la majorité relative.
Résultats du second tour :
|                                                           | Nombre de voix | Pourcentage |
| Vincent Chriqui (Liste Union pour un Mouvement Populaire) | 4 326          | 47,83 %     |
| André Borne (Liste d'union de la gauche)                  | 2 998          | 33,15 %     |
| Robert Arlaud (Front national)                            | 873            | 9,65 %      |
| Armand Bonnamy (Liste divers gauche)                      | 846            | 9,35 %      |

##### Élections municipales de 2020
Résultats du second tour :
|                                                           | Nombre de voix | Pourcentage |
| Vincent Chriqui (Liste Union pour un Mouvement Populaire) | 2 223          | 42,43 %     |
| Damien Perrard (Liste d'union de la gauche)               | 1 998          | 38,14 %     |
| Jean-Claude Pardal (LREM)                                 | 1017           | 19,47 %     |

#### Élections nationales
- Élections présidentielles

Lors des élections présidentielles à Bourgoin-Jallieu, les électeurs de la commune, à l'instar des électeurs français, placent Emmanuel Macron en tête avec, à chaque fois, une proportion légèrement supérieure à celle de l'ensemble des électeurs français. La proportion des votants berjalliens sera, là aussi, également légèrement supérieure à celle des votants français.
Résultats
| Candidat           | 1er tour         | 1er tour              | 2e tour          | 2e tour               |
| Candidat           | Bourgoin-Jallieu | Ensemble de la France | Bourgoin-Jallieu | Ensemble de la France |
| ------------------ | ---------------- | --------------------- | ---------------- | --------------------- |
| Emmanuel Macron    | 25,55 %          | 24,01 %               | 67,19 %          | 66.10 %               |
| François Fillon    | 17,38 %          | 20,01 %               |                  |                       |
| Jean-Luc Mélenchon | 20,01 %          | 19,58 %               |                  |                       |
| Marine Le Pen      | 21,95 %          | 21,30 %               | 32,81 %          | 33,90 %               |
| Benoît Hamon       | 6.30 %           | 6,36 %                |                  |                       |
| Votants            | 72,44 %          | 77,77 %               | 69,79 %          | 74,56 %               |

### Liste des maires

#### Maires de Bourgoin
Liste des maires élus jusqu'au 31 décembre 1966, dernier jour avant la fusion avec la commune de Jallieu :

#### Maires de Jallieu
Liste des maires élus jusqu'au 31 décembre 1966, dernier jour avant la fusion avec la commune de Bourgoin :

#### Liste des maires de Bourgoin-Jallieu
Liste des maires élus à compter du 1er janvier 1967, date de la fusion des deux communes :
| Période      | Période                        | Identité         | Étiquette    | Qualité |
| ------------ | ------------------------------ | ---------------- | ------------ | --- |
| janvier 1967 | mars 1971                      | Fortuné Ramseyer | Centre droit | Directeur des Magasins généraux |
| mars 1971    | mars 1989                      | Pierre Oudot     | PS           | Entrepreneur, maire honoraire |
| mars 1989    | mars 2001                      | Edmond Roy       | PS           | Ancien chef d'entreprise Conseiller général de Bourgoin-Jallieu-Nord (1985 → 1988) Conseiller général de Bourgoin-Jallieu-Sud (1998 → 2004) |
| mars 2001    | mars 2014                      | Alain Cottalorda | PS           | Urbaniste Conseiller général de Bourgoin-Jallieu-Sud (2004 → 2015) Président du conseil général de l'Isère (2014 → 2015) Président de la CA Porte de l'Isère (2008 → 2014) |
| mars 2014    | En cours (au 29 novembre 2023) | Vincent Chriqui  | UMP-LR       | Ancien rapporteur à la Cour des comptes, ancien conseiller de François Fillon Conseiller régional de Rhône-Alpes (2010 → 2015) Conseiller départemental de Bourgoin-Jallieu (2015 → ) Vice-président du conseil départemental de l'Isère (2021 → ) 1er vice-président de la CA Porte de l'Isère (2014 → ) |

### Intercommunalité

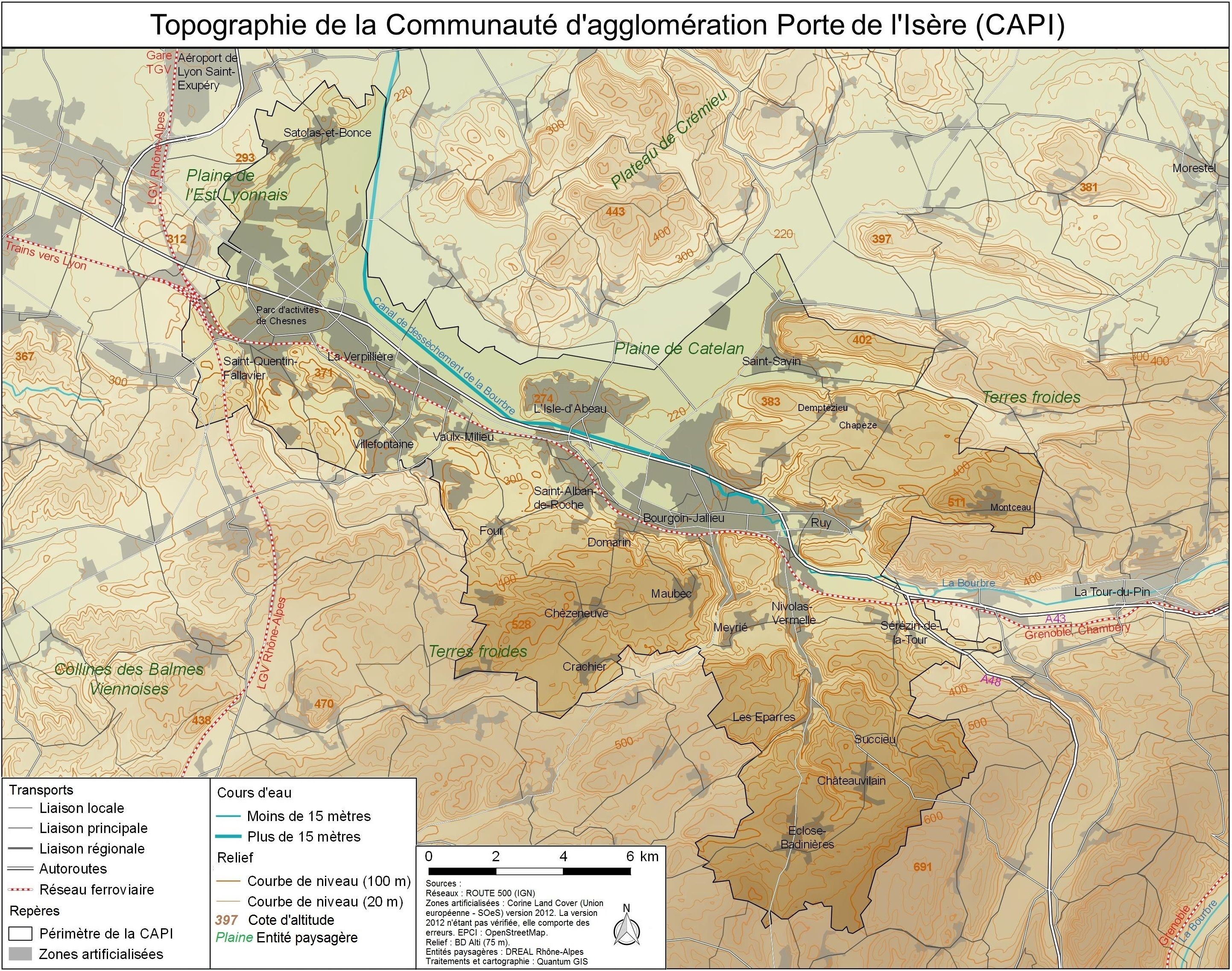
Plan de la CAPI.

La commune de Bourgoin-Jallieu est le principal pôle urbain d'un important établissement public de coopération intercommunale, la communauté d'agglomération Porte de l'Isère (CAPI) qui est officiellement créé en 2007 afin d' assurer la succession du syndicat d'agglomération de la ville nouvelle de L'Isle-d'Abeau.
Cette communauté regroupe vingt-deux communes. Bourgoin-Jallieu est la commune la plus peuplée et, en conséquence, celle qui compte le plus grand nombre de représentants à l'assemblée délibérative de cette collectivité, soit seize membres.
Les compétences principales de la CAPI sont le développement économique, l'aménagement de l’espace communautaire, l'équilibre social de l’habitat et la politique de la Ville. Son siège est situé sur le territoire de la commune de l'Isle d'Abeau.

### Finances locales
Cette section est consacrée aux finances locales de Bourgoin-Jallieu de 2000 à 2020.
Les comparaisons des ratios par habitant sont effectuées avec ceux des communes de 20 000  à   50 000 habitants appartenant à un groupement fiscalisé, c'est-à-dire à la même strate fiscale.

#### Budget général
Pour l'exercice 2020, le compte administratif du budget municipal de Bourgoin-Jallieu s'établit à 45 236 940 € en dépenses et 51 155 380 € en recettes :
- les dépenses se répartissent en 31 013 670 € de charges de fonctionnement et 14 223 270 € d'emplois d'investissement ;
- les recettes proviennent des 35 058 740 € de produits de fonctionnement et de 16 096 640 € de ressources d'investissement.

|                                                                                      |
| Valeurs en million d'euros (M€) · Bourgoin-Jallieu, Valeur totale : Produits Charges |

|                                                                                        |
| Valeurs en million d'euros (M€) · Bourgoin-Jallieu, Valeur totale : Emplois Ressources |

#### Fonctionnement
|                                                                                               | Bourgoin-Jallieu (€/hab.) | Strate (€/hab.) |                                 |
| --------------------------------------------------------------------------------------------- | ------------------------- | --------------- | ------------------------------- |
| Résultat comptable                                                                            | 139 €                     | 127 €           | Picto disque blanc : écart nul  |
| Charges de personnels                                                                         | 686 €                     | 764 €           | Picto cercle bleu : écart moyen |
| Achats et charges ext.                                                                        | 229 €                     | 265 €           | Picto cercle bleu : écart moyen |
| subventions versées                                                                           | 36 €                      | 106 €           | Picto disque bleu : écart fort  |
| charges financières                                                                           | 12 €                      | 25 €            | Picto disque bleu : écart fort  |
| contingents                                                                                   | 9 €                       | 58 €            | Picto disque bleu : écart fort  |
| Impôts locaux                                                                                 | 546 €                     | 653 €           | Picto cercle bleu : écart moyen |
| Autres impôts                                                                                 | 84 €                      | 110 €           | Picto cercle bleu : écart moyen |
| dotation globale de fonctionnement                                                            | 83 €                      | 202 €           | Picto disque bleu : écart fort  |
| Écart par rapport à la moyenne de la strate : · de 0 à 10 % ; de 10 à 30 % ; supérieur à 30 % |                           |                 |                                 |

Pour Bourgoin-Jallieu en 2020, la section de fonctionnement se répartit en 31 013 670 € de charges (1 069 € par habitant) pour 35 058 740 € de produits (1 208 € par habitant), soit un solde de la section de fonctionnement de 4 045 070 € (139 € par habitant) :
- le principal pôle de dépenses de fonctionnement est celui des charges de personnels[Note 6] pour 19 916 000 € (64 %), soit 686 € par habitant, ratio inférieur de 10 % à la valeur moyenne pour les communes de la même strate (764 € par habitant). Sur la période 2016 - 2020, ce ratio fluctue et présente un minimum de 596 € par habitant en 2016 et un maximum de 701 € par habitant en 2019. Viennent ensuite les groupes des achats et charges externes[Note 7] pour 21 %, des subventions versées[Note 8] pour 3 %, des charges financières[Note 9] pour 1 % et finalement celui des contingents[Note 10] pour des sommes plus faibles ;
- la plus grande part des recettes est constituée des impôts locaux[Note 11] pour une somme de 15 839 000 € (45 %), soit 546 € par habitant, ratio inférieur de 16 % à la valeur moyenne pour les communes de la même strate (653 € par habitant). Depuis 5 ans, ce ratio fluctue et présente un minimum de 523 € par habitant en 2017 et un maximum de 553 € par habitant en 2019. Viennent ensuite des autres impôts[Note 12] pour 7 % et de la dotation globale de fonctionnement (DGF)[Note 13] pour 3 %.

La dotation globale de fonctionnement est quasiment égale à celle versée en 2019.
| |
| Valeurs en million d'euros (M€) · Bourgoin-Jallieu, Valeur totale : Impôts Locaux autres impôts et taxes dotation globale de fonctionnement |

| |
| Valeurs en million d'euros (M€) · Bourgoin-Jallieu, Valeur totale : Charges de personnel achats et charges externes |

| |
| Valeurs en millier d'euros (k€) · Bourgoin-Jallieu, Valeur totale : charges financières subventions versées |

#### Fiscalité communale
|                                                                                               | Bourgoin-Jallieu (%) | Strate (%) |                                 |
| --------------------------------------------------------------------------------------------- | -------------------- | ---------- | ------------------------------- |
| Taxe d'habitation                                                                             | 12,70                | 19,93      | Picto disque bleu : écart fort  |
| Taxe foncière sur le bâti                                                                     | 24,27                | 23,46      | Picto disque blanc : écart nul  |
| Taxe foncière sur le non bâti                                                                 | 62,05                | 54,40      | Picto cercle bleu : écart moyen |
| Écart par rapport à la moyenne de la strate : · de 0 à 10 % ; de 10 à 30 % ; supérieur à 30 % |                      |            |                                 |

Le tableau T2p compare les taux d'imposition locaux à ceux des autres communes de la même strate fiscale.
Les taux des taxes 2020 ci-dessous sont votés par la municipalité de Bourgoin-Jallieu. Ils n'ont pas varié par rapport à 2019 :
- la taxe d'habitation : 12,70 % ;
- la taxe foncière sur le bâti : 24,27 % ;
- celle sur le non bâti : 62,05 %.

#### Investissement
|                                                                                               | Bourgoin-Jallieu (€/hab.) | Strate (€/hab.) |                                 |
| --------------------------------------------------------------------------------------------- | ------------------------- | --------------- | ------------------------------- |
| Dépenses d'équipement                                                                         | 336 €                     | 320 €           | Picto disque blanc : écart nul  |
| Remboursements d'emprunts                                                                     | 103 €                     | 97 €            | Picto disque blanc : écart nul  |
| Nouvelles dettes                                                                              | 190 €                     | 77 €            | Picto disque bleu : écart fort  |
| subventions reçues                                                                            | 47 €                      | 67 €            | Picto cercle bleu : écart moyen |
| fctva                                                                                         | 38 €                      | 46 €            | Picto cercle bleu : écart moyen |
| Écart par rapport à la moyenne de la strate : · de 0 à 10 % ; de 10 à 30 % ; supérieur à 30 % |                           |                 |                                 |

Cette section détaille les investissements réalisés par la commune de Bourgoin-Jallieu.
Les emplois d'investissement en 2020 comprenaient par ordre d'importance :
- des dépenses d'équipement[Note 15] pour un montant de 9 743 000 € (69 %), soit 336 € par habitant, ratio voisin de la valeur moyenne de la strate. Depuis 5 ans, ce ratio fluctue et présente un minimum de 186 € par habitant en 2016 et un maximum de 335 € par habitant en 2020 ;
- des remboursements d'emprunts[Note 16] pour une somme de 2 995 000 € (21 %), soit 103 € par habitant, ratio voisin de la valeur moyenne de la strate.

Les ressources en investissement de Bourgoin-Jallieu se répartissent principalement en :
- nouvelles dettes pour une valeur totale de 5 500 000 € (34 %), soit 190 € par habitant, ratio supérieur de 147 % à la valeur moyenne pour les communes de la même strate (77 € par habitant). Sur la période 2016 - 2020, ce ratio fluctue et présente un minimum de 0 € par habitant en 2017 et un maximum de 189 € par habitant en 2020 ;
- subventions reçues pour une valeur de 1 362 000 € (8 %), soit 47 € par habitant, ratio inférieur de 30 % à la valeur moyenne pour les communes de la même strate (67 € par habitant).

| |
| Valeurs en million d'euros (M€) · Bourgoin-Jallieu, Valeur totale : Dépenses d'équipement Remboursements d'emprunts |

| |
| Valeurs en millier d'euros (k€) · Bourgoin-Jallieu, Valeur totale : Nouvelles dettes subventions reçues Fonds de compensation pour la TVA |

#### Endettement
|                                                                                               | Bourgoin-Jallieu (€/hab.) | Strate (€/hab.) |                                 |
| --------------------------------------------------------------------------------------------- | ------------------------- | --------------- | ------------------------------- |
| Encours de la dette                                                                           | 795 €                     | 1 011 €         | Picto cercle bleu : écart moyen |
| annuité de la dette                                                                           | 116 €                     | 121 €           | Picto disque blanc : écart nul  |
| Capacité d'autofinancement                                                                    | 206 €                     | 188 €           | Picto disque blanc : écart nul  |
| Écart par rapport à la moyenne de la strate : · de 0 à 10 % ; de 10 à 30 % ; supérieur à 30 % |                           |                 |                                 |

L'endettement de Bourgoin-Jallieu au 31 décembre 2020 peut s'évaluer à partir de trois critères : l'encours de la dette, l'annuité de la dette et sa capacité de désendettement :
- l'encours de la dette pour un montant de 23 066 000 €, soit 795 € par habitant, ratio inférieur de 21 % à la valeur moyenne pour les communes de la même strate (1 011 € par habitant). Depuis 5 ans, ce ratio fluctue et présente un minimum de 724 € par habitant en 2019 et un maximum de 1 020 € par habitant en 2016 ;
- l'annuité de la dette pour une somme de 3 353 000 €, soit 116 € par habitant, ratio voisin de la valeur moyenne de la strate. Sur la période 2016 - 2020, ce ratio fluctue et présente un minimum de 115 € par habitant en 2020 et un maximum de 162 € par habitant en 2018 ;
- la capacité d'autofinancement (CAF) pour 5 984 000 €, soit 206 € par habitant, ratio voisin de la valeur moyenne de la strate. En partant de 2016 et jusqu'à 2020, ce ratio fluctue et présente un minimum de 192 € par habitant en 2016 et un maximum de 225 € par habitant en 2017. La capacité de désendettement est d'environ 3 années en 2020. Sur une période de 21 années, ce ratio présente un minimum d'environ 3 années en 2013 et un maximum élevé d'un montant de 18 années en 2007.

Les courbes G4a et G4b présentent l'historique des dettes de Bourgoin-Jallieu.
|                                                                                   |
| Valeurs en euros · Bourgoin-Jallieu, Par habitant : CAF Encours total de la dette |

|                                                                           |
| Valeurs en années · Bourgoin-Jallieu, : Ratio = Encours de la dette / CAF |

### Jumelages
La commune de Bourgoin-Jallieu possède un comité de jumelage. La ville a signé un partenariat de jumelage avec six communes, dont cinq communes situées dans l'Union Européenne et une commune située en Chine.
- Velsen (Pays-Bas)
- Bergisch Gladbach (Allemagne) depuis 1956
- Rehau (Allemagne) depuis 1963
- Wujiang (Chine) depuis 1993
- Conselice (Italie) depuis 1996
- Dunstable (Angleterre)

## Population et société

### Démographie
L'évolution du nombre d'habitants est connue à travers les recensements de la population effectués dans la commune depuis 1793. Pour les communes de plus de 10 000 habitants les recensements ont lieu chaque année à la suite d'une enquête par sondage auprès d'un échantillon d'adresses représentant 8 % de leurs logements, contrairement aux autres communes qui ont un recensement réel tous les cinq ans,.

En 2022, la commune comptait 29 816 habitants, en évolution de +7,83 % par rapport à 2016 (Isère : +3,07 %, France hors Mayotte : +2,11 %).
| 1793  | 1800  | 1806  | 1821  | 1831  | 1836  | 1841  | 1846  | 1851  |
| ----- | ----- | ----- | ----- | ----- | ----- | ----- | ----- | ----- |
| 3 368 | 3 595 | 3 620 | 3 780 | 3 672 | 4 235 | 4 271 | 4 394 | 4 749 |

| 1856  | 1861  | 1866  | 1872  | 1876  | 1881  | 1886  | 1891  | 1896  |
| ----- | ----- | ----- | ----- | ----- | ----- | ----- | ----- | ----- |
| 4 400 | 4 851 | 4 853 | 4 954 | 5 021 | 6 138 | 6 345 | 7 217 | 6 659 |

| 1901  | 1906  | 1911  | 1921  | 1926  | 1931  | 1936  | 1946  | 1954  |
| ----- | ----- | ----- | ----- | ----- | ----- | ----- | ----- | ----- |
| 7 279 | 7 163 | 6 790 | 6 162 | 7 241 | 8 020 | 7 465 | 7 699 | 8 153 |

| 1962  | 1968   | 1975   | 1982   | 1990   | 1999   | 2006   | 2011   | 2016   |
| ----- | ------ | ------ | ------ | ------ | ------ | ------ | ------ | ------ |
| 9 240 | 19 941 | 21 971 | 22 550 | 22 392 | 22 947 | 23 659 | 26 390 | 27 651 |

| 2021   | 2022   | - | - | - | - | - | - | - |
| ------ | ------ | - | - | - | - | - | - | - |
| 29 577 | 29 816 | - | - | - | - | - | - | - |

Ce graphe présente la population de l'ancienne commune de Bourgoin jusqu'en 1966 et de la nouvelle commune de Bourgoin-Jallieu à partir de 1967.
La ville comptait moins de 10 000 habitants au début des années 1960 et selon le site de la mairie, elle a dépassé les 28 000 habitants en 2016.
Depuis la fin des années 2000, Bourgoin-Jallieu a connu de nombreuses transformations : la création d'un pôle hospitalier à l'ouest du territoire communal dénommé Médipôle, l'extension d'une zone commerciale sur le secteur de la Maladière et la réhabilitation du centre-ville en vaste zone piétonne.

### Migrations pendulaires

#### Flux sortants
D'après l'Insee, sur les 11 139 actifs ayant un emploi que comptait Bourgoin-Jallieu en 2016, 58,2 % travaillent en dehors de la commune tandis que 41,8 % travaillent sur le territoire de la commune.
7,5 % de ces actifs travaillent à Saint-Quentin-Fallavier, qui est donc un pôle d'emploi important. 4 % travaillent à L'Isle-d'Abeau et 2 % à Villefontaine, soit environ 13,5 % sur le périmètre de la ville nouvelle de L'Isle-d'Abeau. En ajoutant La Verpillière, Ruy-Montceau et Nivolas-Vermelle, on obtient un total de 17,5 % d'actifs travaillant sur les autres principales communes de la CAPI, en plus des 41,8 % travaillant sur la commune.
Au moins 9,3 % de ces actifs travaillent dans les principales communes de l'unité urbaine de Lyon (Bron, Villeurbanne, Saint-Priest, et les 3e, 6e et 7e arrondissements de Lyon, les chiffres n'étant pas fournis pour les autres arrondissements car leurs flux de migration pendulaires sont inférieurs à 100).
Respectivement 1 %, 1,1 %, 1,3 % et 1 % de ces actifs travaillent à Grenoble, Satolas-et-Bonce, Colombier-Saugnieu et La Tour-du-Pin.

#### Flux entrants
Bourgoin-Jallieu est une ville qui compte plus d'emplois que d'habitants actifs. Elle est donc un pôle d'emploi important pour la région (voir infra). Les flux de migrations pendulaires les plus importants vers Bourgoin-Jallieu sont constitués par L'Isle-d'Abeau (776 actifs), Ruy-Montceau (435 actifs), Saint-Savin (380 actifs), Villefontaine (310 actifs) et La Tour-du-Pin (300 actifs), suivies par de nombreuses communes du Nord-Isère.
En dehors du Nord-Isère, on peut noter que 115 habitants du 8e arrondissement de Lyon travaillent à Bourgoin-Jallieu.

#### Infrastructures impliquées
La voie autoroutière A43 qui relie Bourgoin-Jallieu à Lyon et à Chambéry est très utilisée, de même que la ligne ferroviaire Lyon - Grenoble. En 2018, une solution mixte entre le covoiturage et l'auto-stop, dénommée « Lane », est expérimentée en partenariat avec les collectivités afin de désaturer l'A43.

### Enseignement
Rattachée à l'académie de Grenoble, la commune héberge de nombreux établissements scolaires du premier et du second cycles.

#### Écoles primaires

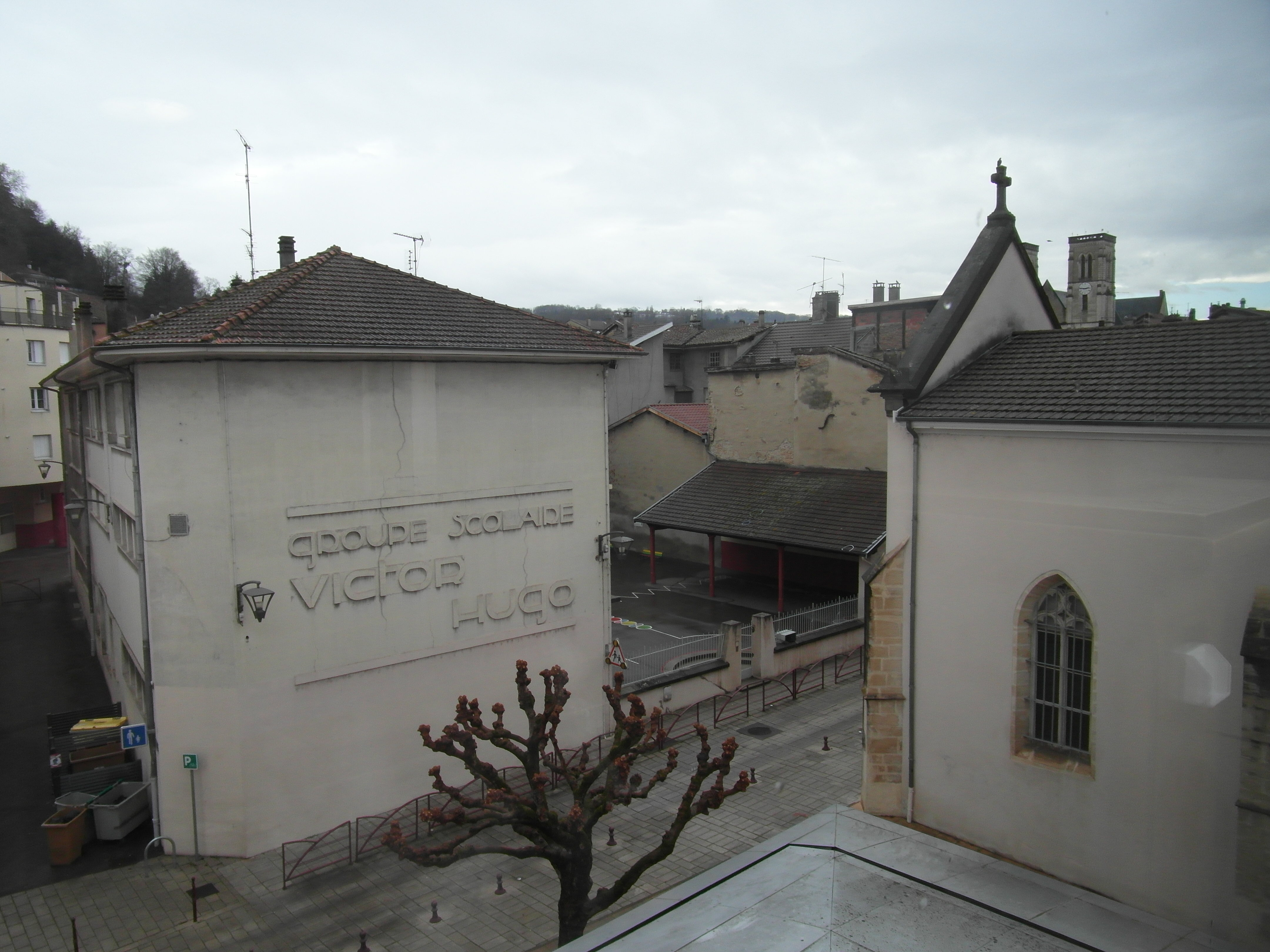
Le groupe scolaire Victor Hugo.

Plusieurs établissements scolaires du primaires accueillent des écoles primaires et maternelles, d'autres uniquement des écoles primaires,.
- l'école maternelle l'Oiselet
- l'école primaire Victor-Hugo
- l'école primaire Simone-Veil
- l'école maternelle et primaire Pré-Bénit
- l'école maternelle et primaire Claude-Chary
- l'école maternelle et primaire Édouard-Herriot
- l'école maternelle et primaire Louise-Michel
- l'école primaire Jean-Rostand
- l'école maternelle et primaire Linné
- l'école primaire de La Grive
- l'école primaire de Boussieu
- l'école primaire et maternelle privée Saint-Michel
- l'école primaire et maternelle privée Saint-Joseph
- l'école maternelle et primaire privée Notre-Dame

#### Collèges
Quatre collèges :
- le collège de Pré-Bénit
- le collège Salvador Allende
- le collège privé Saint-Michel
- le collège privé Saint-Joseph

#### Lycées
Trois lycées :
- le lycée d'enseignement général l'Oiselet
- le lycée d'enseignement professionnel Gambetta
- le lycée des métiers des arts et des techniques de l'industrie Jean-Claude Aubry, premier lycée professionnel de l’académie de Grenoble par sa taille[87].

### Équipements sanitaires et sociaux

#### Médipôle

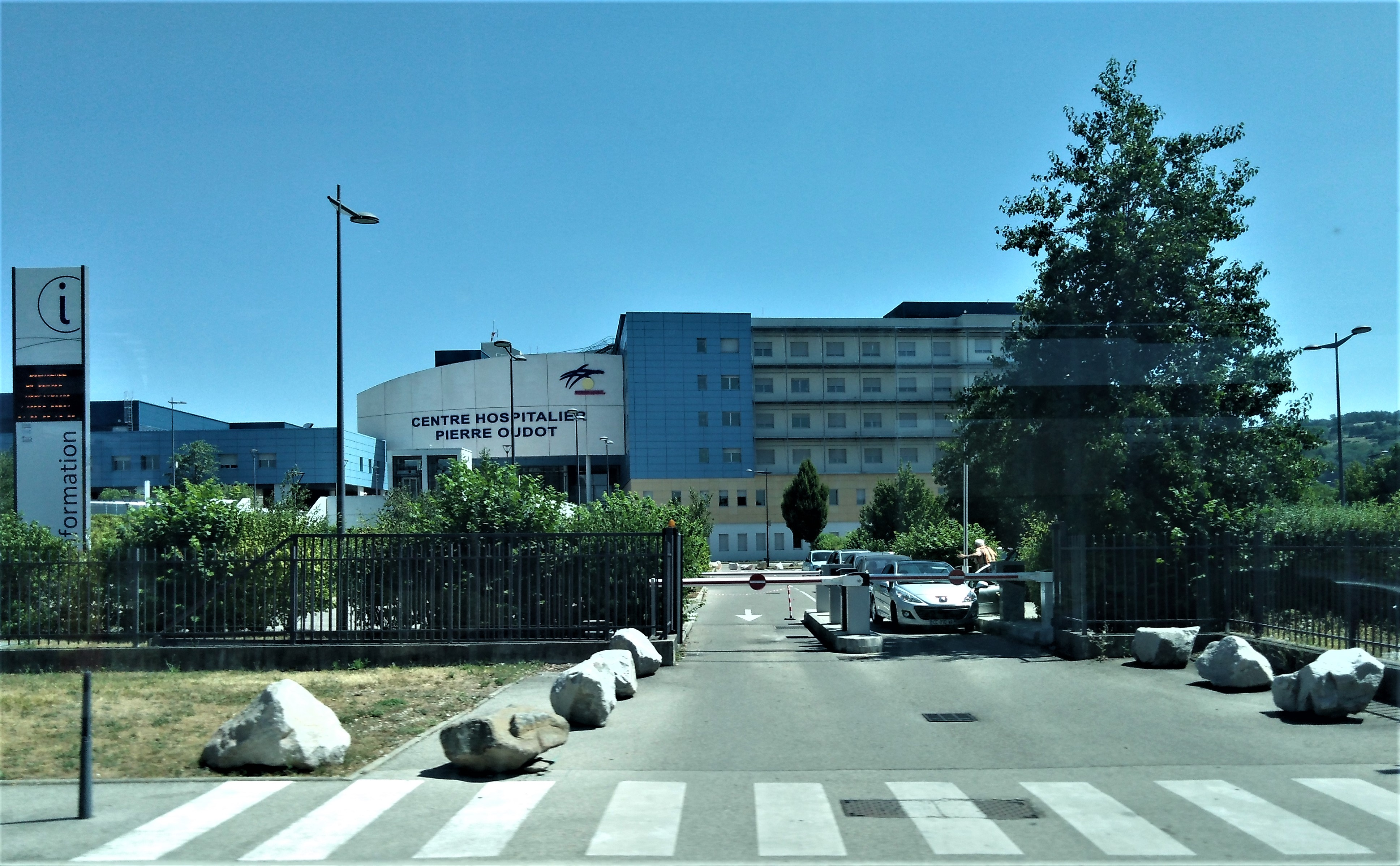
Le centre hospitalier Pierre Oudot.

Situé dans la partie occidentale du territoire communal, à proximité de la commune de L'Isle d'Abeau, le Médipôle est une zone d'activité entièrement consacrée à des services médicaux et médico-sociaux, notamment :
- Le centre hospitalier Pierre-Oudot qui propose 610 lits d'hospitalisation en 2019 :

dont 222 lits en médecine, 86 lits en chirurgie, 31 lits en gynéco-obstétrique, 24 lits en psychiatrie, 195 lits en long séjour et 52 lits en service d'hébergement pour personnes âgées dépendantes.
- La clinique Saint-Vincent-de-Paul : dont 33 lits en maternité, 75 lits en chirurgie, 18 lits places en ambulatoire et 10 salles de bloc opératoire (en 2019).

#### Établissements médico-sociaux
Situé à proximité de l'ancien bourg de Jallieu, le centre médico-éducatif Camille Veyron comprend cinq services éducatifs:
- un IME (IMP, IMPro et IMEP) et un SESSAD, accueillant des enfants
- un foyer de vie et deux foyers d'accueil médicalisé (FAM) accueillent et hébergent des adultes

La commune de Bourgoin-Jallieu compte également deux CSAPA (Centre de soins, d'accompagnement et de prévention en addictologie) :
- le CSAPA SITONI[91], qui possède également des antennes à Pont-de-Chéruy, Montalieu et Morestel[92]
- le Service d'addictologie mutualiste (SAM) des Alpes[93]

### Sports

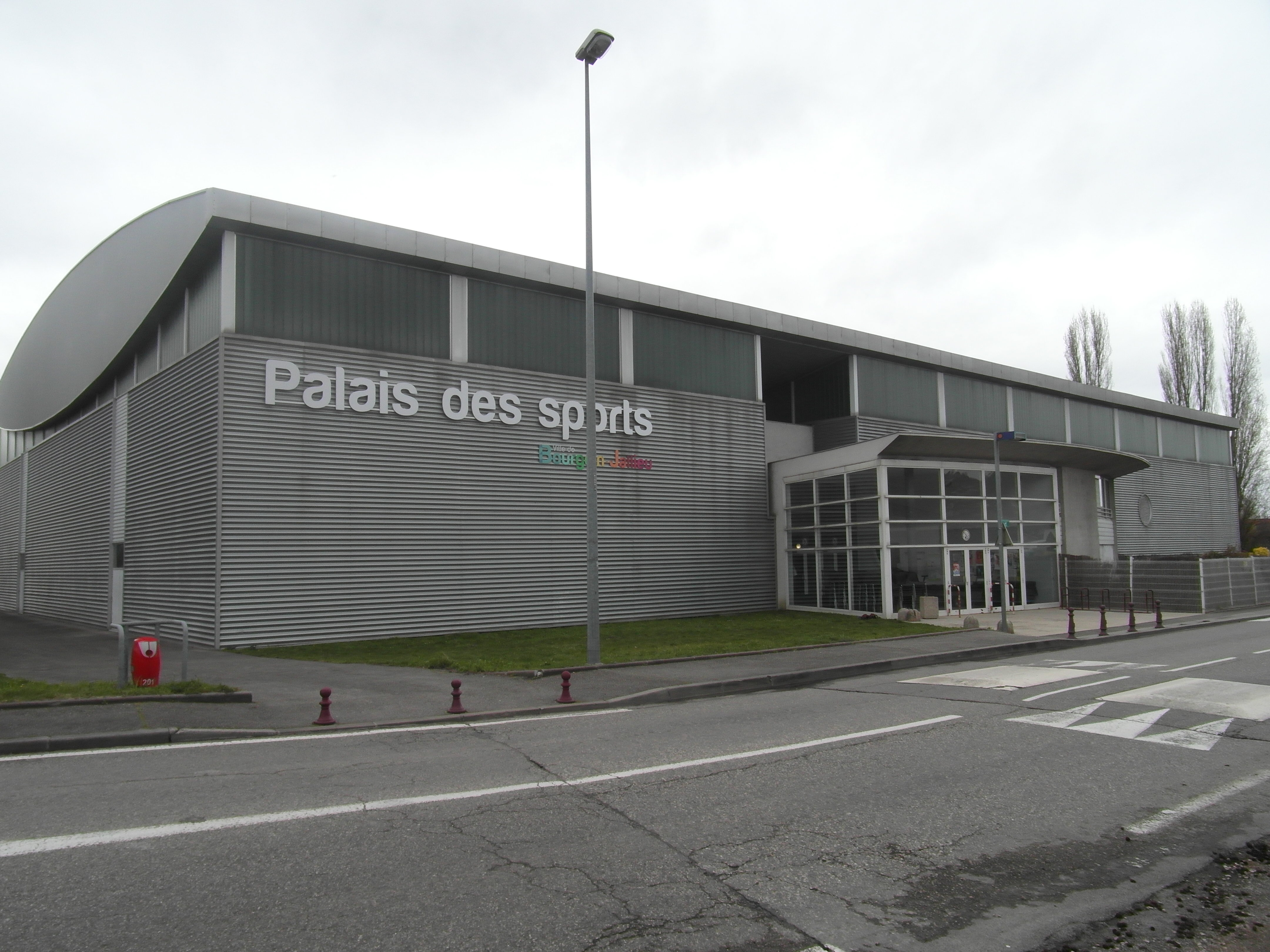
Palais des sports de Bourgoin-Jallieu.

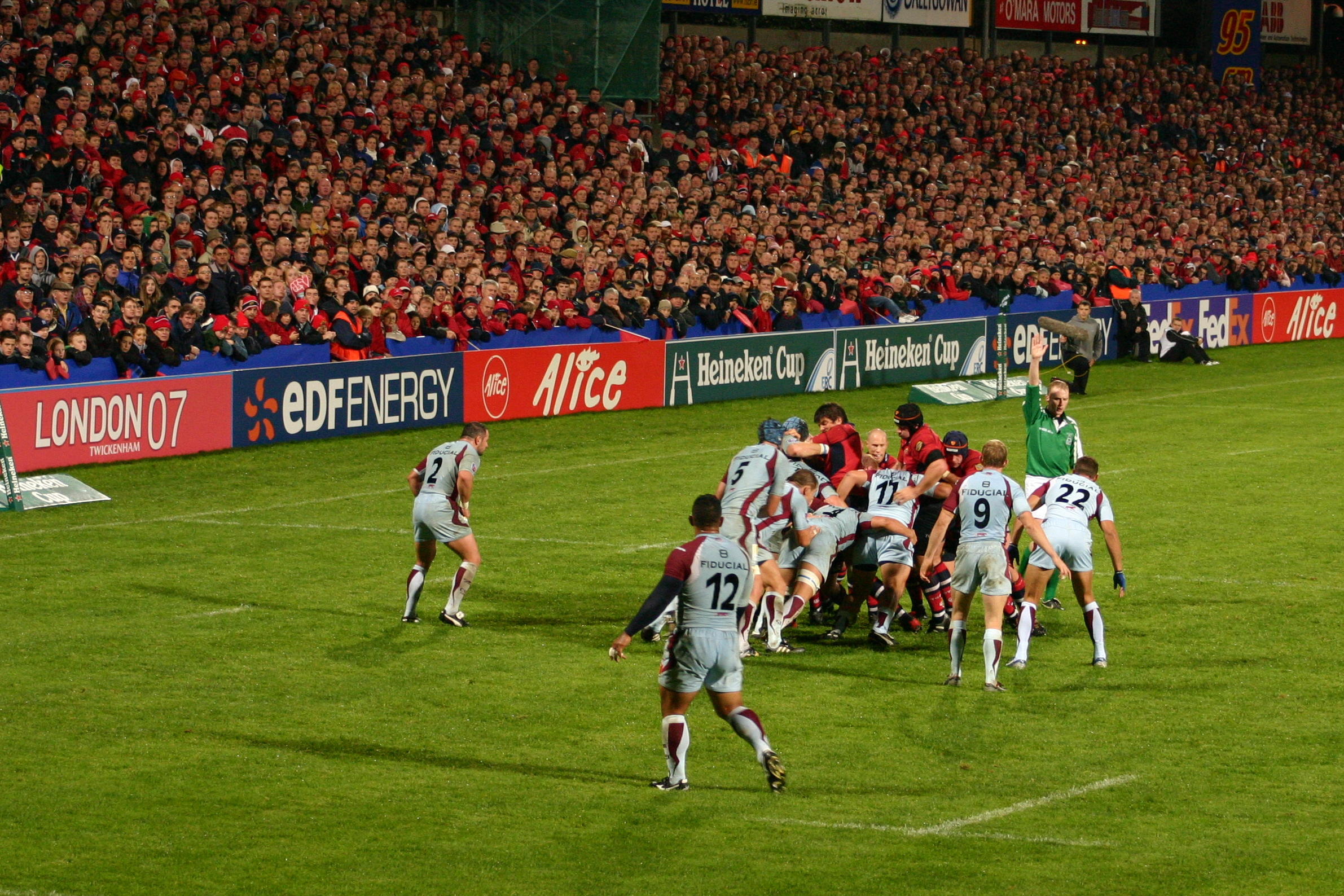
Le CSBJ contre le Munster en Heineken Cup.

#### Équipements sportifs
La commune dispose sur son territoire de plusieurs établissements sportifs :

##### Gymnases
En tout six structures gérés par le service des sports se présentent comme des salles accueillant cette activité sportive : le gymnase municipal La Jeune France, le Gymnase Pierre-Folliet, le complexe sportif évolutif couvert de Champ-Fleuri, le gymnase du lycée de l'Oiselet, le gymnase La Fraternelle et le Palais des sports.

##### Stades et terrains municipaux
- Stade Pierre-Rajon (et ses annexes)
- Stade athlétisme Antonin-Berliat
- Stade rugby de La Plaine
- Stade football de Chantereine
- Terrain de football Pré-Pommier
- 4 citystades de quartier

##### Piscines
La commune abrite deux piscines intercommunales sur son territoire : la piscine Alice Milliat, qui a remplacé en 2022 l'ancienne piscine Tournesol devenue trop vétuste, et la piscine d'été Pierre Rajon, située près du stade de rugby du même nom.

#### Clubs

##### Rugby à XV
La ville de Bourgoin-Jallieu s'est fait connaître en France notamment grâce à son club de rugby à XV, le CS Bourgoin-Jallieu, lorsqu'il était au faîte de sa notoriété.
Fondé en 1906, le CSBJ a notamment remporté trois fois le championnat de France de deuxième division en 1965, 1971 et 1973 ainsi que le groupe B en 1984, le club a aussi été vice-champion de France et vainqueur du Challenge européen en 1997. Depuis la saison 2017-2018, il dispute le championnat de France de rugby à XV de 1re division fédérale.

##### Football
le Football Club de Bourgoin-Jallieu évolue en National 3, en 2024 - 2025

##### Athlétisme
Le CSBJ section Athlétisme est l'un des meilleurs clubs de la Ligue Auvergne-Rhône-Alpes, dont le siège est d'ailleurs situé à Bourgoin, notamment dans les catégories de jeunes. Un projet de "Grand Stade", implanté à L'Isle-d'Abeau, est en cours.

##### Boule lyonnaise
Bourgoin-Jallieu est un haut lieu de la pratique du jeu de boules (la boule lyonnaise). Dans les années 1940 à 1970, le clos de la Bricole Boule accueillait un important tournoi international, avec des équipes venues d'Italie, d'Espagne, de Belgique ou de Monaco

##### Roller-Hockey
Bourgoin-Jallieu abrite un des clubs de roller-hockey, les Sentinelles, champion de régional lors de la saison 2019-2020

#### Manifestations sportives

##### Cyclisme
Lors de la présentation du parcours du Tour de France 2009, le 22 octobre 2008, Christian Prudhomme annonce que la 19e étape partira de Bourgoin-Jallieu.

L'étape se déroule le 24 juillet 2009 et donne la victoire au Britannique Mark Cavendish.
| Étape     | Date            | Villes étapes              | Type            | Distance (km) | Vainqueur d’étape | Leader du classement général |
| --------- | --------------- | -------------------------- | --------------- | ------------- | ----------------- | ---------------------------- |
| 19e étape | Ven. 24 juillet | Bourgoin-Jallieu – Aubenas | Étape de plaine | 178           | Mark Cavendish    | Alberto Contador             |

L'épreuve cycliste du Critérium du Dauphiné a souvent traversé la ville de Bourgoin-Jallieu. L'épreuve de 2017 comprend la 4e étape contre la montre, laquelle démarre de La Tour-du-Pin afin de rejoindre Bourgoin-Jallieu.

##### Athlétisme
Le CSBJ athlétisme organise également l'épreuve du « 10 kilomètres de Bourgoin », dont le parcours se déroule dans la ville. L'édition 2021 de cette épreuve s'est déroulée le 28 mars.

### Manifestations, salons et festivals
Plusieurs manifestations se déroulent sur le territoire de la commune, dont principalement :
La foire du 1er mai a été créée en 1586, à l’initiative du roi Henri III. Cette foire s'organise sur le quartier de Pré-Bénit qui accueille des forains et divers exposants commerciaux. En centre-ville, une grande braderie est organisée le même jour.
La foire de Saint-Michel qui se déroule toute la journée en centre-ville et sur le quartier de Pré-Bénit. Elle est organisée le week-end le plus proche la fête de la Saint-Michel qui se célèbre le 29 septembre. En 2017, la fête s'est déroulée le 29 septembre et plus de 250 exposants étaient attendus près du stade Pierre-Rajon. À l'instar de la foire du 1er mai, une grande braderie est organisée le même jour en centre-ville.
La fête des lumières et des lumignons, organisée depuis l'année 1852. Les habitants de la région lyonnaise et du nord-Isère fêtent les lumières le soir du 8 décembre et ils déposent des lumignons devant leurs fenêtres. Un festival « son et lumière » est proposé dans le centre-ville de Bourgoin-Jallieu.
Le festival de rock français, Les Belles Journées , dont la 4e édition s'est organisée 2018, les 7 et 8 septembre, accueille des groupes musicaux liés au rock'n roll mais aussi d'autres musiciens tels qu'Eddy de Pretto en 2018.
- Bourgoin-Jallieu a accueilli une émission de l'édition 1978 de Jeux sans frontières.
- La commune a accueilli de 2005 à 2022, année de la dernière manifestation[106], le festival Electrochoc, qui mêlent concerts de musique électronique et arts visuels[107].

### Médias

#### Presse écrite
- Presse locale

La mairie de Bourgoin-Jallieu gère la publication d'un mensuel local destiné à l'information des citoyens de la commune dénommé Nouvelles de Bourgoin-Jallieu. Il est distribué dans les boîtes aux lettres et il est également consultable sur Internet
- Presse régionale

Historiquement, le quotidien à grand tirage Le Dauphiné libéré consacre, chaque jour, y compris le dimanche, dans son édition du Nord-Isère, un ou plusieurs articles à l'actualité de la ville, ainsi que des informations sur les éventuelles manifestations locales, les travaux routiers, et autres événements divers à caractère local.

#### Presse audiovisuelle
- Ici Isère est une radio publique diffusée sur tout le territoire du département de l'Isère.
- La radio associative Couleurs FM est basée à Bourgoin-Jaillieu.
- La commune est également couverte par le réseau de France 3 qui diffuse le journal d'information régional de France 3 Alpes.

### Téléphonie mobile
Le territoire de la commune de Bourgoin-Jallieu ne possède quasiment aucune zone blanche où la couverture téléphonique ne serait pas assurée y compris dans les zones boisées et désertes. On peut dénombrer treize antennes réseaux 4G appartenant à quatre opérateurs différents installées sur le territoire.
| Opérateurs       | 3G  | 4G  |
| ---------------- | --- | --- |
| Orange           | Oui | Oui |
| Bouygues Telecom | Oui | Oui |
| SFR              | Oui | Oui |
| Free             | Oui | Oui |

### Cultes

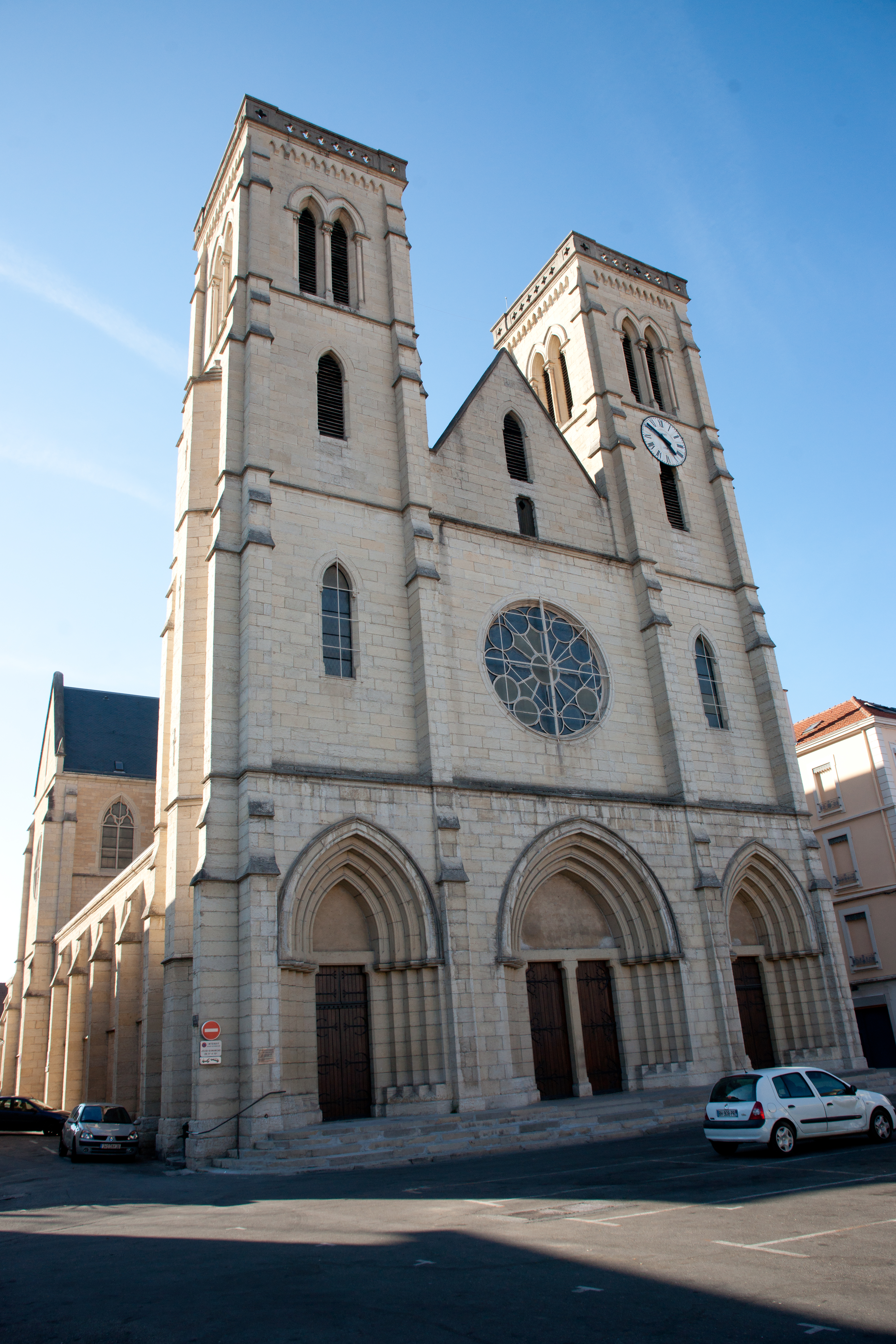
Église Saint-Jean-Baptiste de Bourgoin-Jallieu.

#### Culte catholique
La communauté catholique de Bourgoin-Jallieu est servie par les prêtres de la paroisse Saint-François d'Assise qui recouvre vingt communes et vingt-trois églises. La paroisse est organisée en sept relais, celui de Bourgoin-Jallieu portant le nom de Saint-Michel.

#### Culte protestant
La paroisse protestante se dénomme l'église Protestante Unie du Nord Isère, le temple protestant et sa salle paroissiale étant situés à proximité du centre-ville.
En outre, une église évangélique est implantée à l'est du territoire communal, à proximité du stade Pierre-Rajon.

#### Culte musulman
La mosquée Abou Bakr Siddik de Bourgoin-Jallieu est gérée par une association locale. Celle-ci est située au nord du centre-ville, en direction de Jallieu[Où ?]. Il y a une seconde mosquée gérée par l'association franco-turque qui se situe rue Pasteur.

## Économie

### Revenus de la population et fiscalité
En 2010, le revenu fiscal médian par ménage était de 24 200 €, ce qui plaçait Bourgoin-Jailleu au 24 564e rang parmi les 31 525 communes de plus de 39 ménages en métropole.

### Emploi
En 2017, selon Insee, 17 071 emplois sont présents sur le territoire de la commune.
Le taux de chômage, en 2017, pour la commune s'élève à 16,7 %, un chiffre supérieur à la moyenne nationale (10,4 %).
Le taux d'activité, selon Insee, en 2017, pour la commune s'élève à 76,7%.

### Secteur industriel

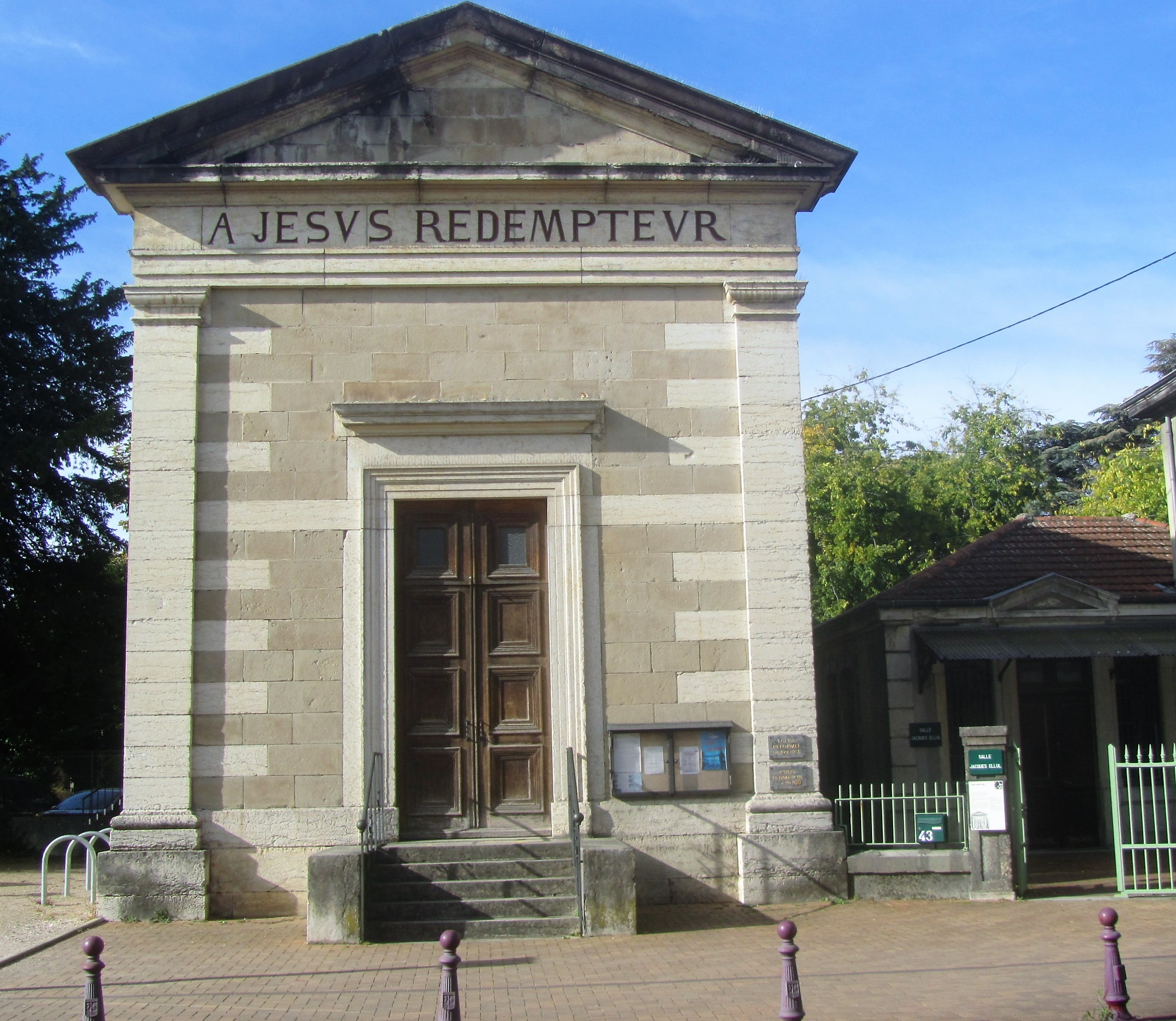
Temple protestant à Jallieu.

Le textile, lié à la fabrique lyonnaise de soierie, et l'industrie mécanique qui en découle, gouvernent la vie de la cité : ateliers de gravure sur bois et sur cadre, usines d’impression (Brunet-Lecomte sur le site de l'actuel pont Saint-Michel, Dolbeau, rue de la Libération), ateliers de dévidage et d'ourdissage (Caffarel à Jallieu), usines d'encollage, de tissage (Debar à La Grive) et fabrique de métiers à tisser (Ateliers Diederichs). Au début du XXe siècle, Bourgoin et Jallieu constituent un des tout premiers centres français pour l'impression sur étoffe.
D'autres activités complètent l’économie locale  : 
- cartonnerie (Voisin-Pascal, petite rue de la Plaine)[117] ;
- chimie (Le Dauphin, site PCAS) ;
- fabrication de lingerie[118].

Pendant deux siècles, l'industrie offre de nombreux emplois ouvriers à la population berjallienne jusqu'à la crise des années 1970. Après la disparition des établissements Brunet-Lecomte et Dolbeau, la relève est en partie assurée par les établissements Mermoz de Champaret. L’établissement conserve jusqu'à sa fermeture, en 2003, une activité importante, axée sur la qualité, au service de grandes marques de la mode comme Dior, Cardin, Lanvin…
La fermeture des entreprises traditionnelles transforme le paysage industriel et urbain. Les pertes sont cependant compensées par l'implantation de nouvelles entreprises, liées au développement de pôles de compétitivité dans les énergies renouvelables, avec notamment Photowatt, spécialiste français de production de panneaux solaires photovoltaïques, le maroquinier Hermès et la recherche textile.
Une importante plateforme de tri (courrier et colis) de la poste, mise en fonctionnement en juin 2019, a été inaugurée le 15 octobre de la même année et peut traiter jusqu’à 11 000 colis par jour.

### Secteur commercial

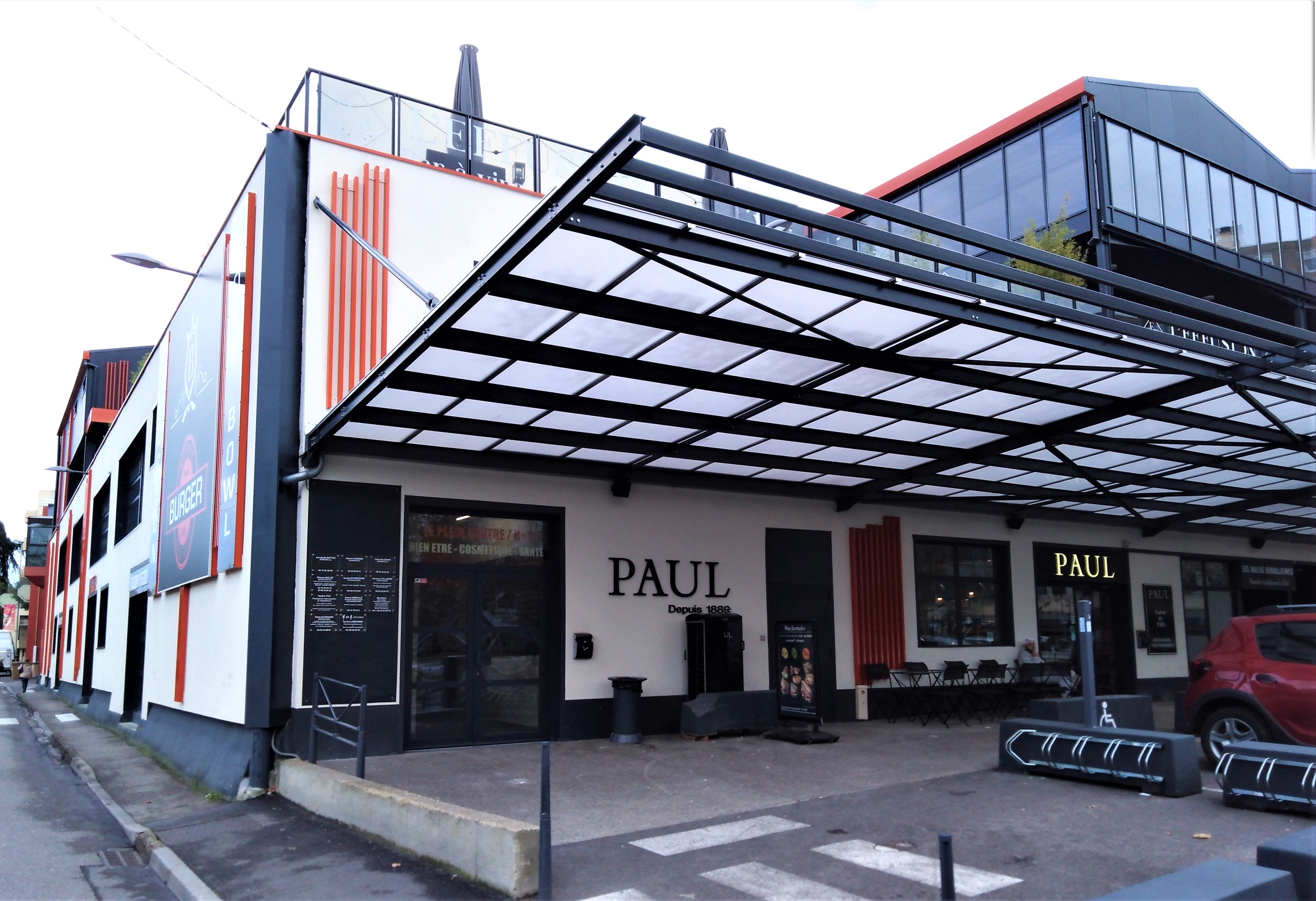
Nouvelles Halles de Bourgoin-Jallieu.

La ville héberge sur son territoire plusieurs zones commerciales de différentes tailles dont notamment son centre-ville, une zone piétonne située près de l'Hôtel de ville, entièrement rénové en 2018 ainsi que l'espace Barbusse dont l'hypermarché et ses commerces sont proches du centre-ville.
Il existe d'autres centres d'activités commerciales :
- le quartier de Champ-Fleuri (commerces et services de formations) ;
- la zone d'activité de Chantereine (zone d'entreprises liées à la construction et au bâtiment) ;
- la zone d'activité de la Maladière (grande zone destinée aux activités industrielles, commerciales et de services)[125] ;
- le quartier de la Grive (zone d'activité comprenant un hypermarché) ;
- le secteur du Médipole (nouvel espace commercial de restauration, créé en 2014 à proximité du centre hospitalier)[126].

Un espace de vente d'objets de seconde main existe du fait de la présence d'une communauté Emmaüs depuis 1981.

### Secteurs hôtelier et touristique
La ville est équipée d'un office de tourisme, situé à proximité de la zone piétonne du centre-ville.

## Culture locale et patrimoine

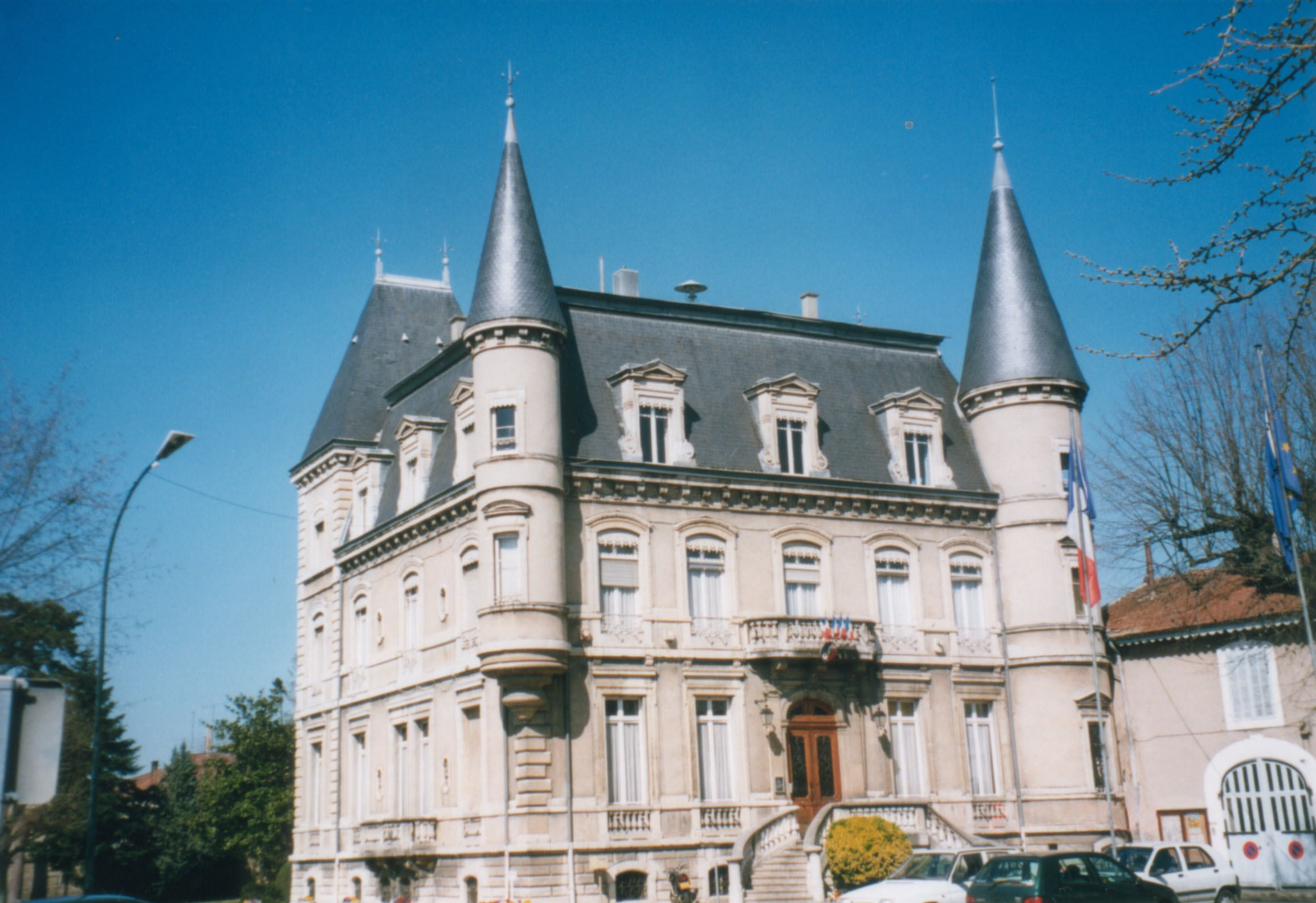
La mairie de Bourgoin-Jallieu.

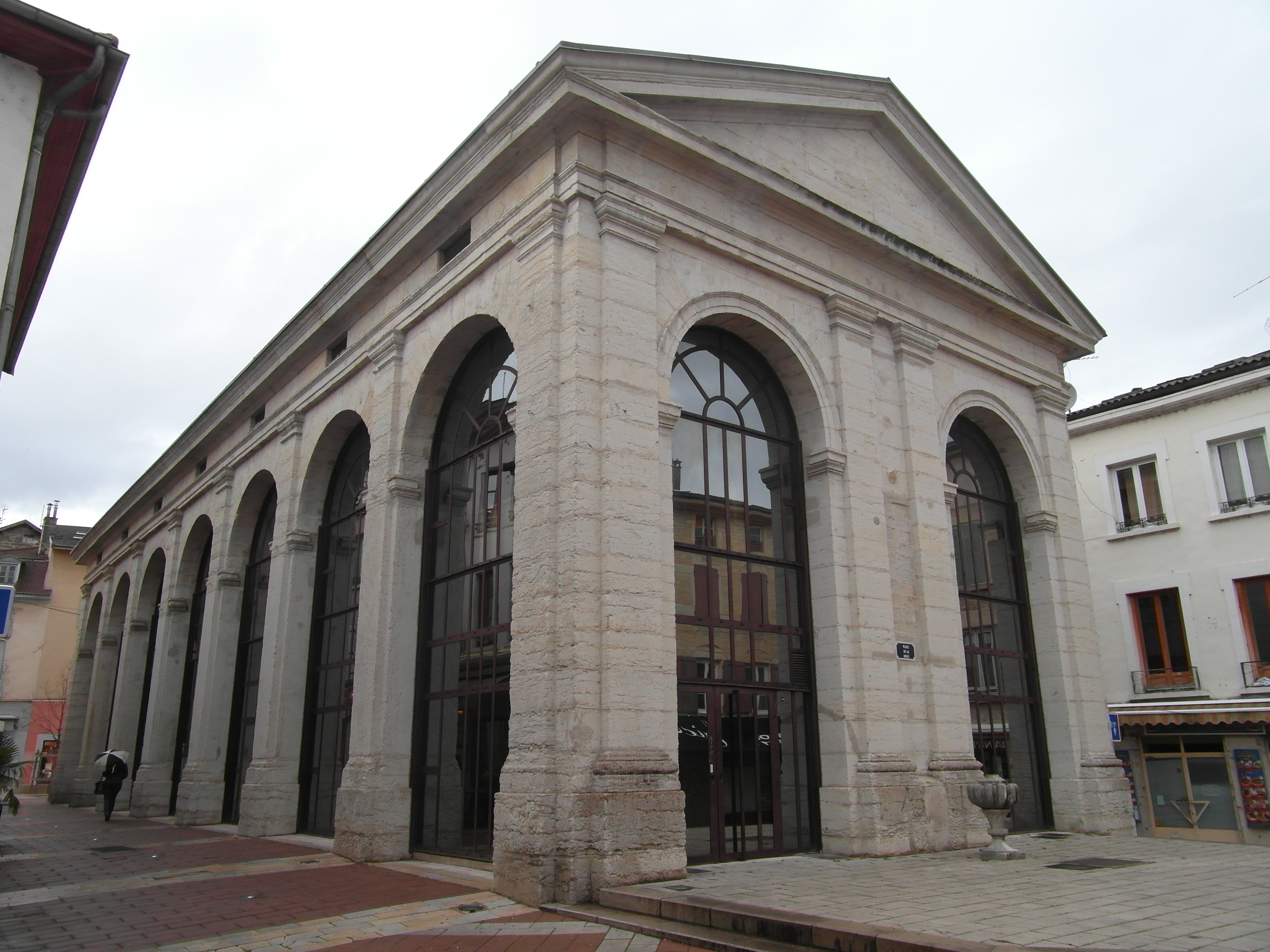
Les halles de Bourgoin-Jallieu vues depuis la place et la rue de la Halle.

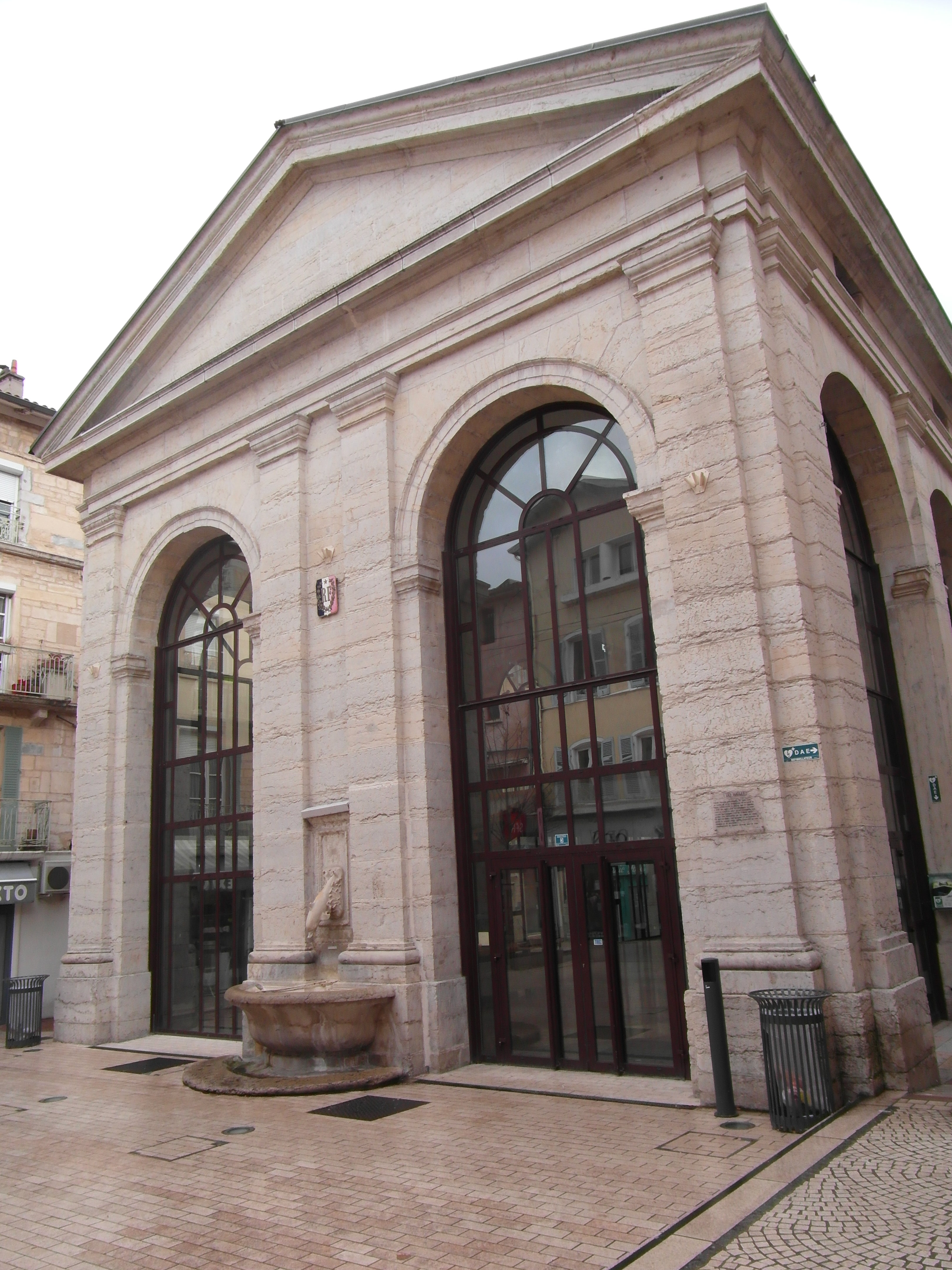
Les halles de Bourgoin-Jallieu vues depuis la rue de la Liberté.

### Patrimoine monumental

#### Châteaux et maisons fortes
Le château de Petit-Mont est un château de plaisance, reconstruit au XIXe siècle sur l'emplacement d'une ancienne maison forte.
Le château de Bourgoin date du XIIIe siècle et du XIVe siècle. L'édifice fut le siège de la châtellenie de Bourgoin, puis d'un bailliage. Cité depuis le XIIIe siècle "castrum Burgundium", le manoir est reconstruit aux XVe et XVIe siècles
Le château de Beauregard, autrefois dénommé Chateauvieux, est situé au sommet du jardin de ville, il en subsiste deux murs imposants. Il n'a jamais fait l'objet de fouilles archéologiques sérieuses.
Le château de Champfort, de construction contemporaine, figure avec la même emprise sur le cadastre de 1832.

#### Bâtiments civils

##### Monuments classés
Deux monuments berjalliens sont classés au titre des monuments historiques français :
- Le mur de terrasse antique  Classé MH

Ce mur de terrasse est un vestige de l'époque gallo-romaine situé dans le quartier de la Grive, au lieu-dit la Croix-Blanche. Le site est classé par arrêté du 11 septembre 1987 au titre des monuments historiques. Il s'agit d'un mur de 57 m de long, conservé sur une hauteur avoisinant les trois mètres. Il appartenait à un vaste ensemble de l'époque romaine qui a totalement disparu. La structure est orientée au nord-nord-est et elle a été découverte en 1981.
- Le balcon en fer forgé  Classé MH

Il s'agit d'un balcon situé au premier étage de la maison au 13 rue de la République, qui fait l'objet d'une inscription partielle au titre des monuments historiques par arrêté du 2 mai 1956.

##### La Halle Grenette
Ce bâtiment historiquement à vocation commerciale, reconstruit dans les années 1847 et 1848, en remplacement de celle du Moyen Âge, est rebaptisé Espace Grenette en 1994, après sa rénovation, alors que son rôle commercial s'est interrompu quelques années auparavant.

##### La Fontaine de la place du 23-Août-1944
En 1755, une fontaine monumentale fut construite sur la place de la Pourcherie, au centre de Bourgoin. Sur le pilier central, une inscription précisait : « Cette fontaine a été construite pour l'utilité publique » . De fait, non seulement les Berjalliens s'y fournissaient en eau potable, mais aussi les chevaux de poste ou de diligence s'y désaltéraient.
Le 13 juin 1953, un convoi exceptionnel transportant un four-séchoir tubulaire de 29 mètres de long à destination de la centrale thermique du Chambon-Feugerolles entreprit de traverser la ville du nord au sud. Arrivé sur la place du 23-Août-1944 (nouveau nom de la place), il ne put manœuvrer et se trouva bloqué. Les pompiers, appelés à l'aide, considérèrent que le seul moyen de dégager le convoi était de le faire passer sur l'emplacement de la fontaine. Celle-ci fut alors cassée à la masse. Cependant, le fut central put être conservé. L'événement déchaîna de vives réactions.
Ce n'est qu'en 1980 que la municipalité fit reconstruire la fontaine, avec des éléments préservés du fut central, approximativement au même endroit.

##### Autres bâtiments civils
- L'ancienne brasserie, située rue Pontcottier, est labellisée Patrimoine en Isère[134].
- L'appartement Art déco, au premier étage de l’immeuble au 2 rue de la République labellisé Patrimoine en Isère[134].
- Le Tribunal (construit à la place de la chapelle des Pénitents-Blancs du XVIIe siècle).
- L'Objet-Dard[135], à la mémoire de Frédéric Dard par Bertrand Lavier.

#### Bâtiments religieux

##### Église Saint-Jean-Baptiste de Bourgoin-Jallieu

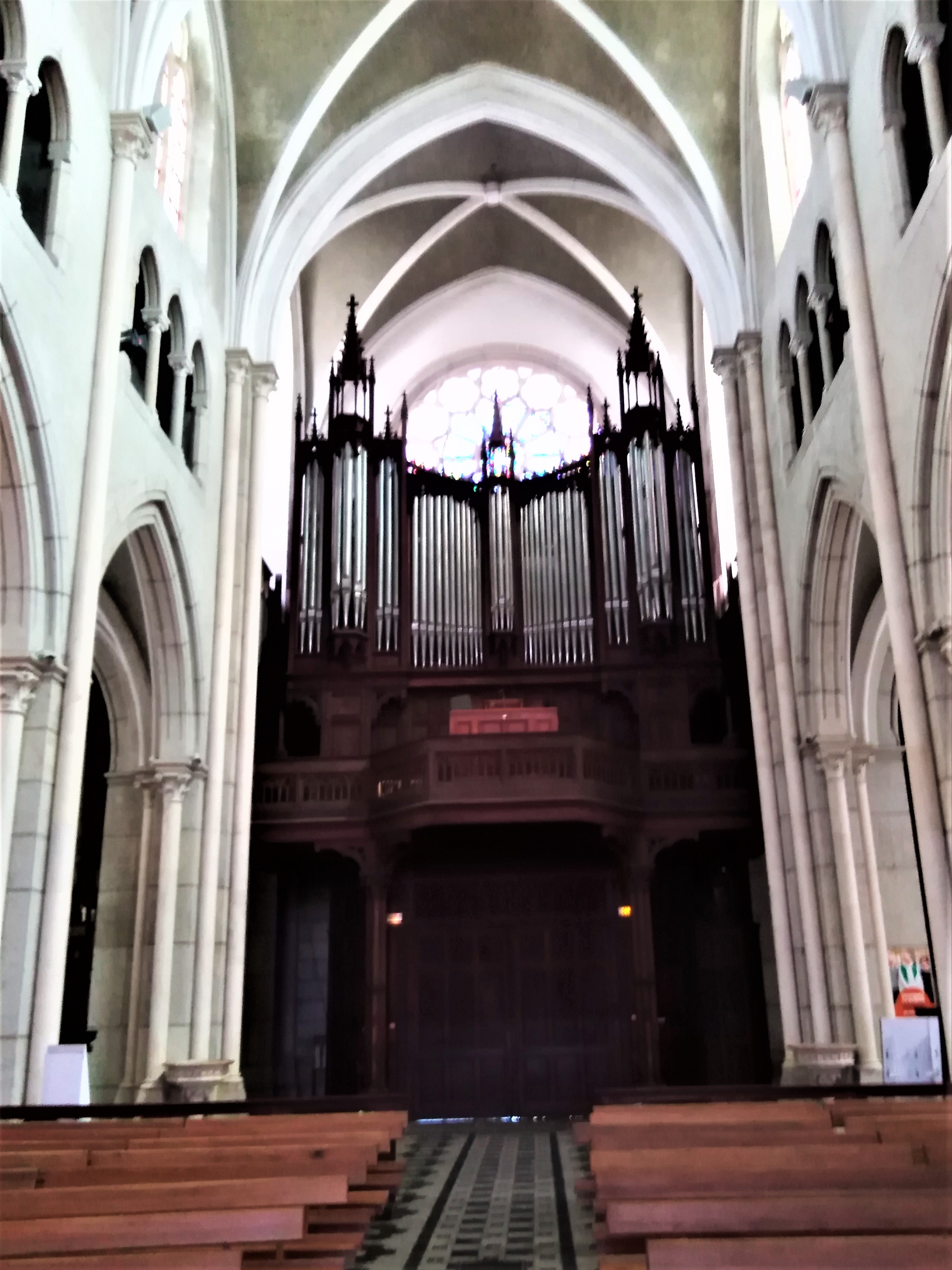
Orgue de l'église de Bourgoin-Jallieu.

L'Église Saint-Jean-Baptiste est un édifice religieux consacré à Jean-Baptiste, construit durant le XIXe siècle qui contient en ses murs un grand orgue Merklin, datant de 1879, comprenant quarante jeux répartis sur trois claviers et le pédalier. Les stalles du chœur sont l'œuvre du sculpteur brugeois Hendrik Pickery.

##### Chapelle de Mozas
La première évocation de la chapelle de Mozas (quelquefois dénommée église de Mozas ou chapelle Saint-Barthélémy) remonterait à 1615. Construite en plusieurs étapes, plus particulièrement au XVIIIe siècle, ce édifice domine le hameau de Mozas et permet de présenter une vue remarquable sur Bourgoin-Jallieu et L’Isle-d’Abeau. L’association de sauvegarde qui porte son nom a été créée en 2017. Des manifestations sont organisées tout au long de l’année pour animer ce monument.

##### Autres bâtiments religieux
- La chapelle Saint-Antoine (Chapelle de la commanderie des Antonins du XVIe siècle), aujourd'hui partie du Musée
- L'église de l'Assomption dite église Notre-Dame de Bourgoin-Jallieu (XIXe siècle)
- La chapelle de Villieu (XIXe siècle)
- Le temple protestant édifié en 1853.

### Patrimoine culturel

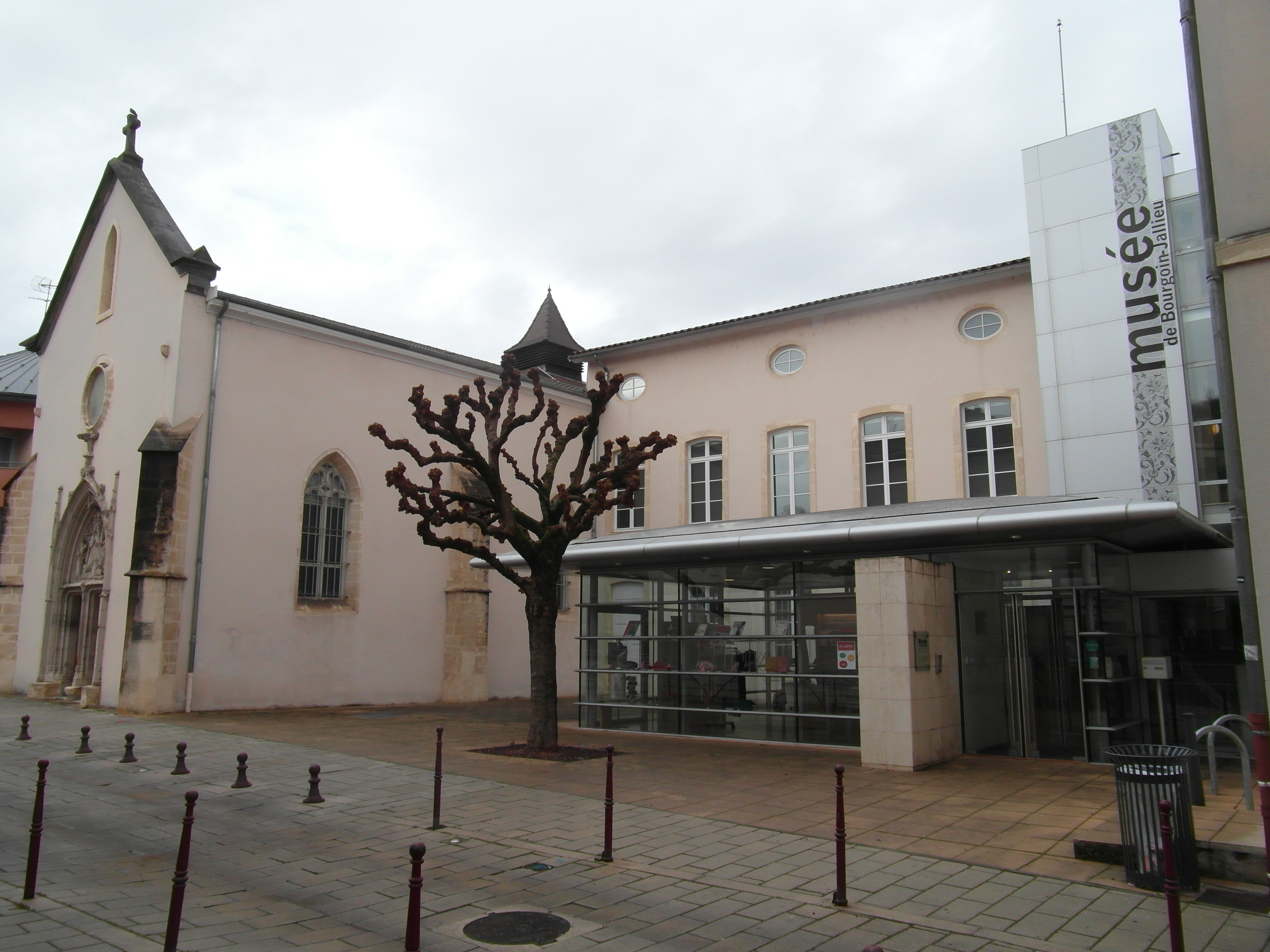
Le musée de Bourgoin-Jallieu.

La commune de Bourgoin-Jallieu héberge deux établissements à vocation culturelle

#### Le musée de Bourgoin-Jallieu
Le musée de la ville est installé à proximité du centre-ville, dans un lieu historique : l’ancienne chapelle des Antonins construite en 1503 et l’Hôtel-Dieu (ancien hôpital) édifié au XVIIIe siècle. Créé en 1929 sous le nom de Musée Victor-Charreton en hommage à un peintre natif de la ville. Il est entièrement rénové en 2000 et se déploie sur 1 200 m2. Il s'appelle depuis Musée de Bourgoin-Jallieu.

#### Théâtre Jean-Vilar /scène Rhône-Alpes
En 1987, le théâtre Jean-Vilar occupe l'ancienne orangerie d'une maison du XVIIIe siècle, jusqu'à sa destruction par un incendie en 2010. Le théâtre a cependant continué son activité « hors les murs » dans la salle polyvalente de la ville.

#### Autres services culturels
Le service de la lecture publique de l'Isère, devenu la médiathèque départementale de l'Isère, est un service du Département de l'Isère directement rattaché à la Direction de la culture et du patrimoine. Le service est également implanté à Saint-Martin-d'Hères.

### Patrimoine et tradition orales

#### Langue régionale

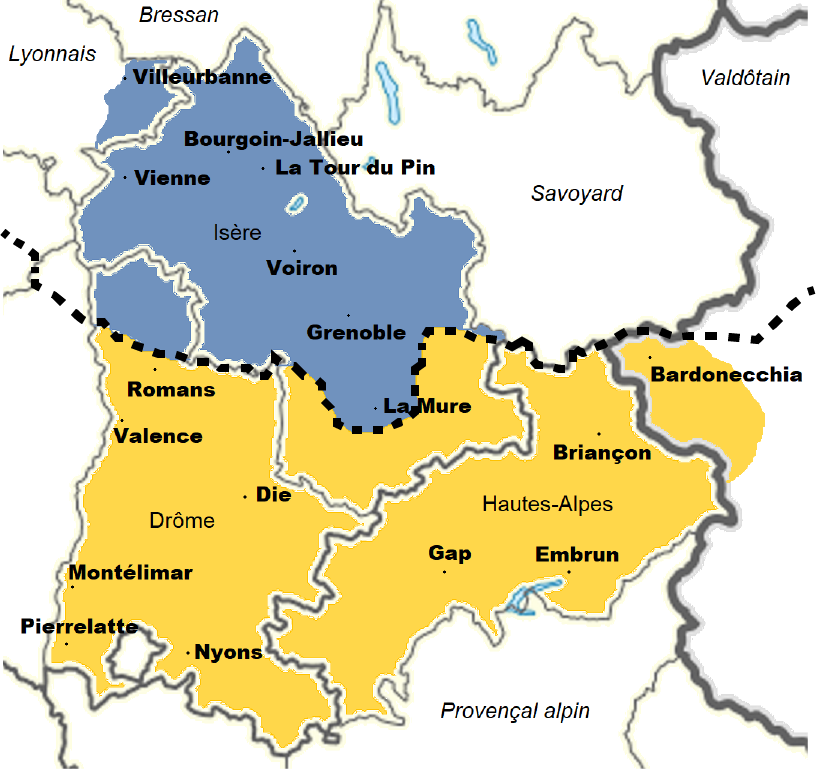
Carte linguistique du Dauphiné : en bleu est représenté le dauphinois du Nord / isérois, en jaune est représenté le vivaro-alpin.

Historiquement, sur le plan linguistique, le territoire de Bourgoin-Jallieu, ainsi que l'ensemble du Nord-Isère, se situe au nord-ouest de l'agglomération grenobloise et au sud-est de l'agglomération lyonnaise. Son secteur se situe donc dans la partie centrale du domaine linguistique des patois dauphinois, laquelle appartient au domaine de la langue dite francoprovençal ou arpitan au même titre que les parlers savoyards, vaudois, Valdôtains, bressans et foréziens,.
L'idée du terme, « francoprovençal », attribué à cette langue régionale parlée dans la partie centre-est de la France, différente du français, dit langue d'oil et de l'occitan, dit langue d'oc, est l'œuvre du linguiste et patriote italien Graziadio Isaia Ascoli en 1873 qui en a identifié les caractéristiques, notamment dans le Grésivaudan, les pays alpins et la vallée de l'Isère, depuis sa source jusqu'à sa confluence avec le Rhône.

### Patrimoine culinaire

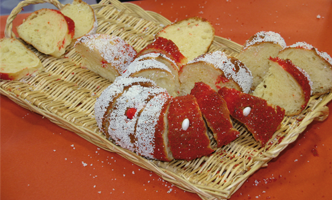
La brioche de Bourgoin.

#### Le chaudelet
Cette galette a été conçue à la fin du XIXe siècle par un boulanger de Bourgoin, le père Pitrougnard, qui, dit-on, malaxait sa pâte avec ses pieds. Il vendait ses gâteaux sur les quais de la gare de Bourgoin, en chantant « Ils sont chauds les chaudelets, ils sont chauds ». Le chaudelet est une petite galette de pâte brisé salée, aromatisée de grains d’anis. Longtemps pétrie, la pâte est mise en forme, puis pochée à l’eau bouillante et refroidie à l’eau froide. Les galettes sont ensuite égouttées et mises au frais plusieurs heures. Puis elles sont cuites et dorées dans un four à feu très vif. Frédéric Dard, qui les appréciait, en a parlé dans ses livres et ne manquait pas d’en faire provision à chacun de ses passages à Bourgoin-Jallieu.

#### La brioche de Bourgoin
Cette brioche locale peut être décorée de sucre rouge et blanc et garnie de pralines et de dragées. Le 18 octobre 1447, Louis II Dauphin de France, entre à Bourgoin par la Porte Neuve monté sur un superbe cheval noir. Il est suivi de quarante cavaliers , trente archers et dix arbalétriers. Viennent ensuite la Cour et la maison du Dauphin  : de riches gentilshommes portant écusson armorié sur la poitrine. Le futur roi Louis XI séjournera à plusieurs reprises à Bourgoin et c’est en son honneur que les boulangers préparèrent un gâteau en forme de couronne, composé de farine, lait, miel, œufs et levain, et décoré de pralines et de sucre blanc.

#### La Grande Dauphine
Autrefois appelée « Vieille Dauphine », la « Grande Dauphine » est une liqueur élaborée à base d’oranges douces et amères d’après une recette de 1855. Cette boisson connaîtra la célébrité en 1935, grâce à Maurice Chavin qui eut l’idée d’ajouter du cognac à la recette originale afin d’en accentuer la finesse. Pour apprécier toute la complexité de ses arômes, il est recommandé de la boire pure, dans un grand verre « ballon » ou frappée sur des glaçons.

##### Le galet du Bion
Nommé en honneur de l'une des rivières traversant la cité berjallienne, ce chocolat est à la fois craquant et fondant, et repose sur une coquille de nougatine fourrée praliné, le tout saupoudré de poudre de cacao.

#### Autres spécialités culinaires
L'Isernoix, créé par l’amicale des pâtissiers nord-isérois, est un gâteau faisant la part belle aux produits « du terroir » : beurre, miel, œufs, noix avec du caramel à la vanille et une touche légère de chocolat. Le chocolat San-Antonio est un gâteau doux à l’intérieur (praliné de noisette avec feuilletine, cœur de ganache lactée) et croquant à l’extérieur (chocolat noir), à l’image du commissaire San Antonio, ce chocolat a été créé par Jean-Marc Scribante en hommage gourmand à Frédéric Dard.

### Patrimoine naturel

#### Espaces Naturels
L'étang de Rosière, alimenté par le ruisseau de Loudon, a été créé au cours du XVIIIe siècle afin d’alimenter un moulin à chanvre, aujourd'hui transformé en restaurant. La commune a fait l'acquisition de cet étang et de son environnement en 1978 afin d'aménager un site naturel, composé de sentiers de promenades et de randonnées ainsi que d'un lieu de pêche.

#### Espaces verts et fleurissement
En mars 2017, la commune confirme le niveau « trois fleurs » au concours des villes et villages fleuris, ce label récompense le fleurissement de la commune au titre de l'année 2016.

### Personnalités liées à la commune
Il s'agit de personnalités nées à Bourgoin, à Jallieu ou ayant vécu une partie de leur vie dans les deux communes ou la commune de Bourgoin-Jallieu après sa réunification.

#### Personnalités historiques

Jean-Jacques Rousseau en 1766.

- Jean-Jacques Rousseau (1712 - 1778), né à Genève, ville distante de 130 km, le philosophe, âgé de 56 ans, a séjourné à Bourgoin, puis dans ses environs immédiats[150]. Son installation dans un hôtel de ce qui aujourd'hui est le 15, rue Robert-Belmont, date du 13 (ou 15) août 1768.
- Mgr Jacques Raillon (1762 - 1835), né à Bourgoin, il fut le secrétaire de Mgr de Mercy, son compatriote, évêque de Luçon, sera nommé évêque d'Orléans et baron d'Empire en 1810. Il décède en tant qu'archevêque d'Aix-en-Provence en 1835.

Marcelle Pardé en 1937.

- Anselme Benoît Donin de Champagneux (1774),  Fils de Luc Antoine cité précédemment. Il est né à Bourgoin, il fut botaniste et élève de Jussieu au Jardin des plantes de Paris, spécialiste de la végétation méditerranéenne.
 Son frère Pierre-Léon Donin de Champagneux, également natif de Bourgoin, fut l'époux de la fille de Madame Roland[151].
- Marcelle Pardé (1891 - 1945) : Enseignante et résistante née à Bourgoin, elle fut directrice du lycée de filles de Dijon qui porte son nom depuis la fin de la guerre (collège depuis 1967). Elle est décédée dans le camp de Ravensbrück.

#### Personnalités artistiques

##### Écrivains

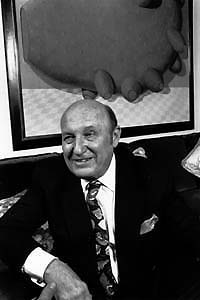
Frédéric Dard en 1992.

- Frédéric Dard (1921 - 2000), né à Jallieu. Frédéric Dard est un écrivain français principalement connu (dans une production extrêmement abondante) pour les aventures du commissaire San-Antonio, souvent aidé de son adjoint Bérurier, dont il a écrit 175 aventures depuis 1949. Son père crée une entreprise de chauffage central à Bourgoin. Sa mère, Joséphine-Anna Cadet, est fille d'agriculteurs locaux.
- Jean-Pierre Andrevon (1937), né à Bourgoin, Jean-Pierre Andrevon est un écrivain de science-fiction français. Il est lauréat du grand prix de la science-fiction française et du prix Julia-Verlanger. Il a collaboré dans diverses revues dont Charlie Hebdo, Charlie Mensuel, Circus, A Suivre, L'Écran fantastique et Toxic magazine).
- Claudie Gallay (1961), écrivaine.

##### Peintres

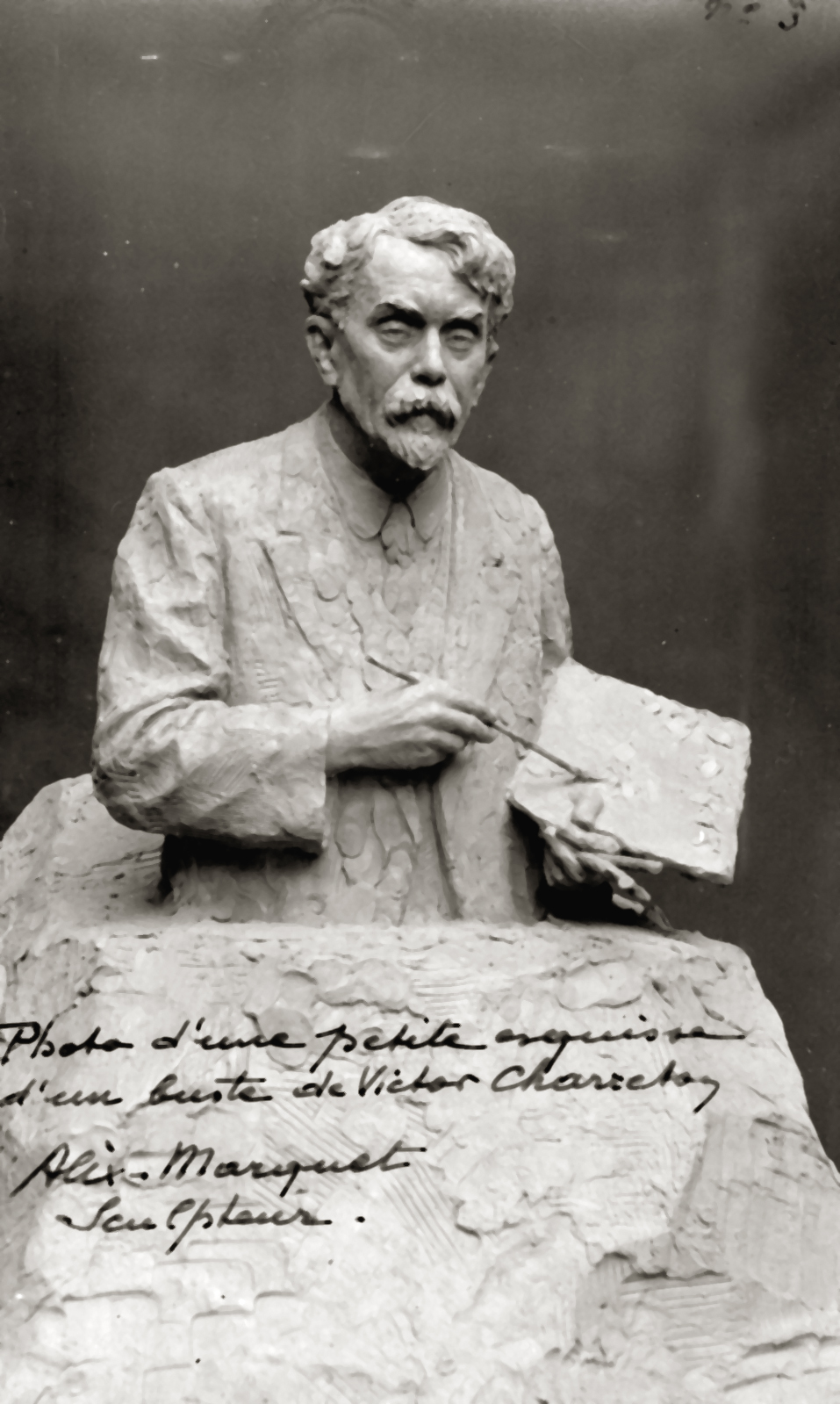
Buste de Victor Charreton.

- Joseph Alfred Bellet du Poisat (1823 - 1883), né à Bourgoin, Bellet du Poisat est un peintre marqué par le mouvement romantique. Il collaborera, entre autres, avec Eugène Delacroix. Ses thèmes sont surtout religieux, historiques, voire mythologiques (Saint Jérôme 1868, Combat des Centaures et des Lapithes, 1880).
- Victor Léon Jean Pierre Charreton (1864 - 1936), né à Bourgoin, est un peintre post-impressionniste, paysagiste de tradition lyonnaise.
- Serge Fiorio (1911 - 2011), Peintre italien né en Suisse. En 1936, dans le but de peindre davantage, il quitte la vie de carrier pour s'installer photographe ; jusqu'à sa mobilisation, en 1939, à Bourgoin, dans l'Isère, pendant laquelle il s'exprime alors au lavis et à la gouache.

##### Personnalités du cinéma

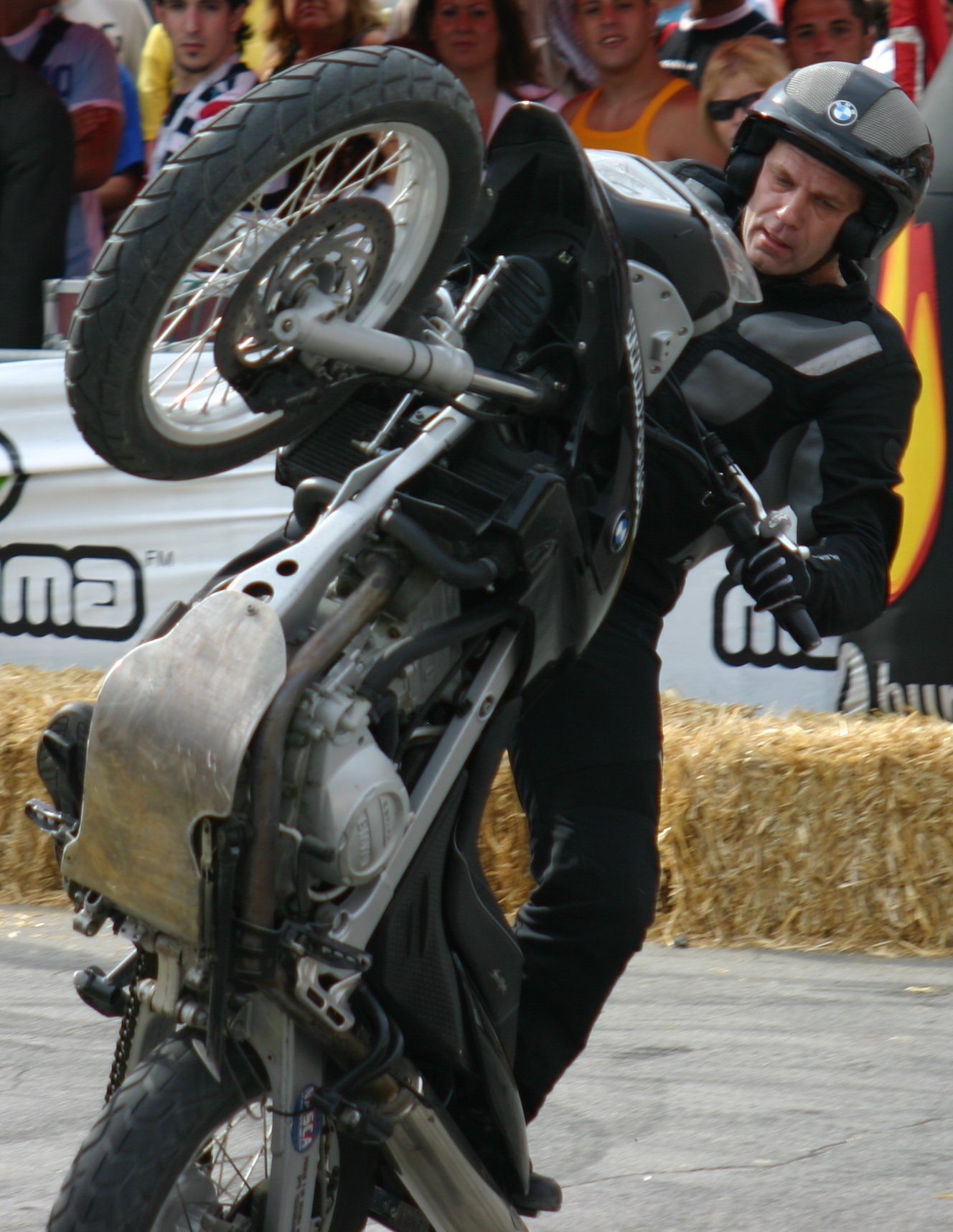
Jean-Pierre Goy.

- Jean-Pierre Goy (né en 1961), cascadeur, né à Bourgoin, cet acteur et cascadeur fut la doublure moto des films de James Bond et interpréta des cascades dans de nombreux autres films.
- Jodel Saint-Marc, réalisateur, né dans le département, le 11 décembre 1976

##### Personnalités culinaires
- Guy Savoy, grand chef cuisinier, a passé son enfance et une partie de sa jeunesse à Bourgoin-Jallieu[152].

##### Personnalités sportives

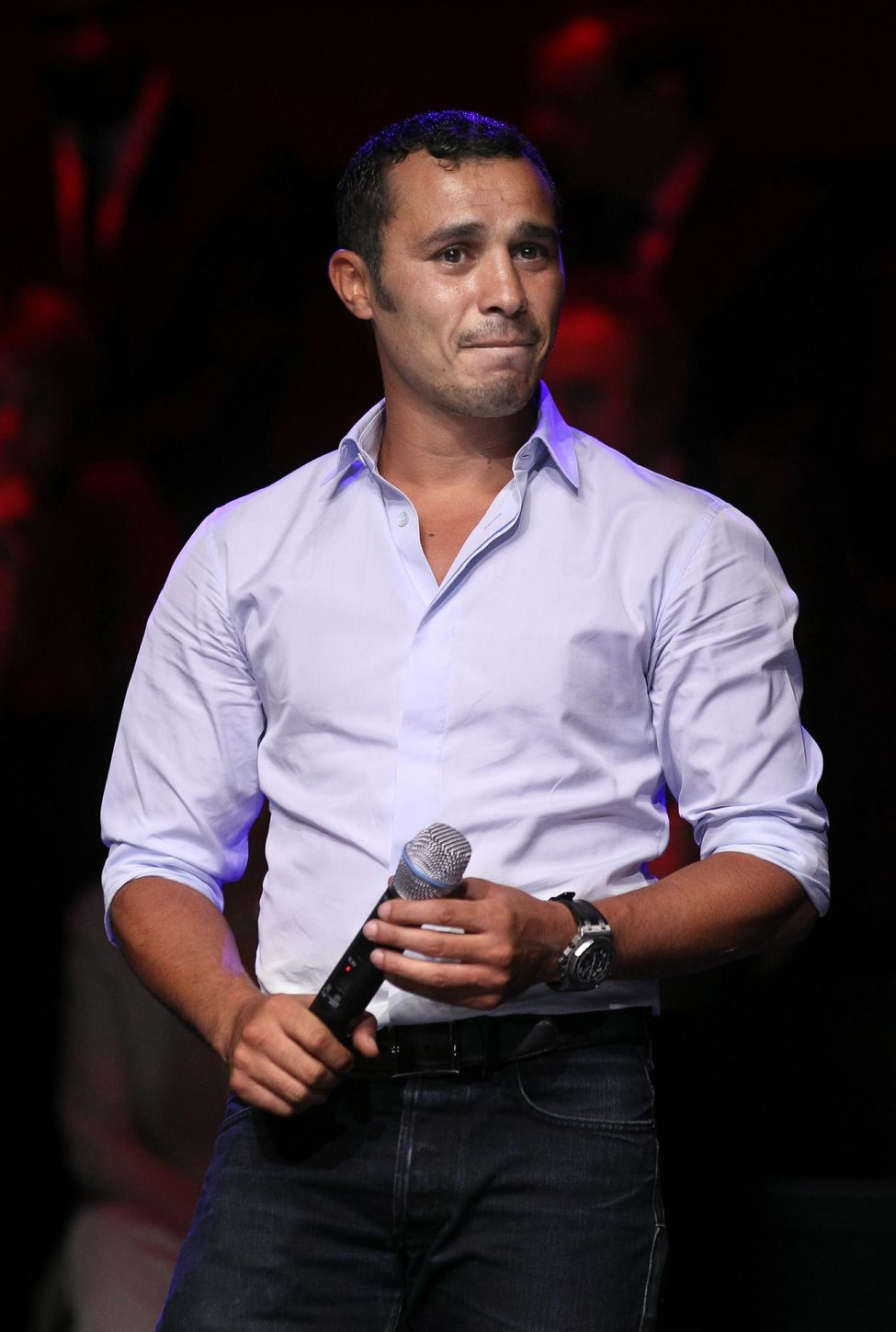
Brahim Asloum en 2011.

- Henri Chemin, né dans la commune en 1933.
- Marc Cécillon, international français de rugby à XV né en 1959.
- Stéphane Stoecklin, international français de handball né en 1959.
- Stéphane Glas, international français de rugby à XV né en 1973.
- Guillaume Meynard, joueur de rugby à XV né en 1977.
- Julien Bonnaire, international français de rugby à XV né en 1978.
- Brahim Asloum, boxeur né en 1979.
- Redouane Asloum, boxeur né en 1981.
- Kévin Monnet-Paquet, footballeur professionnel né en 1988.
- Xavier Mignot, international français de rugby à XV né en 1994.
- Amine Gouiri, footballeur professionnel né en 2000.

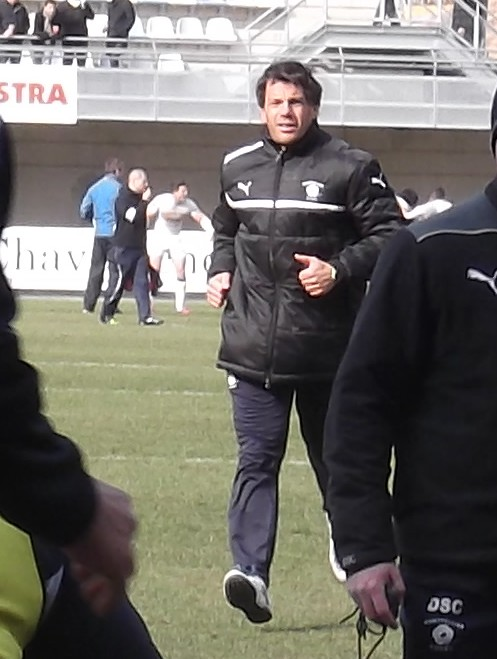
Stéphane Glas.
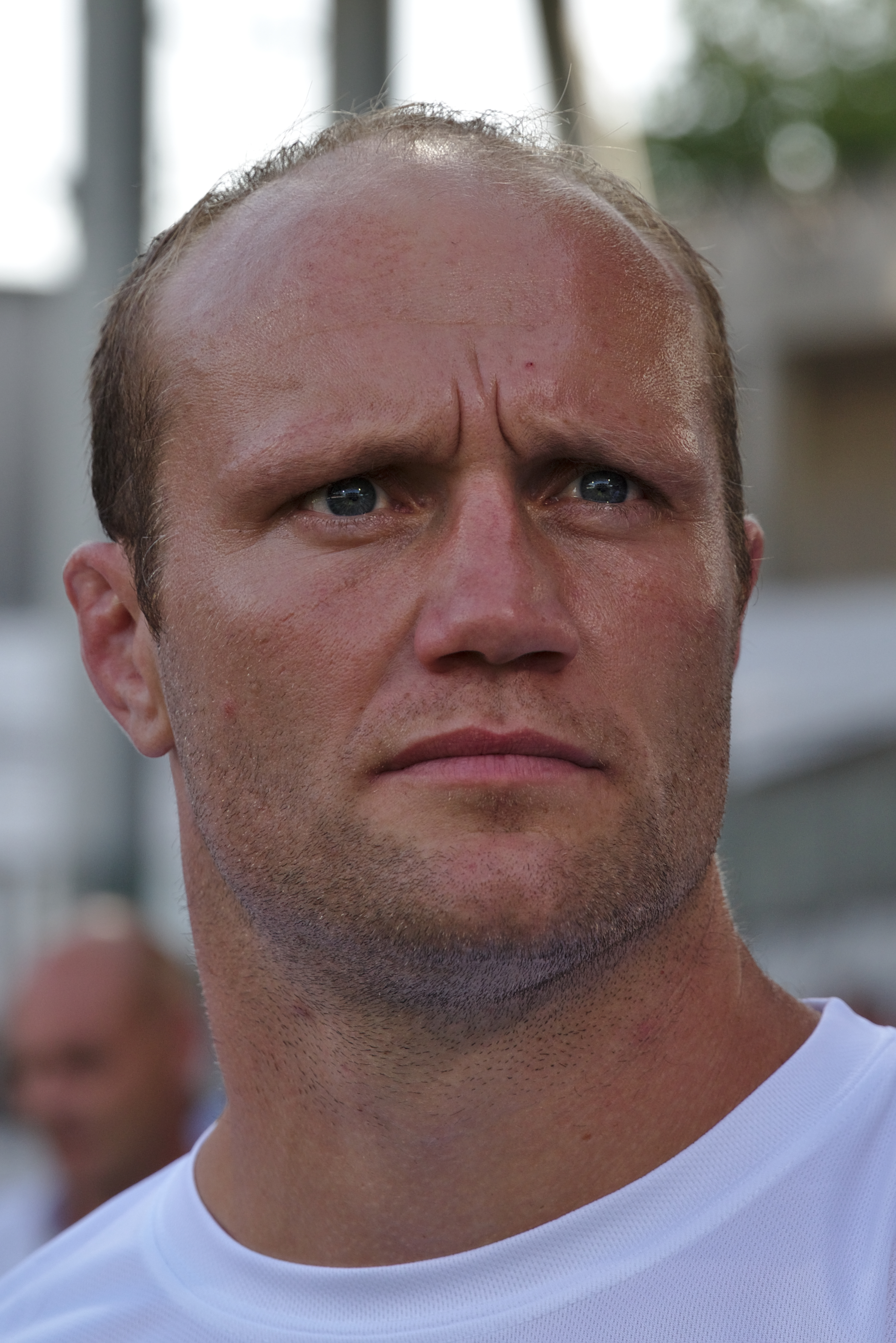
Julien Bonnaire.
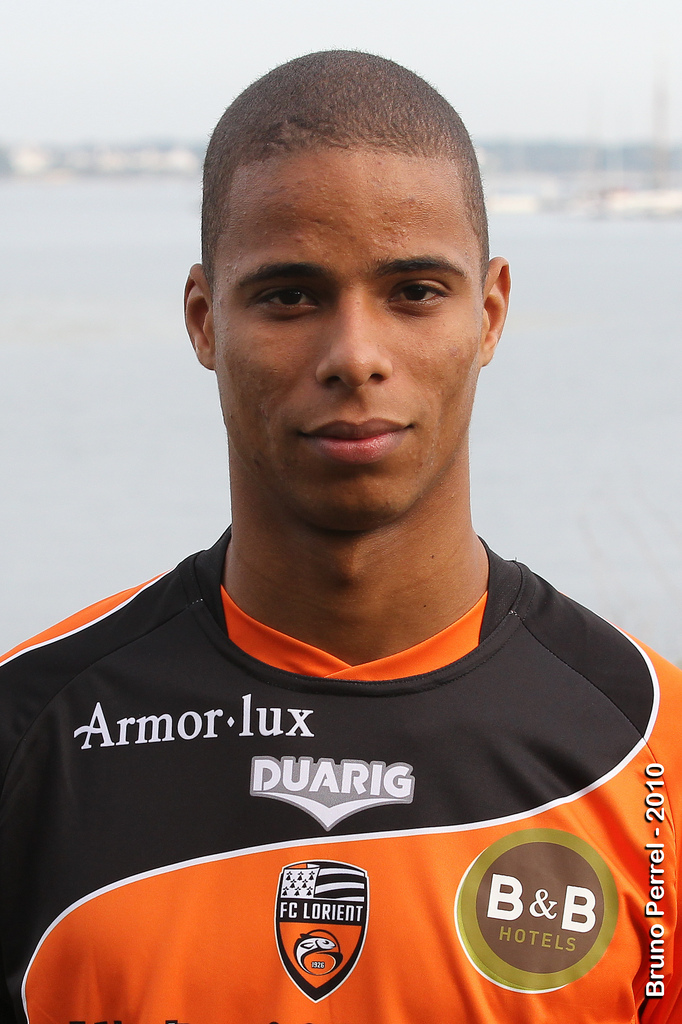
Kévin Monnet-Paquet.
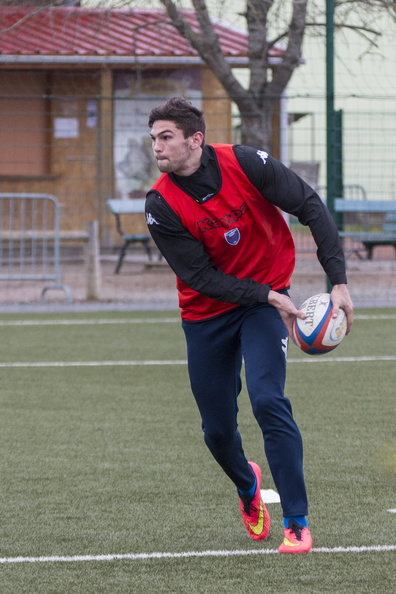
Xavier Mignot.
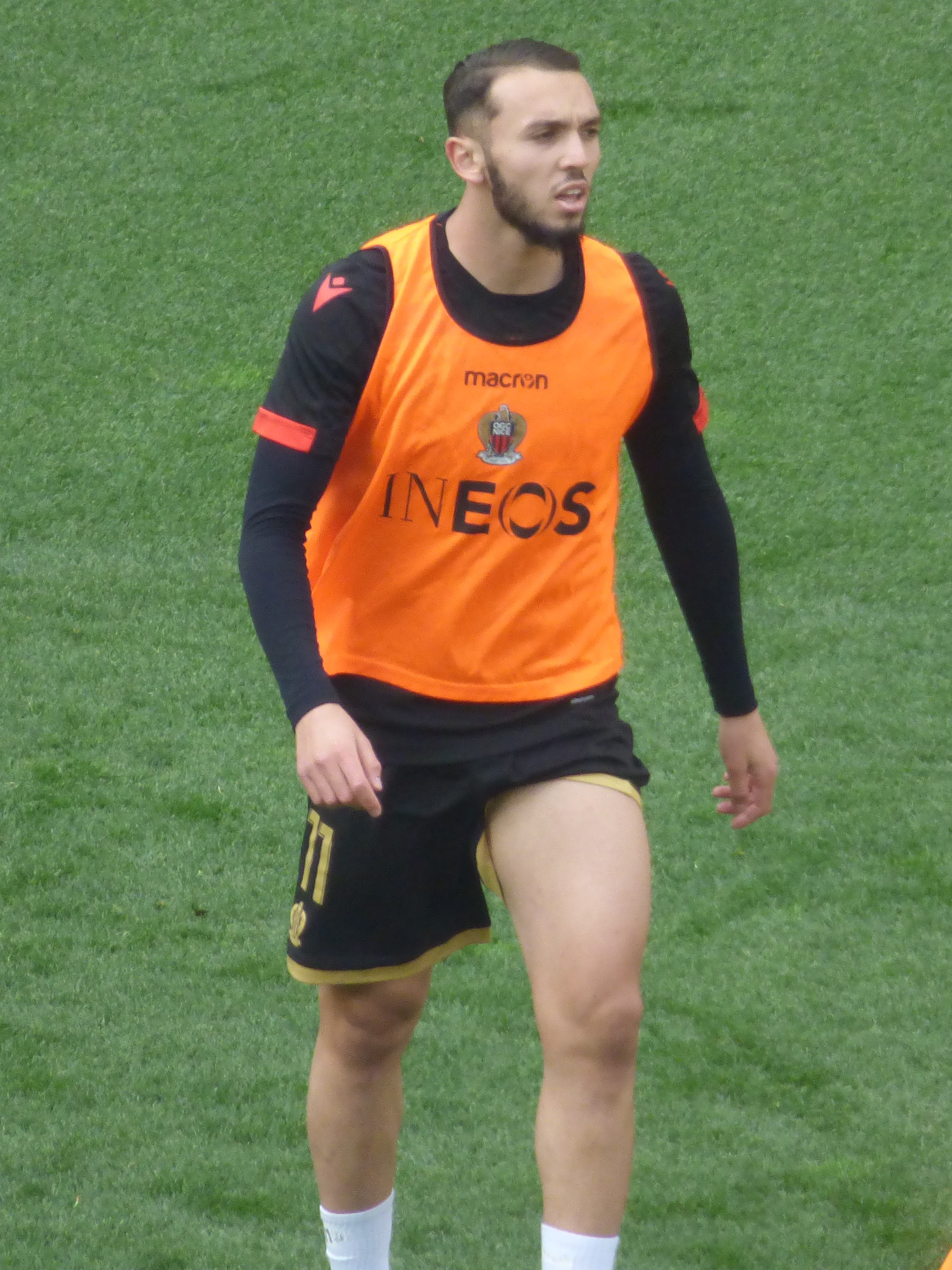
Amine Gouiri.

##### Autres personnalités
- Hippolyte Enselme, né en 1872 à Bourgoin et mort en 1950, militaire et explorateur français.
- Maurice Rival (1920 - 2016), né à Bourgoin-Jallieu[153]

Suppléant de Gisèle Halimi à l'élections législatives françaises de 1981 pour la 4e circonscription de l'Isère, il fut député de 1984 à 1986 lorsque cette dernière cesse son mandat pour mission.
- Yvon Gattaz (1925-2024), chef d'entreprise et académicien, né à Bourgoin, Yvon Gattaz est un entrepreneur, président du patronat français (CNPF) de 1981 à 1986. Défenseur de l'entreprise et notamment des petites entreprises, il a fondé plusieurs associations. Il est membre depuis 1989 de l'Académie des sciences morales et politiques (Institut de France), dont il prendra la présidence en 1999.
- Robert Porcher (1928-2011), industriel, mort à Bourgoin-Jallieu.
- Caroline Roux (née en 1972), journaliste.
- Charazed Bendouiou (née en 1977) a disparu en juillet 1987 dans une cité HLM de Bourgoin-Jallieu. Il s'agit d'une des victimes liées à ce que les journaux dénommeront les « Disparus de l'Isère » et qui n'est toujours pas élucidée plus de 35 ans après les faits.

### Bourgoin-Jallieu dans les arts

#### Au cinéma
- 1996 : Les Grands Ducs de Patrice Leconte avec Jean-Pierre Marielle

Ce film a été tourné dans de nombreux sites de l'ancienne région Rhône-Alpes, et certaines scènes permettent de découvrir de nombreux bâtiments de Bourgoin-Jallieu, dont la gare ferroviaire.

#### À la télévision
- Turbo (émission de la chaîne M6) : reportage diffusé le 30 octobre 2011 et dénommé « Une journée avec les gendarmes, luttant contre l’insécurité routière », présentant les gendarmes de la brigade motorisée et des unités de la compagnie de Bourgoin-Jallieu[155].

#### Dans la littérature
- Les Voyages dans les Alpes, tome 3 d'Horace-Bénédict de Saussure

Le géologue genevois, considéré comme le fondateur de l’alpinisme, présente dans cet ouvrage des observations scientifiques liées à ce qui sera plus tard la géologie, la climatologie, l'hydrologie et botanique.
La ville et les environs de Bourgoin-Jallieu sont évoqués dans le tome 3 de cet ouvrage :

« Nous entrâmes en France par le Pont-de-Beauvoisin; de là nous vînmes à Bourgoin dont les environs sont calcaires et comme je savais que Vienne est dans les granits, j'espérais qu'en traversant de Bourgoin à Vienne, je verrais la jonction. Je n'atteignis pas le but que je m'étais proposé...//... »

### Héraldique et Logotypes

#### Héraldique
Description

au 1er de gueules à trois croissants d'argent, au chef cousu d'azur et au dauphin d'or brochant sur le chef, au 2e d'azur au soleil d'or au-dessus d'une mer d'argent.

#### Logotypes
Le logo utilisé à partir de 2008 est conçu par le graphiste Pascal Le Coq et s'inspire de celui du quartier de Tokyo, Roppongi Hills, où chaque lettre dispose d’une forme simple, unique et colorée, le but étant de créer un langage graphique réutilisable et reconnaissable immédiatement. Jugé peu lisible, il est remplacé en 2016.

Évolution du logo de la ville durant le XXIe siècle
Logo utilisé jusqu'à 2008.
Logo utilisé de 2008 à 2016.
Logo utilisé depuis 2016.